# Canadiens de Montréal
Pour les articles homonymes, voir Canadien.
Les Canadiens de Montréal sont une franchise de hockey sur glace professionnel située à Montréal dans la province de Québec au Canada. L’équipe est membre de la Division Atlantique dans la Ligue nationale de hockey. Bien que le nom le plus utilisé pour désigner cette équipe soit les « Canadiens de Montréal », son nom officiel est le Club de hockey Canadien, inc..
Les Canadiens disputent leurs matchs à domicile au Centre Bell, connu sous le nom de Centre Molson jusqu’en 2002. Avant 1996, l’équipe était domiciliée au Forum de Montréal, où elle a reçu ses adversaires pendant sept décennies et remporté 22 de ses 24 Coupes Stanley. Le Forum est considéré comme le véritable temple du hockey,,,.
Fondés en 1909, les Canadiens de Montréal sont la plus vieille équipe de hockey au monde toujours en activité, sans aucune interruption,. Elle fait partie des équipes fondatrices de la ligue avec les Arenas de Toronto, les Sénateurs d’Ottawa et les Wanderers de Montréal et fait également partie des six équipes originales de la LNH, groupe de six équipes s’étant partagé la lutte pour la Coupe entre 1942 et 1967. Avec ses 24 Coupes Stanley, la franchise est l’équipe la plus titrée de toute la LNH.

## Terminologie
Le nom de l'équipe fait historiquement référence au peuple canadien français. En effet, le club est fondé afin de disputer des matchs avec les clubs canadiens anglais de Montréal, tels les Wanderers et les Maroons. Cette explication permet également de comprendre l'origine d'un des surnoms de l'équipe, les « Habs », diminutif des « Habitants », en référence aux colons français venus s'installer dans la vallée du Saint-Laurent du XVIe au XVIIIe siècle et dont les Québécois sont en grande partie issus. Le nom des Canadiens de Montréal ne fait donc pas référence, malgré la croyance populaire, à l'ensemble des Canadiens d'un océan à l'autre.
Les partisans et la presse utilisent plusieurs surnoms pour désigner l’équipe :
- le « Canadien » (pour le Club) ou les « Canadiens » (pour les joueurs) — diminutifs du nom officiel de l'équipe;
- le « Bleu-blanc-rouge » — en référence aux couleurs de l’uniforme de l’équipe ;
- le « Tricolore » — en raison des trois couleurs présentes sur l’uniforme ;
- les « Glorieux » — en référence aux Coupes Stanley remportées par le club ;
- le « CH » — en rapport avec le logo du club ;
- les « Habs »[10] — les « Habitants », donnant l’expression en anglais « Go Habs Go ! »[11],[12] ;
- le « Grand Club » ;
- la « Sainte-Flanelle » — en référence à l’ancien tissu dont étaient faits les chandails portés par ses joueurs[13] ;
- les « Flying Frenchmen » — jusqu’à la fin de la dynastie des années 1970-1980, les médias anglophones leur accolaient souvent ce sobriquet, surtout aux États-Unis ;
- les « Montréal Canadiens » ou « Montreal Canadiens » pour les anglophones[Note 2],[14].

## Histoire

Logo de la des Canadiens de Montréal en 2008-2009.

Le Club de hockey Canadien a remporté 24 Coupes Stanley, un record de la Ligue nationale de hockey. Il a de plus atteint dix fois la finale de la Coupe en échouant à remporter le titre. Il détient aussi le record de cinq Coupes Stanley consécutives : de 1956 à 1960. Il est près d’égaler ce record de 1976 à 1979 alors qu’il remporte quatre championnats de suite. Une seule autre équipe, les Islanders de New York ont remporté 4 Coupes Stanley de suite entre 1980 et 1983.
Les Canadiens de Montréal forment la deuxième équipe ayant remporté le plus de championnats, tous sports confondus en Amérique du Nord, devancés par les Yankees de New York de la Ligue majeure de baseball. Ils sont également l’équipe la plus titrée de l’histoire du hockey professionnel. Tout comme les Yankees (au baseball) et les Celtics de Boston (au basket-ball), le Club de hockey Canadien est la franchise la plus légendaire de son sport.
Lors des dix premières saisons des Canadiens au Centre Bell, le nombre de spectateurs moyen aux matches s’est maintenu au-delà de 20 000 personnes. Lors de la saison 2006-2007, le club a d’ailleurs égalé son propre record en accueillant 872 193 personnes, ce qui constitue un record pour le plus grand nombre de spectateurs ayant assisté aux matchs en une saison.

### La création de l'équipe

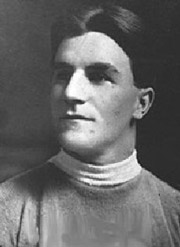
John « Jean-Baptiste, Jack » Laviolette est chargé de former la première équipe des Canadiens en 1909.

Le 13 novembre 1909, à la suite d’un différend qui oppose les propriétaires des clubs membres de l’Eastern Canada Amateur Hockey Association et le nouveau propriétaire des Wanderers de Montréal, Patrick J. Doran, il est alors décidé de former une nouvelle ligue : la Canadian Hockey Association. Cette association fusionne en 1910 avec la National Hockey Association of Canada, connue en français sous le nom d'Association nationale de hockey.
Dans la foulée de cette fondation et sur un conseil de Strachan, Jimmy Gardner, un directeur des Wanderers, et John Ambrose O'Brien ont l’idée d’exploiter commercialement la rivalité entre les anglophones et les francophones de Montréal et d’établir un club de hockey majoritairement, sinon totalement, composé de joueurs d’expression française. Pour ce faire, ils chargent John « Jean-Baptiste, Jack » Laviolette de recruter des francophones afin de former un nouveau club de hockey pouvant rivaliser avec les Wanderers du quartier McGill College. Le « Club Athlétique Canadien » est créé le 4 décembre 1909. Laviolette peut alors compter sur l’aide financière d’O’Brien afin de bâtir sa nouvelle équipe et il a alors les moyens de disputer à son ancienne équipe, le National de Montréal, les meilleurs joueurs francophones du Québec.
Laviolette ne dispose alors que d’un mois pour recruter sa nouvelle équipe. Il embauche entre autres Didier Pitre, ancien du National, et Édouard « Newsy » Lalonde. L’équipe joue le premier match de son histoire dans l'association canadienne de hockey le 5 janvier 1910 contre les Silver Kings de Cobalt à l’Aréna Jubilée de Montréal. L’équipe est alors composée du gardien Joseph Cattarinich, des défenseurs Laviolette et Pitre, Lalonde au poste de maraudeur, Ed Décarie au centre et Arthur Bernier et Georges Poulin aux postes d’ailiers. Bernier et Lalonde inscrivent chacun deux buts et les joueurs locaux l’emportent 7-6 grâce à un but de Poulin en prolongation. Le résultat n’est pas pris en compte puisque quelque temps plus tard, la Canadian Hockey Association fusionne avec l’Association nationale de hockey et les compteurs sont remis à zéro. Finalement, l’équipe termine à la dernière place de la saison régulière avec deux victoires en douze parties.

### Un club de joueurs canadiens français

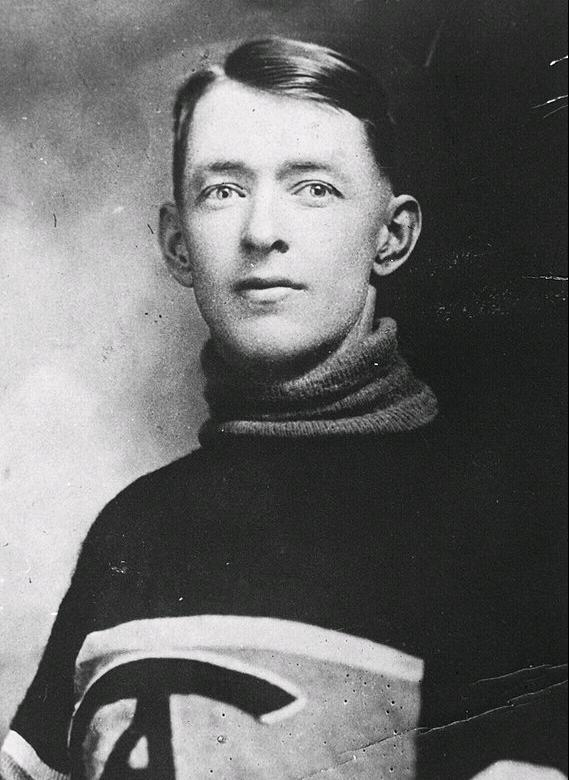
Georges Vézina.

L’équipe des Canadiens emprunte depuis ses débuts le nom d’une association de Montréal, le « Club Athlétique Canadien » qui se voit confier une place dans l’ANH. Le club est alors vendu le 12 novembre 1910, au propriétaire de cette association, George Kendall du « Club Athlétique Canadien » pour la somme de 7 500 dollars,. Le Club portera alors le nom de l'Association et ce, jusqu'à la fin de la saison 1915-1916.
Au cours d’une tournée de promotion du hockey, les Canadiens affrontent le club de hockey de Chicoutimi le 17 février 1910. Le club de Montréal perd sans réussir à inscrire le moindre but face au portier de Chicoutimi : Georges Vézina. Cattarinich, le gardien de Montréal, conseille alors à son président et propriétaire d’engager Vézina à sa place.
Kennedy s’adjoint les services d’Adolphe Lecours et met sous contrat une grande partie de l’équipe de la saison précédente, permettant ainsi de poursuivre l’objectif d’un club de hockey composé uniquement de francophones. Grâce à Vézina, l’équipe finit en deuxième position du classement avec huit victoires et autant de défaites. Cela n’est pas suffisant pour tenter de remporter la Coupe Stanley et Kennedy change d’entraîneur pour engager Napoléon Dorval. L’équipe réalise tout de même pour cette première saison de Kennedy à sa tête un bilan positif de 4 000 dollars<. Un règlement de décembre 1911 stipule que les Canadiens ne peuvent « employer que des joueurs francophones ». Bien qu’amendé en 1912 à la suite d'une demande de Kennedy pour pouvoir faire signer un contrat à Frank Glass — joueur canadien anglophone mais également ancien capitaine des Wanderers — ce règlement mène les Canadiens à obtenir, le 11 avril 1925, « le premier droit sur tout joueur canadien français se trouvant sur le territoire de la ligue ».

### La première Coupe Stanley

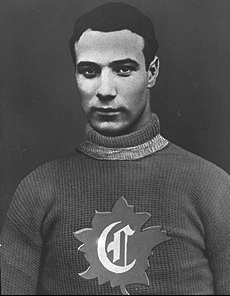
Édouard « Newsy » Lalonde est le premier entraîneur de l’histoire des Canadiens à remporter la Coupe Stanley en 1916.

En 1911, Lalonde est vendu aux Millionnaires de Vancouver, puis il revient au club la saison suivante pour reprendre son poste de capitaine, retour qui ne fait pas plaisir à Didier Pitre, qui demande, en vain, que Lalonde soit transféré. En 1913-1914, Kennedy tente d’envoyer Lalonde une nouvelle fois à Vancouver en échange de Jimmy Gardner. Gardner accepte le transfert et devient entraîneur et capitaine de l’équipe, mais Lalonde refuse de retourner à Vancouver. Kennedy envoie donc Pitre à sa place, mais lors de la saison suivante, le problème Lalonde n’est toujours pas résolu : ses droits appartiennent à Vancouver, mais il refuse toujours de quitter Montréal. Finalement, il est suspendu au début de la saison 1914-1915, mais est réintégré au début de la saison 1915-1916 et est même nommé entraîneur de l’équipe.
Lors des douze premiers matchs de la saison 1915-1916, l’équipe ne remporte que cinq victoires. Cependant, l'équipe connaît un revirement spectaculaire en deuxième moitié de saison et, après une victoire de 10-5 contre les Blueshirts de Toronto en février, l’équipe enchaîne pas moins de 11 victoires en 12 matchs, dont les sept dernières sont consécutives. L’équipe atteint alors la première place du classement général de l’Association nationale de hockey et se qualifie pour la seconde fois de son histoire pour les séries éliminatoires. Les joueurs y rencontrent les Rosebuds de Portland de l’Association de hockey de la Côte du Pacifique, ligue concurrente de l'Association nationale de hockey. Même si l’équipe des Rosebuds est intégralement composée de joueurs canadiens, c’est tout de même la première fois qu’une équipe établie aux États-Unis participe à une finale de la Coupe Stanley.
Tous les matchs sont joués à Montréal, à l’Aréna de Westmount. Les règles de l’Association nationale de hockey et de l'Association de hockey de la Côte du Pacifique sont appliquées en alternance lors des parties. Le premier match se déroule à l’avantage de l’équipe de l’Oregon avec un blanchissage de la part de Tommy Murray. Les deux prochains matchs sont remportés par les Canadiens avec des scores de 2-1 et 6-3. L’équipe de l'Association de hockey de la Côte du Pacifique remporte le quatrième match non sans difficulté avec une victoire de 6-5. Lors du cinquième match, Erskine « Skene » Ronan ouvre la marque des Canadiens en comptant un but dès la première période de jeu. Le score reste inchangé au cours du deuxième tiers. Mais, après six minutes trente en dernière période, Thomas Dunderdale redonne l’espoir aux Rosebuds en déjouant enfin Vézina. Ce but revigore les joueurs « américains » alors que les Canadiens français semblent au bout du rouleau. Mais le coup de grâce arrive deux minutes plus tard avec le but de George « Goldie » Prodgers, qui donne aux Canadiens de Montréal le premier titre de champions de la Coupe Stanley de leur histoire .
L’équipe sacrée championne est alors la suivante :
- Gardien de but : Georges Vézina,
- Défenseurs : Albert Corbeau, George Prodgers et Howard McNamara — capitaine de l’équipe
- Maraudeurs : Édouard « Newsy » Lalonde et Didier Pitre
- Centres : Georges Poulin et Erskine « Skene » Ronan
- Ailiers : Amos Arbour, Louis Berlinguette, Jack Fournier et John Laviolette
- Entraîneur : Édouard « Newsy » Lalonde
- Président : U. P. Boucher
- Directeur et trésorier : George Kennedy
- Secrétaire : Napoléon Dorval
- Entraîneur et assistant : S. Newsworthy et Aldrie Guiment

### La création de la Ligue nationale de hockey
La Ligue nationale de hockey est créée en 1917 à Montréal après une série de conflits entre différents présidents de l’Association nationale de hockey (ANH).
La majorité des conflits concernent le président des Blueshirts de Toronto, Eddie Livingstone, qui a alors pour habitude d’exploiter la moindre faille dans le règlement pour servir son équipe et pour certains créer des situations irrégulières. Il a également pour réputation de payer des joueurs adverses pour qu’ils jouent moins bien. Livingstone mène même campagne afin de tenter d’exclure les Wanderers de Montréal qui ont proposé des contrats à deux de ses joueurs. La menace favorite de Livingstone, lors des conflits avec les autres présidents, est celle de la création d’une nouvelle ligue rivale aux États-Unis.
Au début de sa dernière saison, l’ANH compte cinq équipes en plus des Canadiens : les Wanderers, les Sénateurs d’Ottawa, les Bulldogs de Québec, les Blueshirts et une équipe militaire nommée le 228e bataillon de Toronto. Le 10 février 1917, le 228e est appelé pour rejoindre la Première Guerre mondiale et les présidents de l’ANH décident de se rencontrer à l’hôtel Windsor de Montréal afin d’évoquer ensemble le futur de leur ligue. Malade, Livingstone ne peut pas participer à la réunion et est le premier surpris d’apprendre que les autres présidents ont tous décidé de quitter l’ANH.
La Ligue nationale de hockey est créée quelques mois plus tard, le 26 novembre 1917, alors que Livingstone ne souhaite plus assister aux réunions des anciens de l’ANH. Aux quatre équipes restantes, se rajoute une nouvelle franchise de la ville de Toronto, les Arenas de Toronto. À la suite de cette réunion, Frank Calder devient le premier président de la ligue. Cependant la LNH entreprendra ses activités avec quatre équipes, les Bulldogs de Québec étant obligés de se retirer au tout dernier instant pour des causes d'ordre financier.

### Les premières Coupes Stanley

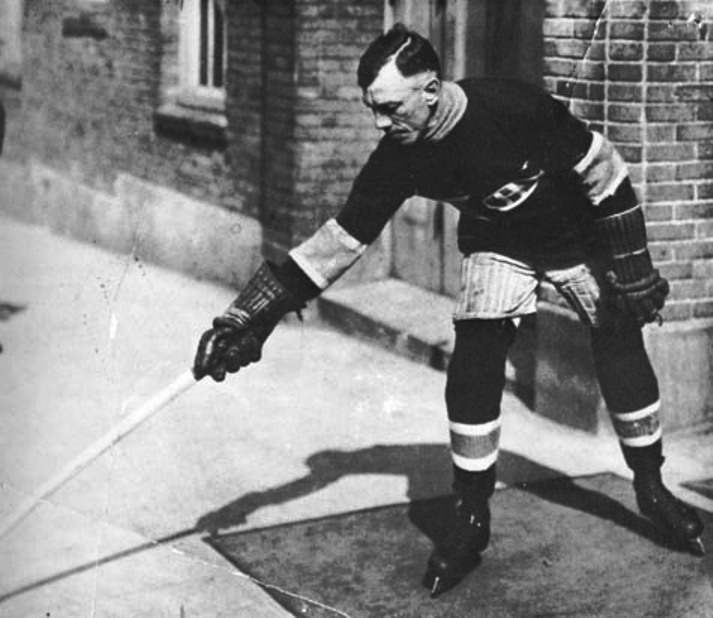
Joe Hall mort en 1919 après l’annulation de la finale de la Coupe à laquelle participait les Canadiens.

Après leur premier triomphe de 1916, en 1919 les Canadiens vivent une deuxième présence en finale de la Coupe Stanley. Cette finale est toutefois annulée en raison de la pandémie de la grippe de 1918 et le trophée n’est pas attribué, la série finale contre les Metropolitans de Seattle de la PCHA étant interrompue après cinq matchs joués. La Coupe Stanley ne fut pas attribuée cette année-là. Joe Hall, joueur des Canadiens, est un de ceux qui milite pour le maintien de la suite de la compétition mais il meurt le 5 avril 1919.
Le 3 novembre 1921, après le décès de George Kennedy, les Canadiens passent aux mains d’un ancien arbitre de la NHCA, Léo Dandurand, de Cattarinich, ancien joueur de l’équipe et de Louis-A. Létourneau qui fait alors des affaires dans les courses de chevaux en Ohio. Cecil Hart est l’intermédiaire du groupe Dandurand-Cattarinich-Létourneau lors de l’achat de l’équipe. Le montant de la transaction est de 11 500 $.
- Président : Athanase David
- Vice-président : Joseph Cattarinich
- Gérant : Cecil Hart
- Secrétaire-trésorier/entraîneur : Léo Dandurand
- Directeur : Louis A. Létourneau

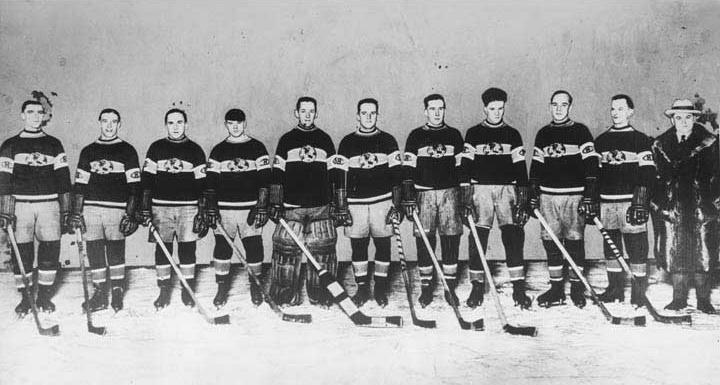
L'équipe des Canadiens de Montréal en 1924 après avoir gagné la Coupe Stanley.

Les nouveaux propriétaires misent sur la vitesse et recrutent des joueurs réputés pour leur excellent coup de patin. Sylvio Mantha et Georges Mantha, Alfred « Pit » Lépine, Aurèle Joliat et, surtout, Howie Morenz rejoignent les rangs de l’équipe qui remporte une nouvelle Coupe Stanley à l’issue de la saison 1923-1924. Le rôle de Georges Vézina est essentiel au succès du club à cette époque. Bien qu’atteint de tuberculose, Vézina insiste pour défendre les couleurs de l’équipe jusqu’à ce qu’il s’affaisse sur la glace durant un match. Il s’éteint quatre mois plus tard, en mars 1926.
Sous Léo Dandurand, les Canadiens remportent de nouveau les grands honneurs en 1930 et 1931.

### Les années noires

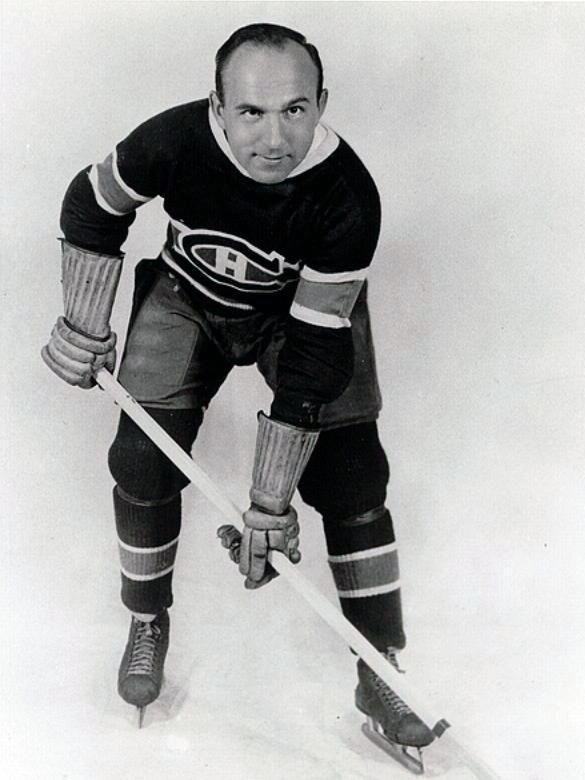
Howie Morenz.

Les années 1930 apportent leur lot de difficultés. À partir de la saison 1931–1932 jusqu’à la saison 1942–1943, les Canadiens ne parviennent pas à dépasser les demi-finales et se trouvent même écartés des séries éliminatoires en 1935–1936 et en 1939–1940.
Durant ces dures années, le club fut vendu pour la somme de 165 000 $ à la Canadian Arena Company qui possédait le Forum et l’équipe des Maroons de Montréal, récipiendaire de deux Coupes Stanley, club de hockey qui venait en relève des défunts Wanderers à partir de 1924. Même la grande vedette des Canadiens, Howie Morenz, ne semble plus capable de trouver le fond du filet, si bien qu’il est échangé aux Black Hawks de Chicago juste avant la saison 1934–1935. Morenz ne joua qu’une saison à Chicago avant de joindre les Rangers de New York. Il revint à Montréal pour la saison 1936–1937, mais mourut le 8 mars 1937 pendant son hospitalisation pour une fracture à la jambe. Son chandail, le numéro 7, fut le premier chandail retiré de l’alignement. Puisque les recettes des Canadiens étaient supérieures à celles des Maroons, le 25 août 1938, les dirigeants de la LNH autorisent les Maroons à suspendre leurs activités et à disposer de leurs joueurs. Six hockeyeurs se joindront alors aux Canadiens. Pour surmonter les problèmes de l’équipe, les dirigeants comptent, lors de la saison 1940–1941, sur un nouvel entraîneur : le légendaire Dick Irvin.

### Les Trente Glorieuses

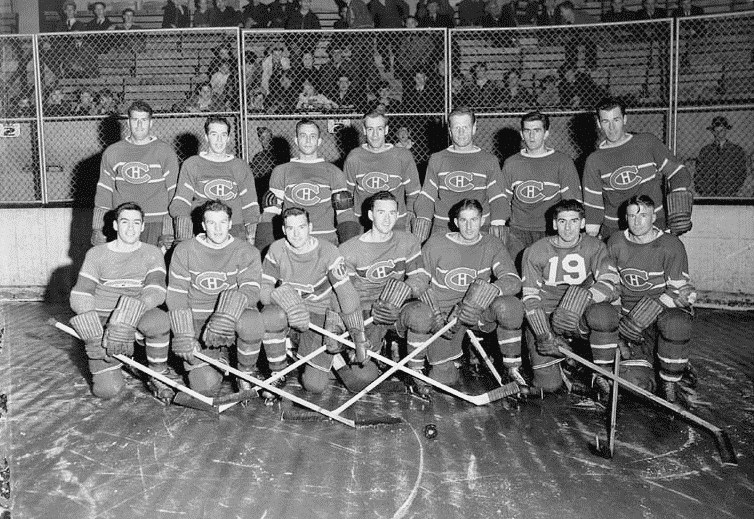
Les Canadiens en 1942.

Dick Irvin travaille à la reconstruction du Canadien. C’est en 1943-1944 qu’il met au point un trio d’impact exceptionnel : la « Punch line » composée de Toe Blake, Elmer Lach et d’un joueur francophone qui deviendra l’idole d’une nation : Maurice Richard. Irvin comprend aussi qu’il n’est pas possible d’avoir une équipe gagnante sans un excellent gardien de but. Il s’assura donc les services d’un gardien de but ambidextre : Bill Durnan (gagnant du trophée Vézina à sa première année et capitaine du Canadien, fait rare pour un gardien). C’est à partir de Durnan que débuta la tradition des grands gardiens de but au sein du club. Ainsi, en 1943-1944, les Canadiens remportent le championnat de la Ligue et la Coupe Stanley. Sous la direction d’Irvin, les Canadiens remportent trois Coupes Stanley en plus de dominer parfois outrageusement le classement général. En 1944–1945, sur cinquante matchs, les Canadiens accumulent quatre-vingts points. Son plus proche rival, les Red Wings de Détroit, n’en accumulèrent que soixante-sept. Artisan de ce succès, Maurice Richard entre dans l’histoire en réalisant un exploit inédit : marquer 50 buts en 50 matchs.
Irvin, toutefois, n’hésitait pas à apostropher ses joueurs et pratiquait un style de gestion très rude, exploitant les rivalités anglophones-francophones au sein de l’équipe et de la LNH, afin d’augmenter la combativité et la soif de vaincre de ses joueurs. Frank Selke considérait d’ailleurs qu’Irvin était plus ou moins responsable, par son attitude, des altercations de Maurice Richard avec des joueurs et des arbitres, dont celle qui, en 1955 à Boston, lui a valu une suspension et qui va mener à l’émeute de la Saint-Patrick au Forum. Ainsi, malgré ses succès, Dick Irvin sera remplacé lors de la saison 1955-1956 à la barre du Grand Club par un ancien joueur, Hector « Toe » Blake. En 1957, les frères Tom et Hartland Molson, propriétaires de la Brasserie Molson, achètent l’équipe.
Animé de la même fureur de vaincre que son prédécesseur, mais étant plus tolérant et patient, Toe Blake conduira l’équipe vers huit Coupes Stanley, dont une série consécutive de cinq victoires de 1956 à 1960, contribuant ainsi à faire du Club de hockey Canadien l’icône sportive qu’il est encore aujourd’hui auprès des amateurs. Pour ce faire, il s’appuiera sur de nouveaux joueurs talentueux, comme Jean Béliveau (surnommé « Le Gros Bill »), Dickie « Digger » Moore, Doug Harvey, Bernard « Boum Boum » Geoffrion, le gardien de but Jacques Plante et le Pocket Rocket, Henri Richard, frère cadet de Maurice.
Une telle série de succès n’aurait cependant pas été possible sans un changement de philosophie à propos de la façon même de construire un club de hockey. Tandis que dans les années 1920 et 1930, on procédait à des reconstructions périodiques de l’équipe — avec ses inévitables traversées du désert en termes de succès — à partir des années 1940 apparaît au sein du club la notion de « reconstruction continue ». Plutôt que d’exploiter un noyau de joueurs et, après certains succès, partir à la recherche de nouveaux espoirs, Frank Selke, mais surtout Sam Pollock, mettent sur pied un réseau de clubs-écoles qui servirent de véritables pépinières de talents pour le Canadien, assurant ainsi son succès à long terme. C’est ainsi que naît la Ligue de hockey junior majeur du Québec (LHJMQ) et tout un réseau d’équipes, de l’est à l’ouest du Canada, dont certaines (les Royaux de Montréal, par exemple) glanent un grand nombre de spectateurs. C’est ainsi que vers 1952, le Grand Club est associé à quelque cinquante équipes juniors au Canada et aux États-Unis, et a accès à environ 1 500 jeunes joueurs prometteurs. C’est ce système, où les jeunes sont initiés à la mentalité, à la discipline et à la soif de vaincre de l’équipe qui fera la différence jusqu’à l’expansion de 1967. L’équipe en récoltera les fruits jusqu’à la fin des années 1970.
Le Rocket Richard prend sa retraite en 1960, mais les Canadiens ne s’arrêtent pas pour autant : ils sont tout près de gagner une sixième Coupe en 1961, mais ils sont arrêtés en demi-finale par les Black Hawks de Chicago (qui remportent finalement la Coupe Stanley, grâce à leur ailier gauche Bobby Hull). La période de domination s’achève alors et Montréal doit attendre 1965 pour conquérir un nouveau titre, réitéré la saison suivante.

### 1967-1979: l’expansion et la dynastie des années 1970

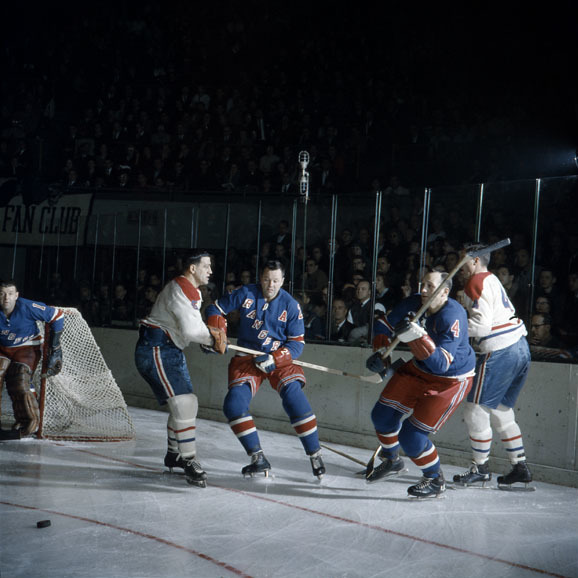
Montréal affrontant les Rangers de New York.

En 1967, le Canada fête son centenaire et l’exposition universelle se déroulant à Montréal, les Canadiens promettent de rapporter la coupe au pavillon du Québec. La finale de la Coupe Stanley de cette année oppose les Canadiens contre les Maple Leafs. Montréal est largement favori, en particulier depuis que Toronto utilise deux gardiens ayant la trentaine, Terry Sawchuk et Johnny Bower. Toutefois, c’est bien les Leafs qui remportent la série et au lieu de trôner dans le pavillon québécois, la coupe parade dans les rues de Toronto.
Depuis, les Leafs n’ont plus jamais atteint la finale et à la suite de l’expansion de 1967, les Canadiens défont facilement en finale les jeunes Blues de Saint-Louis au cours des deux saisons suivantes. Ils ratent de justesse les séries l’année suivante à la dernière journée : lors du dernier match contre les Black Hawks, ils sont à égalité de points avec les Rangers (qui ont déjà joué tous leurs match). Pour participer aux séries, ils doivent marquer cinq buts ou plus, peu importe le résultat. C’est ainsi que mené 5-2 à huit minutes de la fin, l’entraîneur Claude Ruel retire son gardien. Chicago marque cinq buts dans un filet désert, mais le CH ne marque aucun but et est éliminé des séries pour la première fois depuis 1948.
Toutefois, Montréal revient vite à la victoire en remportant dès 1971 une nouvelle coupe, grâce à la recrue Ken Dryden et à l’ancienne vedette des Leafs, Frank Mahovlich. Le capitaine Jean Béliveau, qui pense à prendre sa retraite depuis la saison précédente et n’avait continué qu’à cause de l’insistance du directeur général Sam Pollock, raccroche sur ce titre. Bien que Dryden n’ait joué que six matchs lors de la saison régulière, Al MacNeil, qui a remplacé Ruel à mi-parcours de la saison, choisit de le conserver face aux puissants Bruins, choix qui s’avérera judicieux. Dryden devient un élément important de la conquête de la Coupe, remportant au passage le trophée Conn-Smythe. Malgré ce succès, MacNeil démissionne à la suite d'accusations de favoritisme envers les joueurs anglo-saxons du Tricolore, et à un différend avec Henri Richard. Il est remplacé par l’entraîneur des Blues de Saint-Louis, natif de Montréal, Scotty Bowman.
Après avoir perdu en quart de finale contre les Rangers de New York en 1972 (première saison de Guy Lafleur), ils remportent une nouvelle Coupe en 1973. Nouvel échec face aux Rangers en 1974 (premier tour) et échec en demi-finale face aux Sabres de Buffalo en 1975, bien que faisant suite à un titre de division (premier depuis le passage à huit équipes par division). Henri Richard prend sa retraite après cette saison, concluant la série de trente-trois saisons consécutives avec un Richard parmi l’effectif.
En 1976, sous la direction de l’entraîneur-chef Scotty Bowman, ils ont gagné la Coupe une nouvelle fois, contrecarrant l'ambition des Flyers de Philadelphie de remporter un troisième championnat consécutif. L’équipe était menée par Lafleur (qui était au milieu d’une série record de six saisons de cinquante buts et cents points par saison), Cournoyer, Dryden, Pete Mahovlich (frère de Frank), Steve Shutt, Serge Savard, Guy Lapointe et Larry Robinson (les trois derniers formant un trio puissant de défenseurs surnommé The Big Three). En 1976-1977, les Canadiens établissent un record en perdant seulement huit des 80 matchs de la saison. Les Canadiens gagnent quatre Coupes consécutives à la fin des années 1970. Bowman quitte l’équipe après la quatrième Coupe consécutive. Plus tôt au cours de la décennie, on lui aurait promis le poste de directeur général après la retraite de Sam Pollock, mais les Molson seraient revenus sur leur parole.

### 1980-2000: période de transition

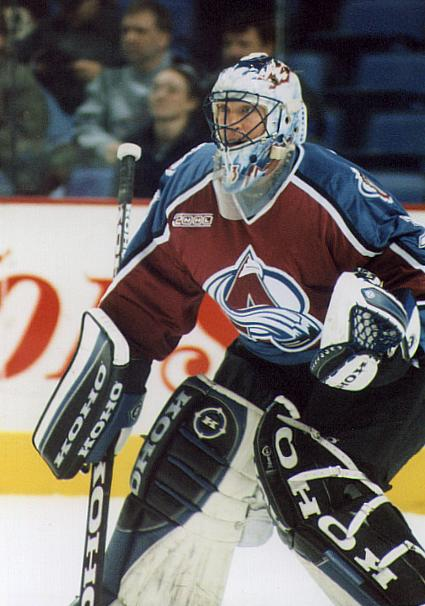
Patrick Roy, sous les couleurs de l’Avalanche du Colorado.

Les meilleurs joueurs quittent l’équipe au début des années 1980, mais restent tout de même Bob Gainey, Robinson et Lafleur. De plus, se joignent à l’organisation l’ailier suédois Mats Näslund et Guy Carbonneau. À partir de la saison 1985-1986, les Canadiens peuvent également compter sur les recrues Chris Chelios à la ligne bleue et, surtout, Patrick Roy devant le filet. Roy s’avère déterminant pour l’équipe et permet aux canadiens de Montréal de remporter sa seule Coupe Stanley de la décennie, en battant les Flames de Calgary en finale. Les glorieux se rendront d’ailleurs en finale de la Coupe Stanley en 1989 contre ces mêmes Flames de Calgary, mais grâce à des joueurs explosifs comme Joe Nieuwendyk, Al MacInnis ou encore Theoren Fleury ainsi qu’au vétéran guerrier Lanny McDonald, les Canadiens s’inclineront en six parties. C’est d’ailleurs la dernière finale de la Coupe Stanley opposant deux équipes canadiennes jusqu’à ce jour.
Les Canadiens de Montréal remportent leur dernière coupe, la vingt-quatrième, contre les Kings de Los Angeles de Wayne Gretzky en 1993, lors du 100e anniversaire de la Coupe Stanley.
Mais en 1995, les Canadiens manquent les séries éliminatoires pour la première fois depuis 25 ans et seulement pour la troisième fois en 47 ans. Le 2 décembre de la même année, lors d’un match perdu 11-1 à domicile face aux Red Wings, l’entraîneur-chef Mario Tremblay refuse de retirer Patrick Roy du jeu, après le neuvième but, malgré les demandes répétées du gardien. Après être finalement sorti, Roy s’approche alors du président Ronald Corey et lui dit : « Ceci est mon dernier match dans l’uniforme des Canadiens de Montréal. ». Il est alors échangé à l’Avalanche du Colorado avec Mike Keane, en échange de Jocelyn Thibault, Andreï Kovalenko et Martin Rucinsky.
Le 11 mars 1996, les Canadien remportent une victoire 4-1 contre les Stars de Dallas, lors du dernier match de l’équipe dans l’historique Forum de Montréal. Les Stars sont choisis comme adversaire car l’un de leurs joueurs, Guy Carbonneau, et leur directeur général, Bob Gainey, sont tous les deux d’anciens capitaines du Canadien. Suivant le match, une cérémonie de clôture a lieu, au cours de laquelle les différents capitaines en vie des Canadiens, portant l’uniforme actuel avec leur ancien numéro, se passent une torche, du plus ancien au plus récent : Émile Bouchard, Maurice Richard, Jean Béliveau, Henri Richard, Yvan Cournoyer, Serge Savard, Bob Gainey, Guy Carbonneau et enfin Pierre Turgeon. Trois capitaines en vie n’étaient pas disponibles, car encore en activité avec d’autres équipes : Mike Keane (Avalanche du Colorado), Kirk Muller (Islanders de New York) et Chris Chelios (Blackhawks de Chicago). L’équipe déménage dans le nouveau Centre Molson (rebaptisé Centre Bell en 2003) et vainc les Rangers de New York 4 à 2, le 16 mars 1996, lors du match inaugural.
Montréal rate les séries éliminatoires trois saisons consécutives entre 1999 et 2001. Le propriétaire de l’équipe, la brasserie Molson, décide de se recentrer sur son cœur de métier et de vendre les Canadiens. Après avoir échoué à intéresser un investisseur canadien, Molson vend 80,1 % de l’équipe et 100 % du Centre Molson à l’Américain George N. Gillett Jr. pour 275 millions de dollars canadiens. La transaction inclut des clauses empêchant le déménagement de l’équipe de Montréal.

### XXIesiècle

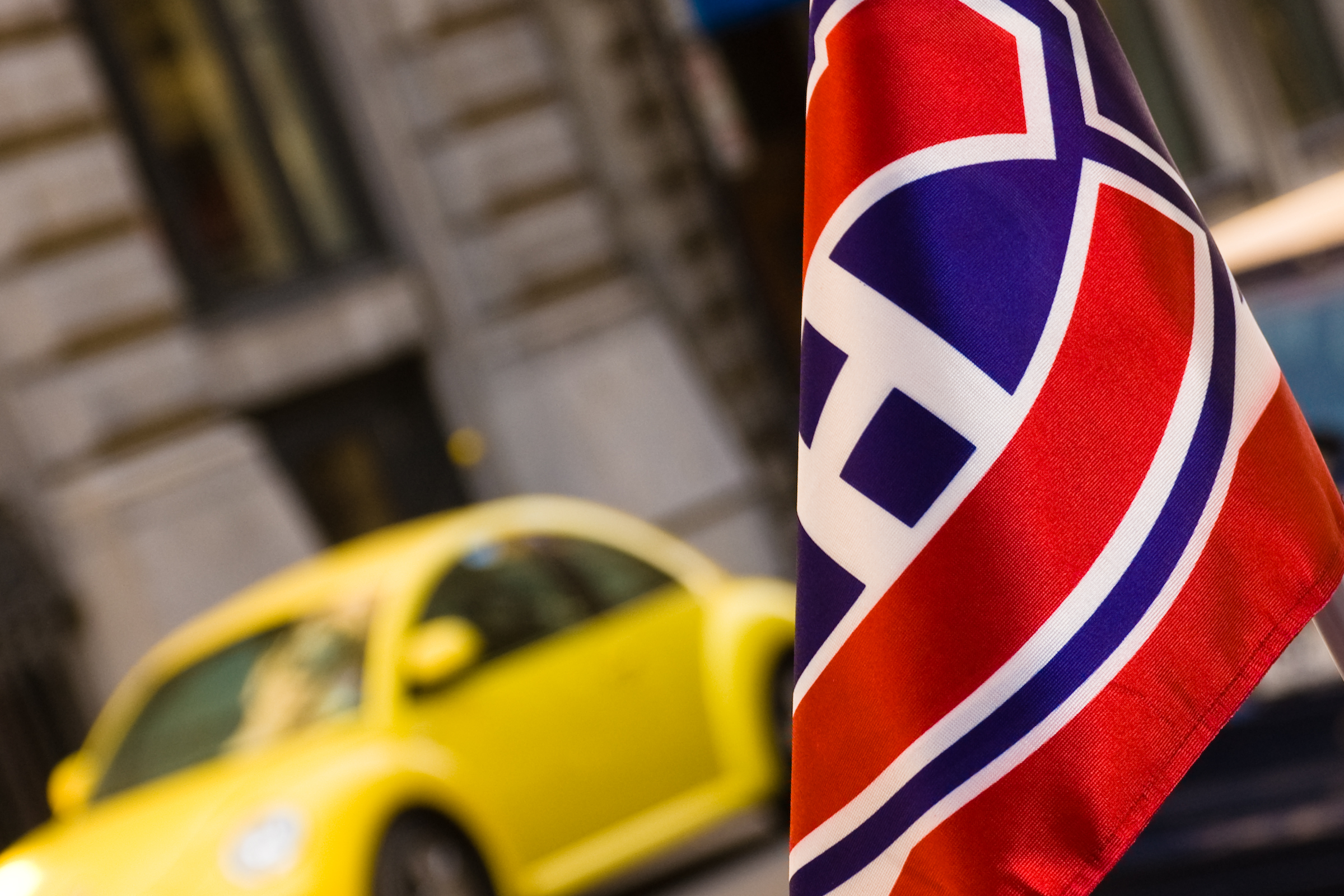
Le drapeau des Canadiens de Montréal fixé sur la voiture d’un partisan.

À l’automne 2001, on apprend que Saku Koivu, membre de l’équipe depuis 1995 et capitaine depuis 1999, est atteint d’un cancer et manquerait la saison. Toutefois, il revient au jeu pour les trois derniers matchs de la saison (et remporte le trophée Bill-Masterton récompensant la persévérance, l’esprit sportif et le dévouement au hockey), et grâce à l’excellent travail du gardien de but José Théodore (qui remporte les trophées Roger-Crozier, Hart et Vézina cette saison), les Canadiens arrivent cette fois à atteindre les séries éliminatoires, finissant à la dernière place qualificative. Ils éliminent au premier tour leurs éternels rivaux, les Bruins de Boston, avant de s’incliner face aux Hurricanes de la Caroline au deuxième tour.
Le 22 novembre 2003, le CH participe à la Classique Héritage, premier match en extérieur de l’histoire de la LNH. Les Canadiens défont les Oilers d’Edmonton 4-3 devant plus de 55 000 partisans, un record d’affluence de LNH à l’époque, au stade du Commonwealth d’Edmonton. L’équipe termine la saison à la septième place de l'association de l’Est et affronte à nouveau les Bruins en séries éliminatoires, pour la 30e fois. De retour d’un déficit de 3-1, les Canadiens remportent les trois derniers matchs pour éliminer à nouveau Boston. Toutefois, il ne fait pas le poids devant le futur champion, le Lightning de Tampa Bay, qui balaye le Tricolore en quatre matchs.
Le 15 octobre 2005, on annonce que d’autres numéros supplémentaires seront retirés : le 12 de Dickie Moore et Yvan Cournoyer (retirés le 12 novembre avant le match contre les Maple Leafs de Toronto) et le chiffre 5 porté par Bernard « Boum Boum » Geoffrion (retiré le 11 mars 2006, avant l’affrontement contre les Rangers de New York, l’autre équipe pour laquelle il avait joué). Geoffrion meurt le jour même où la cérémonie était prévue. Celle-ci a tout de même eu lieu, à la demande de sa famille.
Le 13 janvier 2006, l’entraîneur Claude Julien est congédié et remplacé à titre intérimaire par Bob Gainey, directeur général. Plus tard dans la saison, on échange José Théodore à l’Avalanche du Colorado, après un début de saison décevant, en échange de David Aebischer. Les Canadiens participent aux éliminatoires, mais perdent en six matchs face aux futurs champions, les Hurricanes de la Caroline.
Lors de la saison 2006-2007, Guy Carbonneau devient entraîneur-chef de l’équipe. Les numéros 18 (Serge Savard, le 18 novembre) et 29 (Ken Dryden, le 29 janvier) sont retirés.
En décembre 2006, John Ambrose O'Brien est introduit, à titre inaugural, au sein de « l’Allée des Bâtisseurs » du Centre Bell. L’équipe a également intronisé le conseiller William Northey, l’ancien président de l’équipe Donat Raymond et les anciens propriétaires Léo Dandurand, Joseph Cattarinich, Louis A. Létourneau, et Hartland de Montarville Molson.

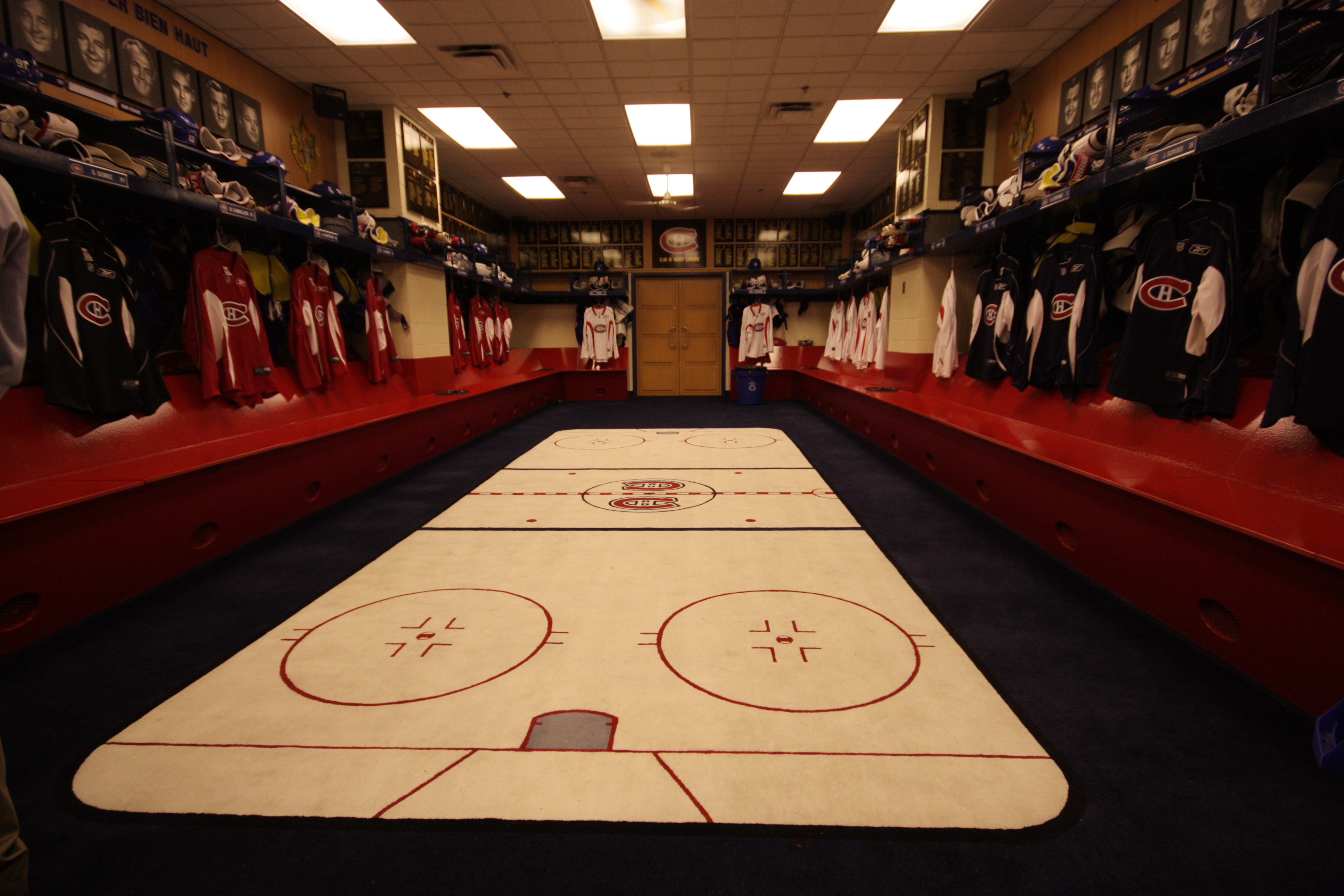
La chambre des Canadiens de Montréal au Centre Bell.

En prélude des célébrations du centenaire des Canadiens de Montréal, les numéros 19 de Larry Robinson (19 novembre 2007) et 23 de Bob Gainey (23 février 2008) sont également retirés.
À l’approche de la saison 2007-2008, avec 24 coupes au compteur, tous les partisans rêvent d’un 25e titre pour les 100 ans du club. L’équipe est cependant loin d’être favorite ; on lui prédit même la 13e place de l'association de l’Est durant la pré-saison. Toutefois, l’équipe déjoue les pronostics et finit la saison régulière à la 1re place de l'association de l’Est. Les Canadiens, après avoir passé le premier tour face aux Bruins, sont arrêtés en demi-finale d'association par les Flyers de Philadelphie. Pourtant, les Canadiens avaient gagné tous les matchs (12) contre ces deux équipes en saison régulière.
L’espoir d’une 25e Coupe Stanley renaît lors des séries éliminatoires de la saison saison 2009-2010. Après une saison difficile et avec de nombreuses blessures, plusieurs personnes ne croyaient pas aux chances de l’équipe de faire les séries. Ils parviennent cependant à se trouver une place en série en gagnant un point lors d’une défaite en prolongation face aux Maple Leafs de Toronto dans le dernier match de la saison. Au premier tour, les Canadiens ont fait face aux Capitals de Washington, qui ont terminé premiers au classement dans la Ligue nationale. Alors que tous les experts prédisaient une victoire de Washington en peu de matchs, les Canadiens réussissent à combler un déficit de 3 à 1 dans la série pour l’emporter et éliminer Washington en sept parties. En deuxième ronde, Montréal a fait face aux Penguins de Pittsburgh, champions en titre de la Coupe Stanley 2008-2009 et qui ont terminé 4es dans l’Est. Les Canadiens déjouent une fois de plus les experts en remportant le 7e match de la série 5-2 au Mellon Arena, qui fut également le dernier match des Penguins disputé dans cette enceinte. Les Canadiens accèdent donc à la finale d'association pour la première fois depuis la conquête de leur dernière Coupe Stanley en 1993, en grande partie grâce au gardien Jaroslav Halák qui a dû vivre dans l’ombre de Carey Price en début de saison, mais il a fait ses preuves et est devenu le gardien numéro 1 de l’équipe. En finale de l’Est, ils font face aux Flyers de Philadelphie qui ont fini 7es dans l'association. Ils ont dû faire face à un gardien sous-estimé, Michael Leighton, qui réussit à obtenir trois blanchissages lors de la série. Les Canadiens s’inclinent en cinq parties.
Le 5 mars 2013, ils atteignent le cap des 20 000 buts, une première dans la LNH, dans un match les opposant aux Islanders de New York. Le 14 février 2017, Claude Julien fait son retour à la tête de l’équipe.

#### Centenaire de l'équipe

Logo du centenaire des Canadiens de Montréal.

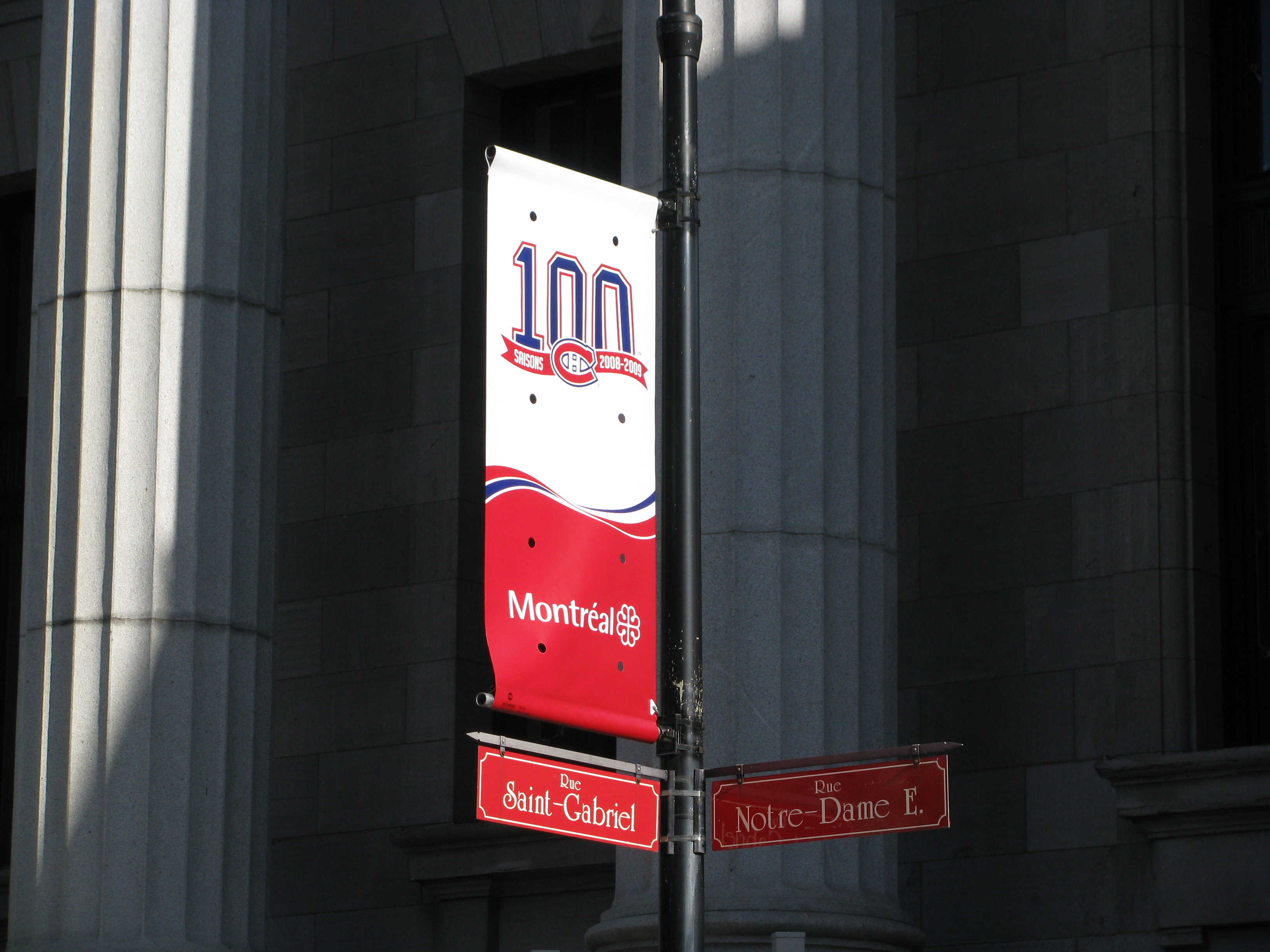
Affiche du dans les rues de Montréal.

En 2009, on célèbre le centenaire de l'équipe et plusieurs événements ont lieu :
- L'organisation retire une série de chandails, dont cinq l'ont déjà été depuis 2005-2006 ;
- Un film de deux heures sur l'histoire du Canadien, intitulé Pour toujours, les Canadiens !, est réalisé au coût de six millions de dollars canadiens. Il sort en salle le 4 décembre 2009, le même jour où les Canadiens ont été fondés en 1909[53]. Plus de 14 000 partisans sont attendus à la première du film au Centre Bell le 16 novembre 2009. TVA Films a tenté de faire homologuer cette foule par le Livre Guinness des records comme étant la plus grande assistance à une première de cinéma[54]. Ce record, en supposant qu'il a bien été homologué, avait été dépassé en 2015[55].
- Le club organise le 57e Match des étoiles de la LNH. La dernière fois que Montréal fut l'hôte du Match des étoiles remontait à 1993, soit la même année que leur dernière conquête de la Coupe Stanley ;
- C'est aussi à Montréal que se tient le repêchage d'entrée dans la LNH de 2009 ;
- Un « anneau d'honneur » rend hommage aux 44 anciens joueurs des Canadiens de Montréal, qui font partie du Temple de la renommée du hockey, ainsi qu'aux dix grands bâtisseurs ;
- Le 4 décembre 2009, anniversaire du centenaire du Club de hockey Canadien, est marqué par une grandiose cérémonie : plusieurs des plus grands noms de l'équipe ont chaussé leurs patins devant leurs partisans, Serge Savard a présenté le légendaire Patrick Roy, le vénérable Gordie Howe a rendu hommage à Jean Béliveau, l'acteur Viggo Mortensen a présenté en français son idole Guy Lafleur et les numéros de deux doyens du Canadien, Émile « Butch » Bouchard et Elmer Lach, ont été immortalisés dans les hauteurs du Centre Bell. De plus, les Canadiens ont remporté une victoire contre les Bruins de Boston (5-1), alors que Michael Cammalleri a réalisé son deuxième tour du chapeau dans l'uniforme du tricolore.

Alors qu'ils célèbrent leur centenaire, les Canadiens de Montréal remportent leur 3000e victoire en saison régulière de leur histoire le 29 décembre 2008 lors d'un match les opposant aux Panthers de la Floride. Montréal remporte ce match 5 à 2 alors que Maxim Lapierre effectue, dans l'uniforme du Canadien, son premier tour du chapeau de sa carrière dans la LNH.
En mars 2009, l'organisme québécois Impératif français remet son premier prix « Bavure linguistique », qui souligne des affronts à la langue française, à l'organisation des Canadiens de Montréal, puisque ce dernier, pour célébrer son centenaire, n'a aucun logo francophone unilingue,.

### Contes et légendes: le CH mythique

Logo utilisé de 1926 à 1952.

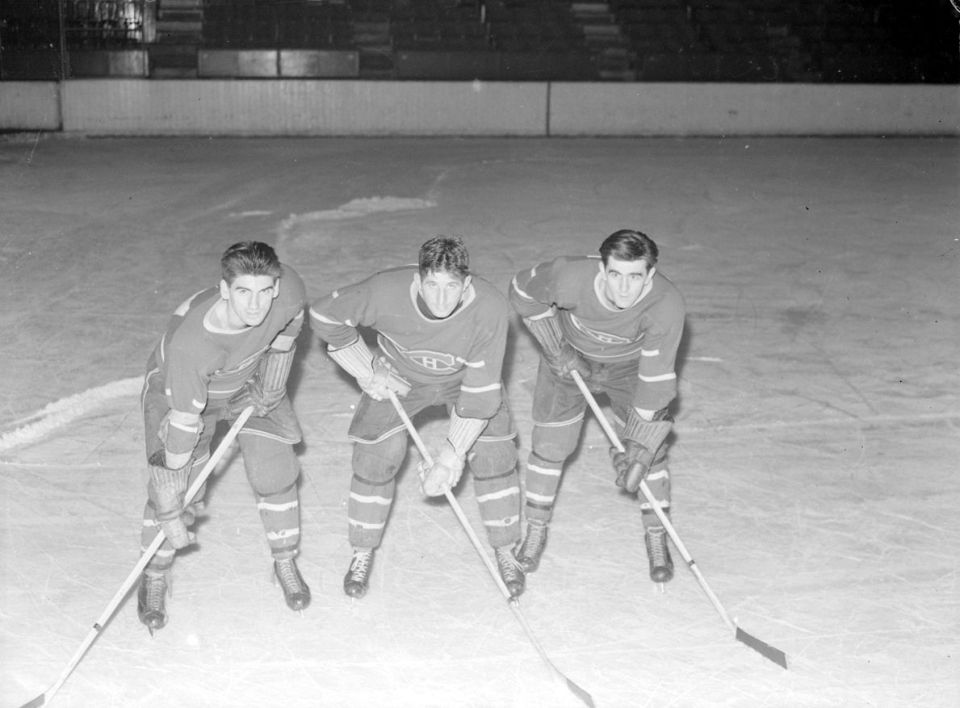
Le Broken Bone Line : Tony Demers, Elmer Lach et Maurice Richard au Forum de Montréal en 1942.

#### Les «Flying Frenchmen» sur le chemin de la gloire
Les grandes équipes du Club de hockey Canadien virent ses hordes de francophones dominer les autres équipes par leur vitesse et leur habileté. Rappelons que le hockey sur glace représentait alors l’une des rares portes offertes aux Québécois de l’époque, leur permettant de s’affranchir d’un statut de citoyen de seconde classe qui leur était attribué ; de s’affirmer jusqu’à la limite de l’émancipation sociale et ce en se dirigeant vers la Révolution tranquille qui marqua le début des années 1960. Bref, c’est ainsi que naquirent les légendaires et mythiques Flying Frenchmen (« Français volants ») du CH, des « conquérants » longtemps redoutés à travers la LNH jusqu’au jour où le privilège d’obtenir le premier choix québécois à chaque début de saison fut retiré au CH dans les années 1970. Dans les traces de Georges Vézina, Aurèle Joliat et Newsy Lalonde, sous l’inspiration du fougueux Maurice « Rocket » Richard, puis plus tard celle des autres Flying Frenchmen menés par Jean « La Classe » Béliveau (dit aussi « Le Gros Bill »), Yvan Cournoyer (dit « Road-Runner »), le « Démon Blond » Guy Lafleur et le « Big Three », la plus célèbre dynastie du hockey fit sa place au sommet des moments les plus mémorables du sport moderne.

#### Maurice Richard, la fierté d’un peuple
Maurice Richard, aussi appelé « Le Rocket » fut l’un des joueurs les plus marquants du hockey. Aux États-Unis, on parle de lui comme étant le Babe Ruth de son sport. Il fut adulé dans toutes les villes de hockey nord-américaines, grâce à sa vision unique du jeu et son talent surprenant, seule sa présence suffisait à remplir les amphithéâtres : à Détroit, à l'Olympia Stadium le 3 février 1945, le gros Earl Seibert s’accroche à ses épaules afin de le ralentir et éventuellement le faire tomber, mais le Rocket réussit néanmoins à le traîner ainsi jusqu’au but de Harry Lumley, en maniant son bâton (et la rondelle) d’une seule main, pour finalement terminer cette chevauchée par un but ; son fameux combat contre le rude Bob Dill ; son but marqué en se traînant sur les genoux contre le gardien Emile Francis des Black Hawks de Chicago alors qu’il tirait deux défenseurs adverses accrochés à lui depuis la ligne bleue ; ses huit points obtenus dans un match après avoir passé une journée éreintante à déménager des meubles, établissant un nouveau record de LNH pour le plus grand nombre de points en un match (huit : cinq buts et trois passes) ; sa « résurrection » à la suite d'une commotion cérébrale subie lors d’un match qui lui permit tout à la fin de marquer le but donnant la victoire de la série demi-finale contre les Bruins de Boston… Il fut le tout premier joueur à marquer cinquante buts en cinquante matchs, d’où le fait que le trophée remis au meilleur compteur de la LNH durant la saison porte son nom.
Aux côtés de ses coéquipiers Elmer Lach et Toe Blake, il était le pilier de la glorieuse Punch Line, la plus célèbre et spectaculaire ligne d’attaque de la LNH. Vedette populaire de la Grande Noirceur et victime de son époque, il devient malgré lui porte-étendard de l’émancipation des Québécois. À travers ses actes qualifiés d’héroïques, Maurice Richard a su influencer les Canadiens français de l’époque en leur fournissant une source d’inspiration leur permettant d’envisager une dignité nouvelle que le climat social de jadis leur refusait.

##### L’émeute, premier pas vers la Révolution tranquille
Le 5 mars 1955, le président de la ligue, Clarence Campbell, impose à Richard une suspension qui l’empêcha de participer aux séries éliminatoires. Deux jours plus tard, Campbell se présente au Forum de Montréal pour assister à un match du Tricolore. S’éveille alors une rumeur grandissante dans tout le Forum : la foule ne pardonnait pas à Campbell d’avoir puni si sévèrement son idole et considérait sa présence au match (annoncée sur un ton de défi) telle une arrogance élitiste. L’étincelle mit le feu aux poudres : une bombe lacrymogène fut alors lancée en sa direction, forçant les policiers à faire évacuer le Forum. Par la suite, des gens saisirent cette occasion pour renverser et brûler des voitures, fracasser les vitrines des commerces et piller cette « zone de l’exploiteur » que représentait l’ouest de la rue Sainte-Catherine à leurs yeux. Montréal n’avait pas vécu de telles scènes depuis les manifestations contre la conscription. Dès lors confronté aux excès populaires que le contexte social provoquait, le peuple s’éveilla et se mit en marche vers la Révolution tranquille après qu’un groupe d’artistes, Les Automatistes, eut mis la table à l’aide d’un manifeste intitulé Refus global, dont Maurice Richard était l’un des éléments déclencheurs. Bien malgré lui, lors d’une soirée de hockey dans un amphithéâtre de sport, Maurice Richard lance un appel au calme à la radio.

#### Jacques Plante: le gardien masqué
Outre la manière de jouer au hockey, la plus spectaculaire des innovations portée par le CH pourrait être le port du masque protecteur rigide pour gardien de but, mis de l’avant par le cerbère Jacques Plante à la fin des années 1950, années où le CH gagna cinq Coupes Stanley consécutives (durant les cinq dernières années de Maurice Richard). Considéré comme l'un des meilleurs gardiens de tous les temps, ayant révolutionné la position de gardien de but (sorties hors de son filet et relance du jeu vers l'avant, couverture des angles, et détenant toujours le record de victoires d'équipe obtenu pendant ses 10 saisons en LNH), c'est le port du masque protecteur qui fit sa marque.
New York, Madison Square Garden, le 1er novembre 1959. Un tir foudroyant du joueur de centre Andy Bathgate fracture le nez de Jacques Plante. Heureusement aux portes de la pause entre deux périodes du jeu, ce dernier peut retourner au vestiaire et s’y faire poser de nombreux points de suture afin de refermer la plaie ouverte. À cette époque, les gardiens de but ne portaient pas encore de masque protecteur car on croyait que ceux-ci nuiraient à leur vision. Seul Plante l’utilisait durant les séances d’entraînement. À sa sortie de la clinique, Plante interpella son entraîneur, Toe Blake, et lui mentionna qu’il reviendrait dans la joute sous condition d’utiliser son masque (à l’époque chaque équipe ne possédait qu’un seul gardien de but régulier). Alors Toe, qui ne voulait rien entendre depuis près de quatre saisons, n’eut d’autre choix que d’accéder à sa demande. Les Canadiens sont revenus de l’arrière pour remporter la joute ainsi que les onze rencontres suivantes, pour finalement remporter la Coupe Stanley au terme de la saison. Par la suite, plus jamais on a demandé à Plante d’enlever son masque, les adversaires en étaient d’ailleurs intimidés : la légende était née.

#### Boom Boom et le lancer frappé
Si Jacques Plante est reconnu comme l’instigateur du masque pour gardien de but, tous reconnaissent que c’est Bernard Geoffrion qui a inventé le lancer frappé. Effectivement, lors d’un match où ce dernier était frustré de rater la cible avec des lancers du poignet et des lancers du revers, il se met à frapper la rondelle comme si c’était une balle de golf. Le résultat fut que la rondelle fusa vers le filet pour finalement marquer un but, ce qui médusa tous les spectateurs présents au match. Une nouvelle manière foudroyante de lancer une rondelle de hockey venait de naître. Alors que Geoffrion pratiquait ses lancers pendant un entraînement au Forum, un journaliste du journal montréalais The Gazette nommé Charlie Moore épiait ses gestes. Après avoir entendu le son des lancers frappés de Geoffrion, un son lorsqu’après l’élan arrière, le bâton frappe la glace au contact de la rondelle (un premier « boom »), puis un autre lorsque la rondelle percute la bande de bois en bout de parcours (un deuxième « boom »), Moore lui colla dès lors le sobriquet de « Boom Boom Geoffrion », qui devint plus tard Le Boomer.

#### Les Super Séries de 1975
L’inoubliable 31 décembre 1975 : le CSKA Moscou contre les Canadiens de Montréal. Le « rouge-bleu-blanc » contre le « bleu-blanc-rouge », les deux meilleurs clubs de hockey au monde à cette époque. Vu par plusieurs comme le plus grand duel de l’histoire du hockey, ce fut un match d’anthologie dont on se souvient encore plusieurs décennies plus tard. Le hockey à son meilleur, tout en finesse et rapidité, viril mais sans animosité, contrairement aux rencontres précédentes entre les autres équipes de la LNH et les Soviétiques (particulièrement aux États-Unis). Trois jours plus tôt, le club de l’Armée rouge a aisément vaincu les Rangers de New York 7 à 3. En pleine Guerre froide, le match revêt dès lors un certain caractère politique : pour les joueurs des deux meilleures équipes au monde, il est impératif de gagner, et à talent brut contre talent brut, tous se préparaient à vivre une grande soirée de hockey. Ce qui est considéré comme l’un des plus beaux matches de l’histoire n’a pas fait de vainqueur (une nulle de 3 à 3), mais continue d’alimenter les discussions dans les salons et les bars trente ans plus tard. Yvan Cournoyer et Vladislav Tretiak, auteur de trente-cinq arrêts, furent choisis joueur par excellence de leur camp respectif. Aux yeux de l’entraîneur Viktor Tikhonov, Bob Gainey est cependant le joueur le plus complet au monde. Ken Dryden, qui garda les filets des Canadiens lors de cette rencontre, soutint dans son livre The Game, qu’il a joué cette partie avec un équipement abîmé. Cela aurait permis à l’Armée rouge de marquer deux de leurs trois buts.
Déjà couronnée championne en 1971 et 1973, en cette veille du jour de l’An, Montréal s’apprêtait à vivre une séquence de quatre conquêtes consécutives de la Coupe Stanley, un exploit que seuls les Canadiens avaient pu accomplir par le passé.

#### Le «Démon Blond» Guy Lafleur
Guy Lafleur est le tout premier joueur de la LNH à marquer plus de cinquante buts en une saison durant six années consécutives. Il fut le pilier de l'équipe de Montréal qui remporta quatre Coupes Stanley d'affilée entre 1975-1976 et 1978-1979. Outre ses nombreux jeux dignes d'anthologie, il fit les manchettes avec Mireille Mathieu, sa chanteuse préférée (Mme Mathieu semblait apprécier ce « sport rapide et viril ») : cette dernière, assistant à un match au Forum de Montréal et ne pouvant plus se contenir, vint presque à enjamber la bande afin de donner un bisou à cet athlète qu'elle admirait tout autant… Guy Lafleur marqua trois buts ce soir-là, un tour du chapeau en toute révérence de gentleman. Il a gagné à trois saisons consécutives le trophée Lester-B.-Pearson à titre de meilleur joueur de la LNH selon ses pairs.
On a volé la Coupe Stanley : le « Démon Blond » démarre une nouvelle tradition. Durant la saison de 1979, tout de suite après la parade dans les rues de Montréal célébrant la victoire de la Coupe Stanley, Lafleur prit cette dernière et parti en voiture sans avertir le responsable officiel. Lafleur se présenta à la maison de ses parents à Thurso, puis plaça la Coupe sur le parterre à l'avant de la maison où tous les gens pouvaient venir se faire photographier en sa compagnie. Guy Lafleur rendit la Coupe Stanley plus tard ce soir là et reçut un avertissement de la part de la Ligue lui ordonnant de ne plus recommencer. Dès ce jour, chaque joueur et membre de l'organisation de l'équipe gagnante a le droit de disposer de la Coupe Stanley à sa guise durant deux jours, pour la présenter à son village, sa ville natale, son lieu de résidence. Elle fut déjà transportée aux plus hautes cimes des montagnes Rocheuses canadiennes par un joueur, et visita plusieurs contrées d'Europe de l'Est.

#### Le CH, terreau pour gardiens de but
Les Canadiens ont souvent su profiter d'excellents entraîneurs de gardiens de but, tels que François Allaire (en), Roland Melanson et Stéphane Waite. Ainsi pourvu d'un tel atout, ils l'ont combiner avec la présence de gardien de but très talentueux pouvant mener l'équipe très loin durant la saison régulière mais surtout dans les séries éliminatoires. La présence d'un très bon gardien était autrefois extrêmement important pour accéder à la ronde suivante. De plus, les bons gardiens du Tricolore lui ont souvent permis de « sauver les meubles » lorsque les parties commençaient à mal tourner pour l'équipe, puisque le gardien de but est souvent le joueur qui peut faire la différence pour sceller l'issue d'un match. En passant de Georges Vézina, George Hainsworth, Bill Durnan, Jacques Plante, Ken Dryden, Patrick Roy et Carey Price les gardiens de but du Club de hockey Canadien ont marqué l'histoire de ce sport.[réf. nécessaire]

### Rivalité avec les Bruins de Boston

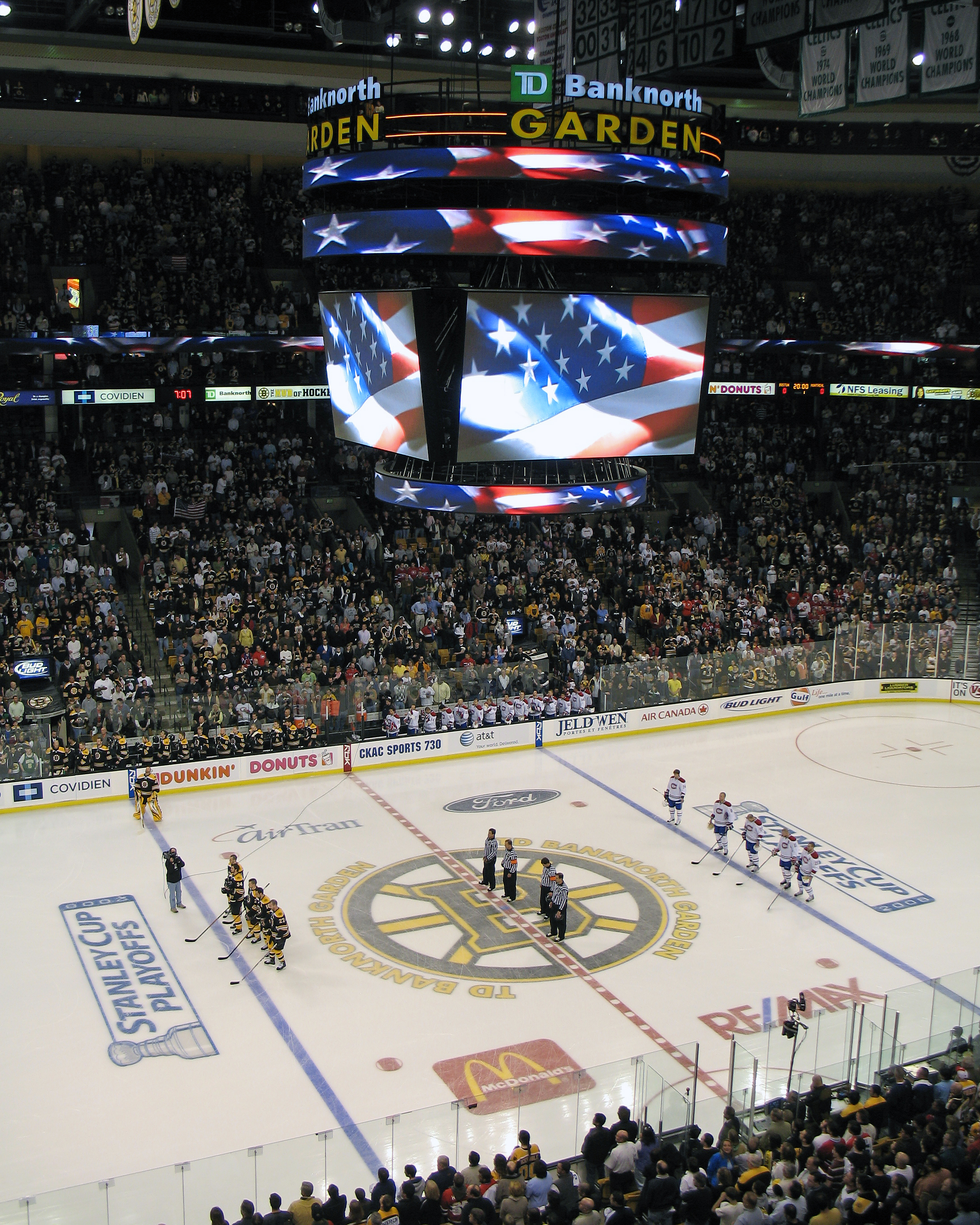
Les Bruins et les Canadiens au TD Garden pendant les hymnes nationaux.

Les plus anciennes rivalités de la Ligue nationale de hockey datent de la période des Six équipes originales. Une rivalité traditionnelle s'est installée depuis cette époque entre les Canadiens et les Bruins de Boston. Aucune autre équipe de la LNH n'a jamais autant affronté un adversaire que les Bruins ont rencontré les Canadiens : à l'issue de la saison 2009-2010, les deux équipes se sont rencontrées plus de 700 fois en saison régulière et de 160 fois en séries. Ce sont les Canadiens qui mènent les débats dans les deux cas avec un total de plus de 100 victoires d'avance.
Comme pour les autres rivalités, les moments les plus intenses sont les rondes de séries éliminatoires. Ainsi, entre 1946 et 1987, les Bruins et les Canadiens se rencontrent dix-huit fois pour autant de victoires pour l'équipe de Montréal. Les Canadiens ont remporté un total de vingt-quatre Coupes Stanley dans leur histoire dont sept contre les Bruins. Lors de la demi-finale de 1952, Maurice Richard sort sur une blessure au visage après avoir reçu un coup de genou lors de la première période du septième match. Il revient au jeu avant la fin du match et inscrit deux buts à « Sugar » Jim Henry pour qualifier son équipe pour la suite de séries. Une photographie célèbre de la fin du match montre Richard le dessus de l'œil bandé avec du sang qui coule en train de serrer la main à Henry qui a quant à lui un œil au beurre noir.
Un autre moment intense de la rivalité se déroule lors de la saison 1954-1955. Le 13 mars dans la patinoire de Boston, Maurice Richard en vient aux mains avec Hal Laycoe. Un juge de ligne tente à trois reprises de maîtriser Richard mais il ne parvient qu'à immobiliser le joueur québécois alors que Laycoe en profite pour lui taper dessus. Énervé, Richard se retourne et frappe le juge qui le maintient dans une position dangereuse. Il reçoit alors une pénalité de match ainsi qu'une suspension pour la fin de la saison et pour tous les matchs des séries ; Laycoe quant à lui est blanchi de toute sanction. Il s'ensuit alors une émeute et un soulèvement des partisans de Montréal, connu sous le nom de « l'émeute Maurice Richard » ou « l'émeute du Forum ».
Lors de la saison 1970-1971, les Bruins terminent premiers de la saison avec plus de vingt points d'avance sur les deuxièmes du classement et avec les quatre meilleurs pointeurs de la saison. Ils sont champions en titre de la Coupe Stanley et abordent les séries éliminatoires comme favoris pour prendre leur propre succession. Boston et Montréal sont opposés lors de la première ronde. Au cours de la deuxième rencontre, les Bruins mènent par 5 buts à 1 mais ils se font remonter pour finalement perdre 5-7 ce match puis la série. Par la suite, les Canadiens remportent leur dix-septième Coupe Stanley.
En 1988, après 18 défaites consécutives en séries éliminatoires contre les Canadiens, les Bruins, bien qu'ayant perdu le premier match, éliminent leurs rivaux pour la première fois depuis 45 ans. Depuis cette victoire, les débats se sont équilibrés entre les deux équipes, les Bruins menant par six victoires contre quatre défaites.

## Identité de l'équipe

### Image de l'équipe

#### Couleurs d'équipe
Les couleurs actuelles des Canadiens de Montréal sont le rouge, le bleu et le blanc, d'où les surnoms populaires de l'équipe « le bleu-blanc-rouge » et « le Tricolore ».

#### Identité visuelle (logo)
Les lettres C et H familières des Canadiens de Montréal furent utilisées ensemble pour la première fois lors de la saison 1917-1918. Le logo évolua au cours des années et prit sa forme actuelle pour le début de la saison 1952-1953.
Le logo est en fait composé de trois lettres :
- un C blanc ;
- un H blanc ;
- un C rouge superposé.

Ces trois lettres forment les initiales « CHC » pour Club de Hockey Canadien, le nom officiel de l’équipe. Le tout est également bordé de bleu, pour que toutes les couleurs de l’équipe soient présentes, offrant à la fois un contour esthétique.
De 1913 à 1917, le nom de l’équipe était « Club Athlétique Canadien », ce pourquoi un « A » était placé au centre du logo de l’époque. Le surnom Habs (pour Habitants) ne provient donc pas du « H ». Car contrairement à la croyance populaire, la confusion proviendrait de 1924 alors qu’on l’aurait rapportée à Tex Rickard (ancien propriétaire influant du Madison Square Garden) qui l’aurait à son tour rapporté à un journaliste influent. Par contre, des journalistes sportifs montréalais utilisaient apparemment déjà ce surnom de Habs dix ans plus tôt, comme en font foi les archives du journal Le Devoir dans des articles publiés le 16 février 1914.

##### De 1909 à 1917

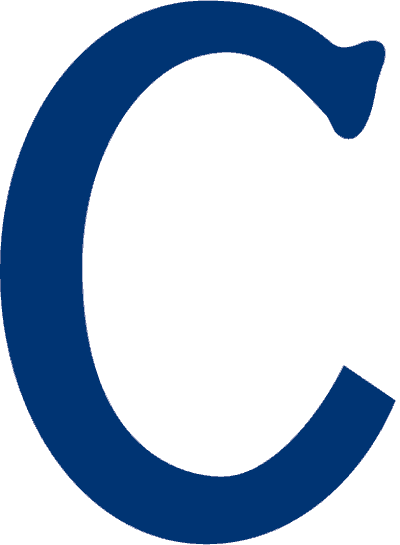
Logo de 1909-10.
Logo de 1910-11.
Logo de 1911-12.
Logo de 1912 à 1917.

##### De 1917 à nos jours

Logo de 1917 à 1919.
Logo de 1919 à 1921.
Logo de 1922 à 1925.
Logo de 1926 à 1952.
Logo actuel, utilisé depuis 1952.

#### Uniforme

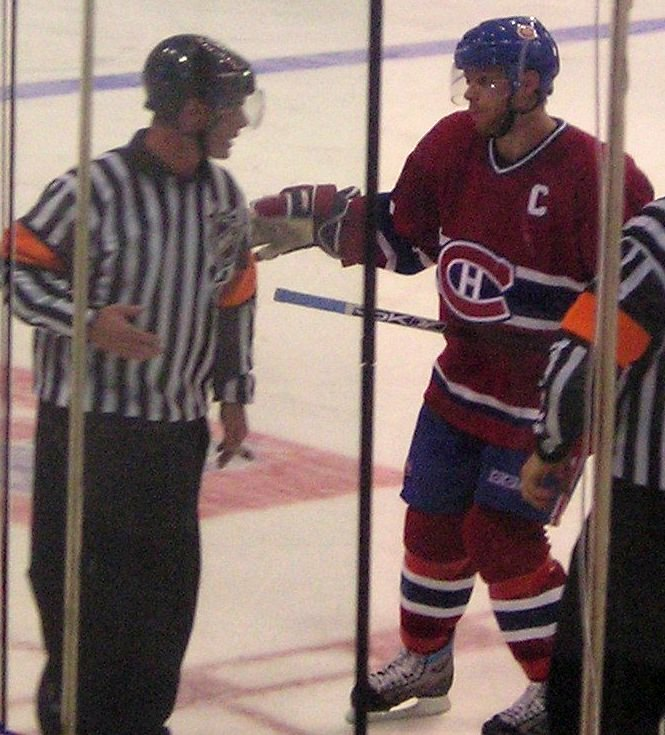
Saku Koivu, ancien capitaine de l’équipe (1999-2009) et ancien joueur de l'équipe (1995-2009), avec le chandail à domicile.

Le concept de l'uniforme actuel remonte aux dernières années du Club Athlétique Canadien. En entrant dans la LNH nouvellement formée en 1917, l'équipe revient au nom original de Club de Hockey Canadien et adopte donc son fameux logo CH.
En 2007 la coupe RBK Edge est en vigueur pour tous les chandails officiels de la LNH, ceux portés par les joueurs durant les matchs.
Ce changement survient trois ans après l'achat (en 2004) de l'ancien fournisseur CCM par Reebok. Ce dernier devient par le fait même l'unique fabricant de chandails pour la LNH.

##### À domicile
Ce chandail à prédominance rouge est porté lors des matchs à domicile. Il était toutefois porté à l’étranger de 1971 à 2003, avant que la ligue ne revienne à l’ancien règlement.
Cette variante comporte un style de rayures horizontales propres au Canadien, qu’aucune autre équipe affiche dans la LNH :
- une large bande bleue, bordée de deux bandes blanches plus minces sur la poitrine et les bras ;
- deux bandes blanche et bleue sur le ventre ;
- au dos du chandail le nom du joueur y est inscrit en blanc ;
- le numéro du joueur est blanc aux bordures bleues.

##### À l’étranger

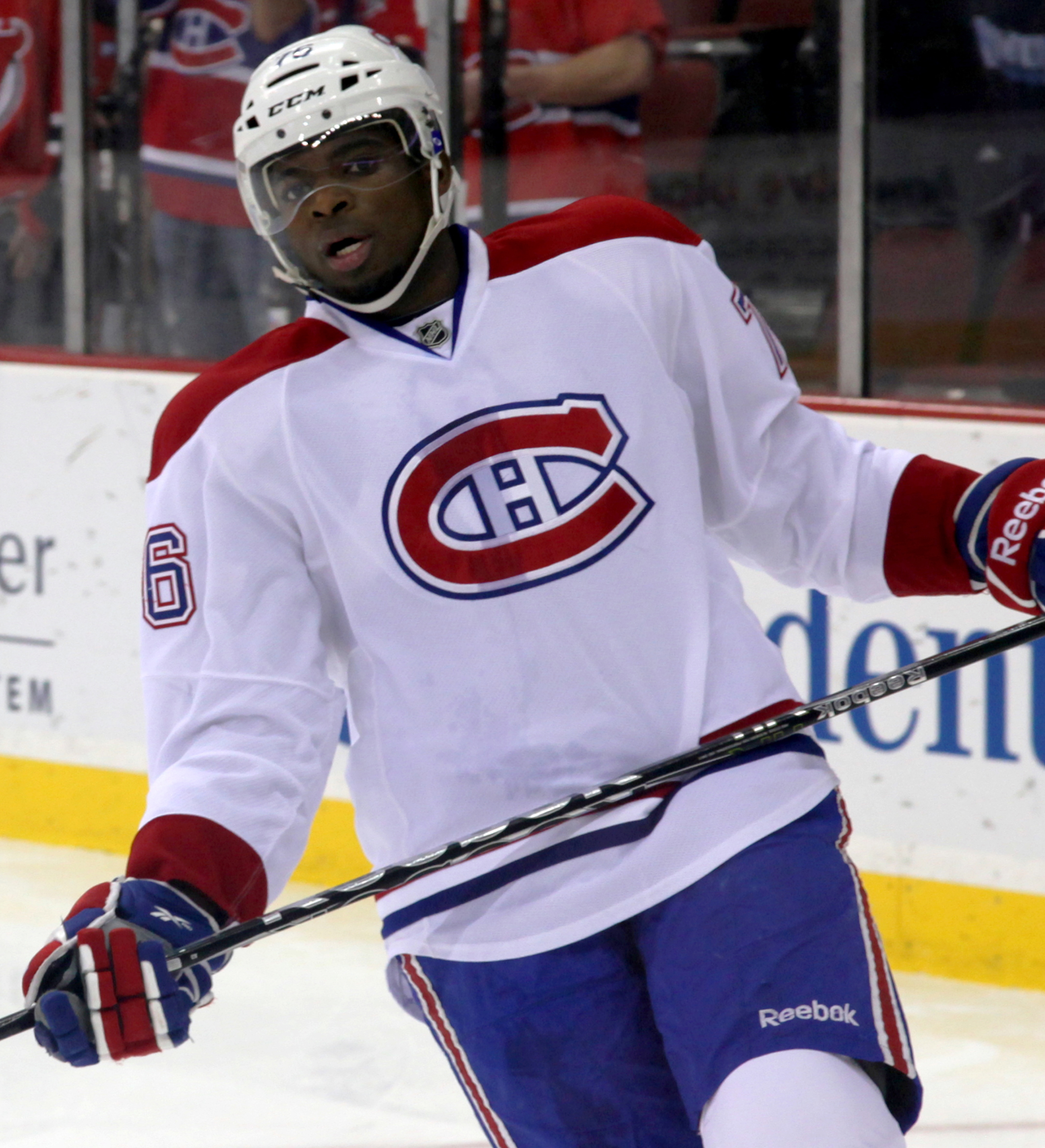
Pernell Karl Subban en 2012 avec le chandail à l'étranger

Ce chandail est porté lors des matchs à l’étranger. Selon la tradition puis le règlement, il est presque entièrement blanc.
Ce chandail comporte quelques particularités :
- le rouge est conservé sur les épaules et les poignets ;
- trois bandes minces rouge, blanche bleue sur le ventre ;
- au dos du chandail le nom du joueur y est inscrit en bleu ;
- le numéro du joueur est bleu aux doubles bordures blanches puis rouges.

##### Les chandails de promotion
Les chandails de promotion, pouvant varier d'une saison à l'autre, sont portés lors de matchs particuliers prévus à l'avance au calendrier de l'équipe, pour notamment souligner différentes activités, célébrations ou événements ponctuels.

#### Mascotte
Youppi! est, depuis la saison 2005-2006, la mascotte officielle du Club de hockey Canadien. Youppi! est aussi leur première et seule mascotte officielle à ce jour.
Elle a porté les couleurs des Expos de Montréal et est la seule mascotte du baseball majeur à avoir été expulsée lors d’un match. En 2004, les Expos déménagent à Washington DC et prennent le nom de Nationals. La relocalisation de l’équipe n’incluait toutefois pas la mascotte, l’équipe ayant d’autres plans à ce sujet.
Youppi! est ainsi devenue la première mascotte à changer de ligue et de sport au niveau professionnel.
Les Canadiens ont également une autre mascotte depuis 2022, du nom de METAL!. Selon le Canadien, ce n'est pas une mascotte officielle, mais elle participe activement aux activités de l'organisation.

### Impact sur la province
Depuis sa création en 1909, les Canadiens de Montréal représentent une tradition de gagnants et une gloire qui dépassent largement les frontières du sport. Les victoires de l'équipe, ainsi que ses défaites, tout comme l'état de santé de ses joueurs, font la manchette des journaux et des bulletins de nouvelles du Québec.
Les fameuses couleurs des Canadiens de Montréal font partie intégrante de la culture des Québécois. Dans le conte Une abominable feuille d'érable sur la glace (aussi appelé Le chandail de hockey), écrit par Roch Carrier, le chandail du principal rival des Canadiens (les Maple Leafs de Toronto) est accidentellement livré à un jeune Québécois. Un extrait de ce conte se retrouve sur le billet canadien de 5 dollars :

« Les hivers de mon enfance étaient des saisons longues, longues. Nous vivions en trois lieux : l’école, l’église et la patinoire ; mais la vraie vie était sur la patinoire. »

### Montréal, ville de hockey

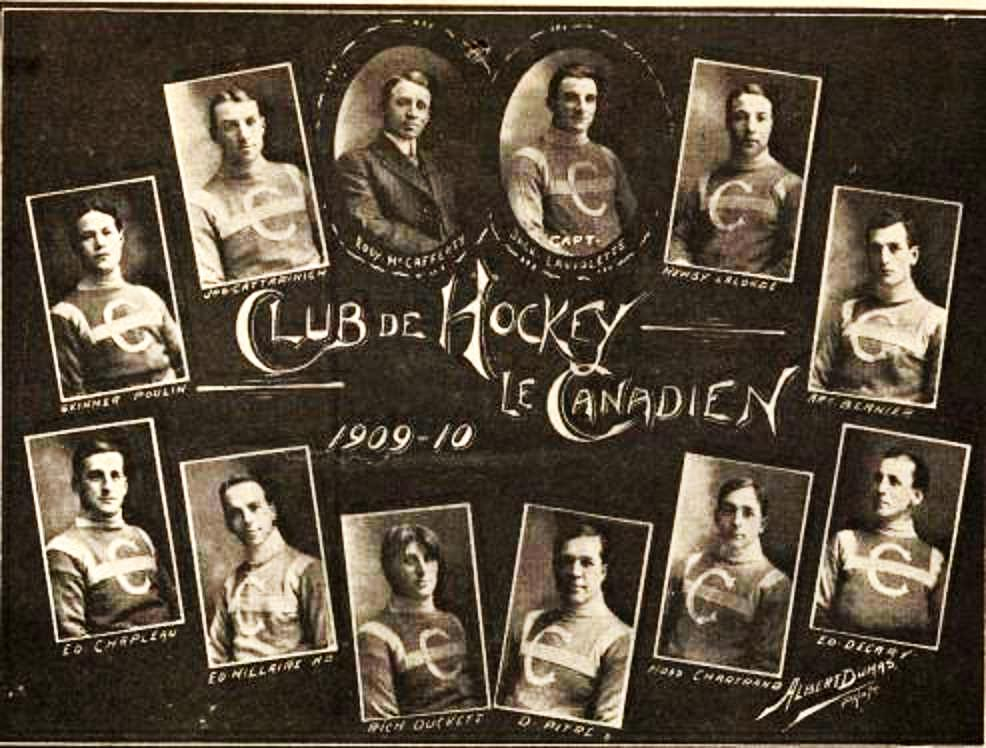
L'équipe 1909-1910

Dès la fin du XIXe siècle, Montréal est ce qu’il convient d’appeler une « ville de hockey ». C’est d’ailleurs dans cette ville que les premiers règlements du jeu sont rédigés et que le premier match codifié se déroule, le 3 mars 1875 au Victoria Skating Rink et pour lequel de la publicité est faite. À cette époque, ce sont les propriétaires de patinoires qui organisent les rencontres entre des clubs amateurs avec qui ils partagent les revenus. Le hockey est alors un sport joué entre anglophones à Montréal et les joueurs francophones ne sont pas acceptés.
Les étudiants francophones durent pratiquer le hockey en compagnie des Irlandais qui partageaient les mêmes établissements scolaires catholiques de Montréal. C’est en partie à cause des liens qui se tissèrent entre les francophones et les anglophones irlandais qu’il fut possible à des joueurs francophones d’incorporer les rangs de certaines équipes, comme les Shamrocks de Montréal, équipe qui militait en faveur d’une équipe francophone dans les rangs du hockey senior.
En 1884, un groupe d’hommes d’affaires francophones fondait l’Association athlétique d’amateurs nationale, par la suite appelée simplement le National, association qui alignait deux équipes exclusivement composées de francophones pour jouer des matches hors-concours. Les représentants des quatre « clubs » que comptait déjà Montréal — le Victoria, le McGill, l’Association athlétique amateur de Montréal (AAAM) et le Crystal — et les Sénateurs d’Ottawa, se rencontraient lors de tournois et de « défis » lancés entre eux et décidèrent, en 1886, de fonder l’Amateur Hockey Association of Canada, l’association de hockey amateur du Canada également désignée par le sigle AHAC. Toutefois, ces équipes n’alignaient presque exclusivement que des joueurs anglophones.

### Argent et richesse
L’équipe montréalaise est l’une des plus solides du circuit Bettman sur le plan financier.
Selon une étude publiée le 29 octobre 2008 par le magazine financier Forbes, les Canadiens se classent au troisième rang des équipes les plus riches de la Ligue nationale. Le Tricolore vaudrait 334 millions de dollars américains, une hausse de 18 % par rapport à 2007. Seuls les Maple Leafs de Toronto (448 millions de dollars américains) et les Rangers de New York (441 millions de dollars américains) auraient une plus grande valeur que l’équipe montréalaise.
Au chapitre des profits, les Canadiens sont arrivés au deuxième rang du circuit Bettman la saison 2007-2008. Selon Forbes, l’équipe du propriétaire George Gillett aurait engendré des profits de 39,6 millions de dollars américains. Seuls les Maple Leafs (66,4 millions de dollars américains) ont généré davantage de profits.
Même s’il n’ont pas gagné la Coupe Stanley au printemps 2008, les Canadiens ont pris leur revanche sur les champions en titre, les Red Wings de Détroit. En 2009, les Canadiens ont délogé les Red Wings, qui doivent composer avec les difficultés économiques de l’industrie automobile de Détroit, au troisième rang des équipes de hockey les plus riches.
Les Canadiens devancent aussi leurs tombeurs des dernières séries éliminatoires précédentes, les Flyers de Philadelphie, cinquièmes au classement de Forbes. Comme quoi les résultats financiers d’une équipe de la LNH ne sont pas identiques à ceux obtenus sur la glace. « La valeur d’une équipe est liée à ses performances récentes, mais, surtout, avec les performances qu’on attend d’elle au cours des cinq prochaines années, dit l’économiste Pierre Emmanuel Paradis, du cabinet montréalais Groupe d’analyse. Sur ce point, le Canadien n’a pas à s'inquiéter car il a une super équipe pour l’avenir. »[réf. nécessaire]
Autre facteur qui joue en faveur des Canadiens sur le plan financier au cours de la saison 2009-2010 : le 100e anniversaire de l’équipe. « Les célébrations du centenaire de l’équipe provoquent un engouement supplémentaire qui se traduit par d’autres revenus dans les coffres de l’équipe », dit Pierre Emmanuel Paradis.
Comme toutes les équipes canadiennes, les Canadiens ont profité de la vigueur du dollar canadien, à parité avec le billet vert américain pendant toute la saison (2008/2009). « Les équipes canadiennes étaient avantagées par le taux de change, dit Pierre Emmanuel Paradis. Leurs revenus étaient en dollars canadiens et plusieurs de leurs dépenses, dont les salaires, en dollars américains. C’est tellement vrai qu’aucune équipe canadienne n’a perdu de l’argent la saison dernière selon Forbes. »

#### Premières diffusions à la télévision
Alors que le hockey n'était diffusé qu'à la radio, la chaîne de télévision francophone Radio-Canada présente le premier match télévisé de l’histoire du hockey au Canada, lors d’un match opposant les Canadiens de Montréal aux Red Wings de Détroit le 11 octobre 1952.

## Les arénas

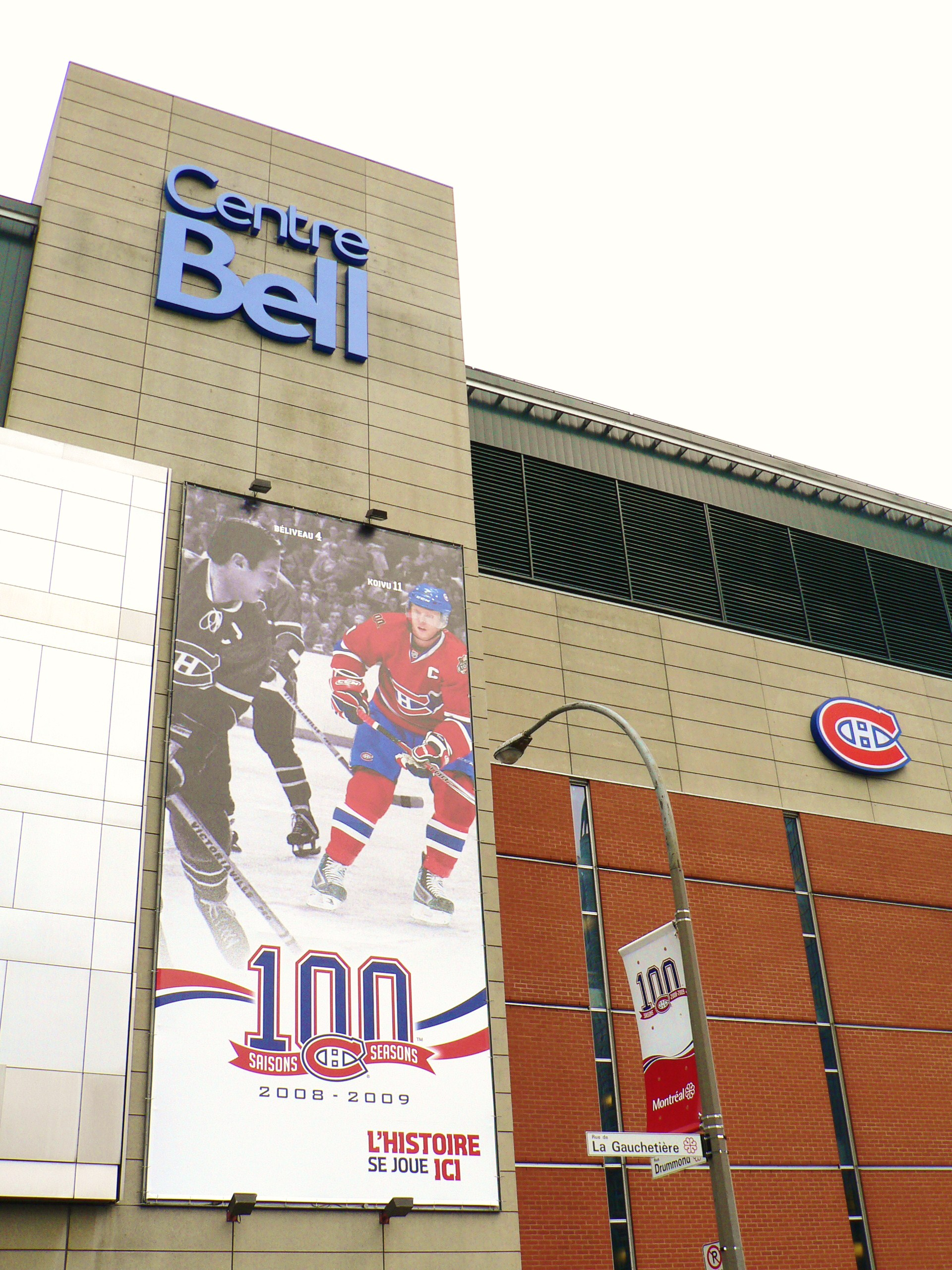
Façade du Centre Bell, avenue des Canadiens-de-Montréal (photo prise en 2008, avant le changement de nom de la rue par la Ville).

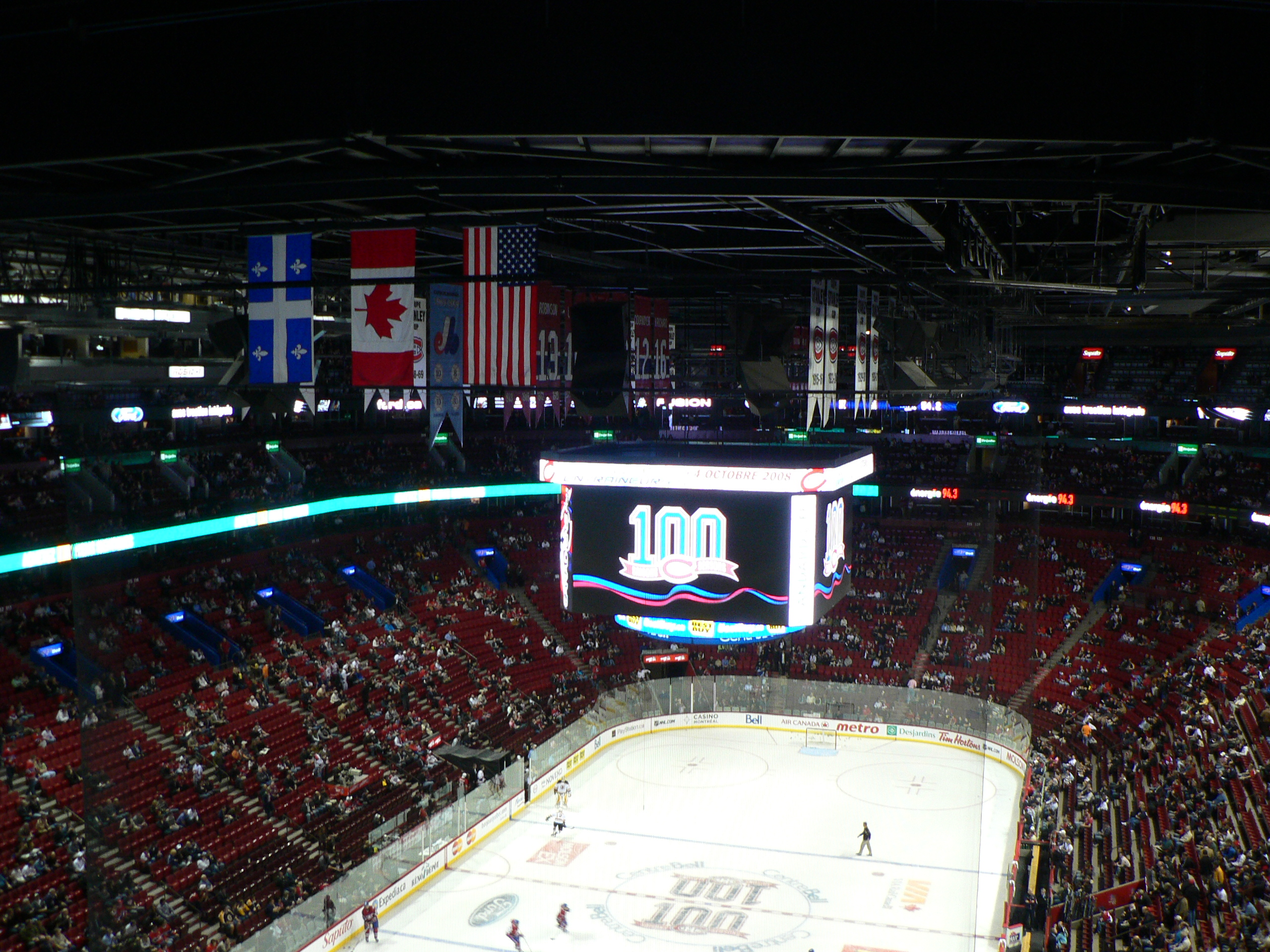
L'intérieur du Centre Bell et le tableau d'affichage (en fonction de 2008 à 2024).

Les Canadiens de Montréal ont élu domicile dans cinq arénas différents au cours de leur longue histoire :
- 1909 à 1911 et 1919 : Aréna Jubilée
- 1912 à 1918 : Aréna de Westmount
- 1920 à 1926 : Aréna Mont-Royal
- 1926 à 1996 : Forum de Montréal
- depuis 1996 : Centre Bell (connu sous le nom de Centre Molson avant 2002)

### L'aréna Jubilée
Situé dans le quartier Hochelaga, l’aréna Jubilée a été celui ayant accueilli les Canadiens lors de leur premier match en 1909. À l’époque, le Jubilée était considéré comme l’un des plus beaux et des plus spacieux aréna. La construction de cet édifice s’est terminée le 12 décembre 1908, soit un an à peine avant la création des Canadiens de Montréal. Cet aréna a été détruit par le feu en 1919, dû à un problème électrique, et ne fut jamais reconstruit.

### L'aréna de Westmount
Situé dans le quartier Westmount, l’aréna de Westmount a été construit en 1898. Il pouvait contenir deux fois plus de spectateurs que le Jubilée : 6 000 places assises contre 3 000. Les Canadiens y établissent leur domicile au début de la saison 1910-1911 et y jouent durant huit saisons. Ils y remportent leur première Coupe Stanley en mars 1916 contre les Rosebuds de Portland. Cet aréna était partagé avec les Wanderers de Montréal. À l’instar du Jubilée, l’aréna de Westmount connu une fin tragique le 2 janvier 1918 alors qu’il fut détruit par le feu. Les causes de l’incendie n'ont jamais été déterminées. L’aréna ne fut jamais reconstruit et le CH retourna jouer au Jubilée pendant une saison.

### L'aréna Mont-Royal
En raison de la perte des deux domiciles possibles du Canadien, l’aréna Mont-Royal est construit en trois mois seulement. Il est situé au centre-ville de Montréal, au coin de l'avenue du Mont-Royal et de la rue Saint-Urbain, et peut accueillir jusqu’à 8 000 personnes assises. Caractéristique spécifique à cet aréna : une glace artificielle y fut installée pour la première fois en 1924. Toutefois, puisque les rénovations ont pris du retard, il n'y avait pas de glace lors de l’inauguration de la saison 1924-1925, et le club a dû aller inaugurer un nouvel aréna : le Forum de Montréal.

### Le Forum de Montréal

#### Historique du Forum
L'histoire du Forum de Montréal démarre au début des années 1920 avec le désir de personnalités de la ville d'avoir une enceinte propre à l'équipe locale, les Canadiens. Sir Edward Beattie, président de la compagnie canadienne de chemin de fer Canadien Pacifique, le sénateur Donat Raymond et H.L. Timmins organisent ensemble le financement et la préparation du projet. Le Forum est construit sous la direction de William Northey pour un coût de 1 500 000 dollars canadiens et en 159 jours. L'aréna est construit sur l'emplacement d'une ancienne patinoire pour patins à roulettes extérieure qui se nommait déjà par le passé le Forum, Lester Patrick et Art Ross y ayant appris à patiner dans leur jeunesse.
La capacité initialement prévue pour la salle était de 12 500 places mais pour des raisons financières, la patinoire est finalement construite pour recevoir 9 300 personnes. La salle ouvre ses portes pour la première fois pour un match de la LNH entre les Canadiens et les St. Pats de Toronto le 29 novembre 1924. Les Canadiens sont censés jouer leur match dans l'aréna Mont-Royal mais avec la construction de la patinoire du Forum, les propriétaires de l'aréna Mont-Royal sont inquiets de voir une nouvelle patinoire leur voler leur équipe et ils décident de mettre en place une glace artificielle avant le début de la saison. Léo Dandurand ayant peur que la glace ne soit pas prête pour le premier match de la saison, il décide de changer le match d'ouverture de la saison au Forum et non pas à Mont-Royal. Les joueurs locaux remportent alors le match 7 buts à 1 devant une assistance record pour un match de hockey dans l'Est canadien de 9 000 personnes. Les Maroons de Montréal jouent quant à eux leur premier match sur leur nouvelle glace contre les Tigers de Hamilton et une défaite 2 buts à 0 le 3 décembre 1924.
En 1949, des premières rénovations de l’ordre de 600 000 $ y sont effectuées afin de porter la capacité à 13 551 places assises. Puis, en 1968, une deuxième cure de rajeunissement évalué à 9,5 millions de dollars canadiens est entreprise. On ne conservera que la structure, les gradins et les bancs de l’édifice original. On y ajouta une dizaine de loges corporatives, une galerie de presse, des guichets de vente regroupés ainsi qu’un accès par escaliers mobiles. La capacité totale de l’édifice est alors montée à 16 200 places assises. Un total de 24 Coupes Stanley y sont remportées. L’histoire entre les Canadiens et le Forum se termine le 11 mars 1996. Depuis mai 2001, le Forum est devenu un centre de divertissement avec 22 salles de cinéma et a été renommé Forum Pepsi.

#### Les fantômes du Forum
Les « fantômes » sont un groupe de joueurs qui influeraient sur le sort des matchs. Il serait composé de Georges Vézina, Édouard Lalonde, Maurice Malone, Howard Morenz, Aurèle Joliat, Hector Blake, William Durnan, Jacques Plante ou encore Douglas Harvey. Il rassemble l'ensemble des joueurs disparus ayant contribué à la conquête d'une des 24 coupes Stanley dans l'ancienne enceinte de l'équipe. Le transfert de ces « fantômes » au Centre Molson a d'ailleurs été mis en scène par les propriétaires du club peu avant son inauguration.
En regard de l’habitude qu’avaient les plus grands joueurs de l'histoire de venir épauler les plus jeunes, c'est aussi à eux et tous les autres « Glorieux » de l'équipe que fait référence le fameux verset gravé dans le bronze au centre du vestiaire des joueurs :

« Nos bras meurtris vous tendent le flambeau, à vous toujours de le porter bien haut... »

Ce dernier est inspiré du poème de John McCrae intitulé In Flanders Fields.
Des photographies de tous les joueurs de l'histoire des Canadiens admis au Temple de la renommée du hockey y sont aussi affichées, juste au-dessus de l’inscription. La plus grande victime des fantômes du Forum est l'entraîneur des Bruins de Boston Donald Cherry. À son grand désarroi, son équipe ne réussissait jamais à vaincre les Canadiens de Montréal durant les séries éliminatoires. Ceux-là arrivaient toujours à éclipser l'excellence de Boston, la plus grande rivalité de la LNH à l'époque.

#### René Lecavalier et Dick Irvin: les voix du CH
Au Forum, à partir de 1952 jusqu’à sa retraite en 1985, René Lecavalier commente les rencontres des Canadiens pour la Télévision de Radio-Canada à l’émission La soirée du hockey. De nos jours, 80 % des termes francophones propre au hockey sont dus à Lecavalier, qui parvint à franciser une bonne partie du vocabulaire en peu de temps,. Il fait également état d'autorité en la matière, à un tel point que lors des Jeux olympiques d'hiver de 1968 de Grenoble, les Français choisissent d'utiliser le son de Radio-Canada et la description de René Lecavalier sur leurs ondes.
Du côté de CBC, la chaîne anglophone de Radio-Canada, Dick Irvin couvre les parties des Canadiens lors de l’émission Hockey Night in Canada. Irvin a voyagé avec les Canadiens pendant plus de trente ans en tant que leur commentateur radio et a couvert près de 3 000 matches à la télévision et à la radio.
Avec l’avènement du hockey télévisé, de plus en plus de personnes peuvent savoir à quoi ressemble un match de hockey professionnel puisqu'ils peuvent regarder le hockey à la télévision, ce qui provoque la faillite de certaines équipes amatrices des régions pour lesquelles l’assistance baisse de manière fulgurante.

### Le Centre Molson, le Centre Bell

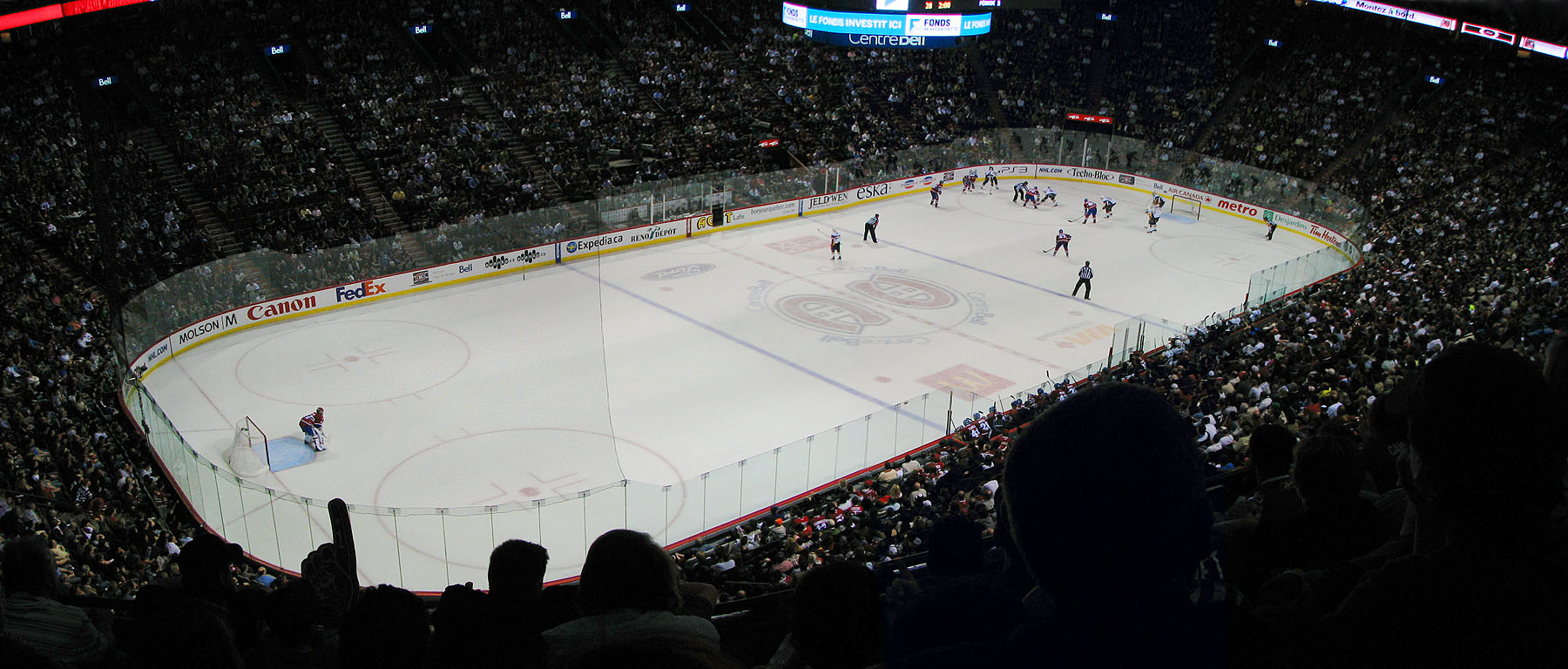
Les Canadiens de Montréal s'opposant aux Sabres de Buffalo, au Centre Bell en 2010.

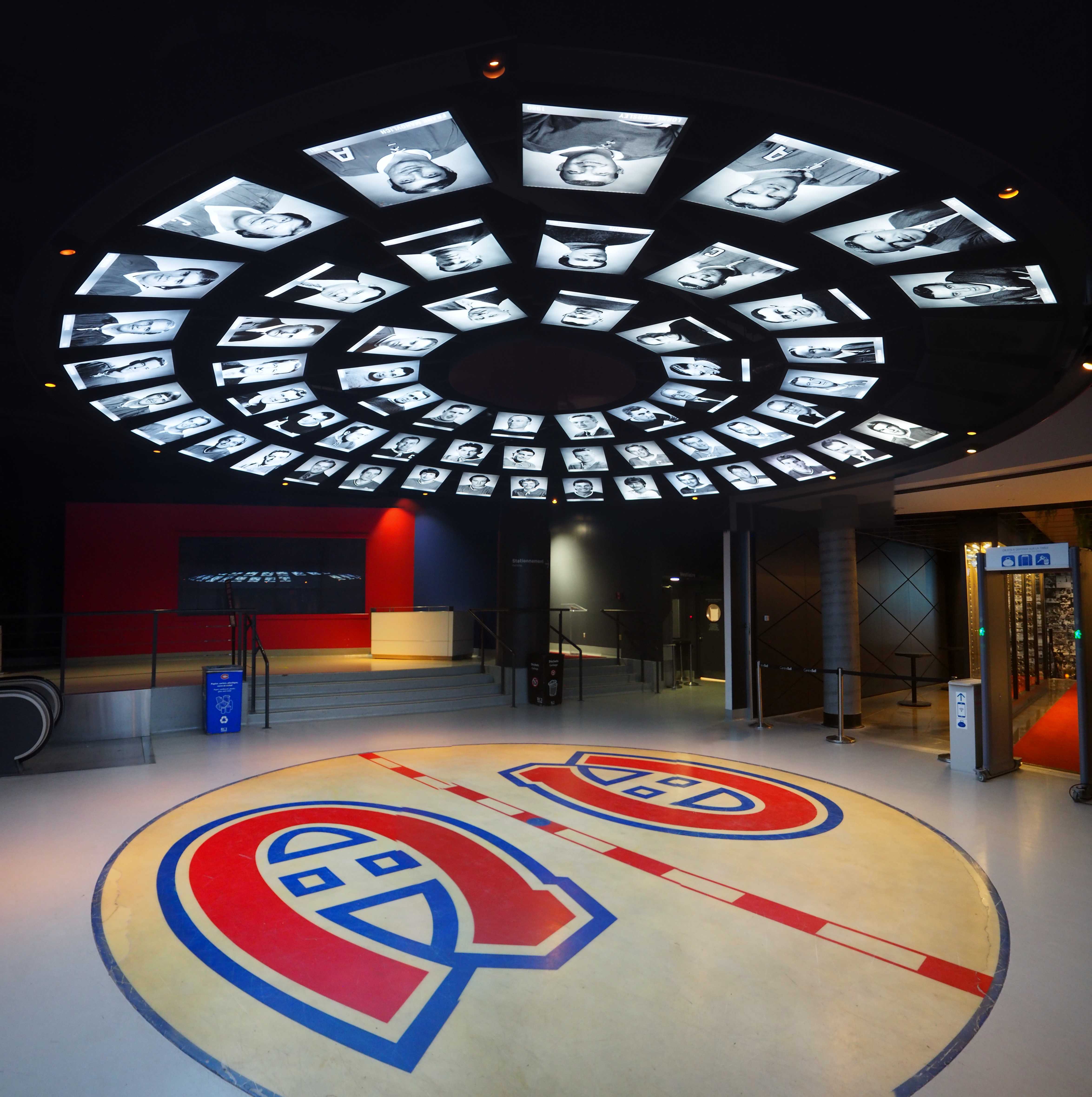
Temple de la renommée du Canadien, Centre Bell, Montréal

La construction du Centre Molson a débuté à l’été 1993. Elle a été terminée à la fin de la saison 1995-1996, au coût de 230 millions de dollars canadiens. La décision de quitter le Forum pour s’installer dans ce nouvel aréna s'inscrit dans la tendance continentale, caractérisée par l'ouverture d'autres amphithéâtres beaucoup plus luxueux à la même époque dans plusieurs autres villes participant à la Ligue nationale de hockey. Le Centre Molson peut accueillir 21 273 spectateurs assis, et compte 135 loges corporatives, aménagées avec des salons de grand luxe, ce qui en fait le plus grand amphithéâtre de hockey de la LNH. Les gradins en hauteur éloignent cependant les spectateurs du jeu et des micros à la hauteur de la patinoire ont dû être installés afin que les spectateurs entendent le bruit de la rondelle frappant la bande.
Il est situé au cœur du centre-ville de Montréal sur l'avenue des Canadiens-de-Montréal, tout près de la gare Windsor et des stations de métro Bonaventure et Lucien-L’Allier. Il est constitué d’un immense réseau de galeries souterraines, avec magasins et restaurants. Le Centre Molson est inauguré le 16 mars 1996 lors d'une cérémonie où Pierre Turgeon s'est présenté au centre de la glace avec le flambeau transmis de capitaine en capitaine lors de la fermeture du Forum. Maurice Richard aura le droit à la toute première ovation de l’édifice.
Le Centre Molson a changé son nom pour Centre Bell lors de la saison 2002-2003, question d’avoir de nouveaux commanditaires dans l’entourage de l’équipe. Étant maintenant établis au Centre Bell, les Canadiens de Montréal semblent y avoir trouvé un domicile qui convient aux exigences du hockey sur glace moderne. Encore aujourd’hui, le Centre Bell continue de se moderniser. À l’occasion du centenaire de l’équipe, le Centre Bell s’est doté d’un tout nouveau tableau d’affichage, le plus grand dans la LNH jusqu’à maintenant.

## Trophées

### Trophées collectifs

#### Coupe Stanley

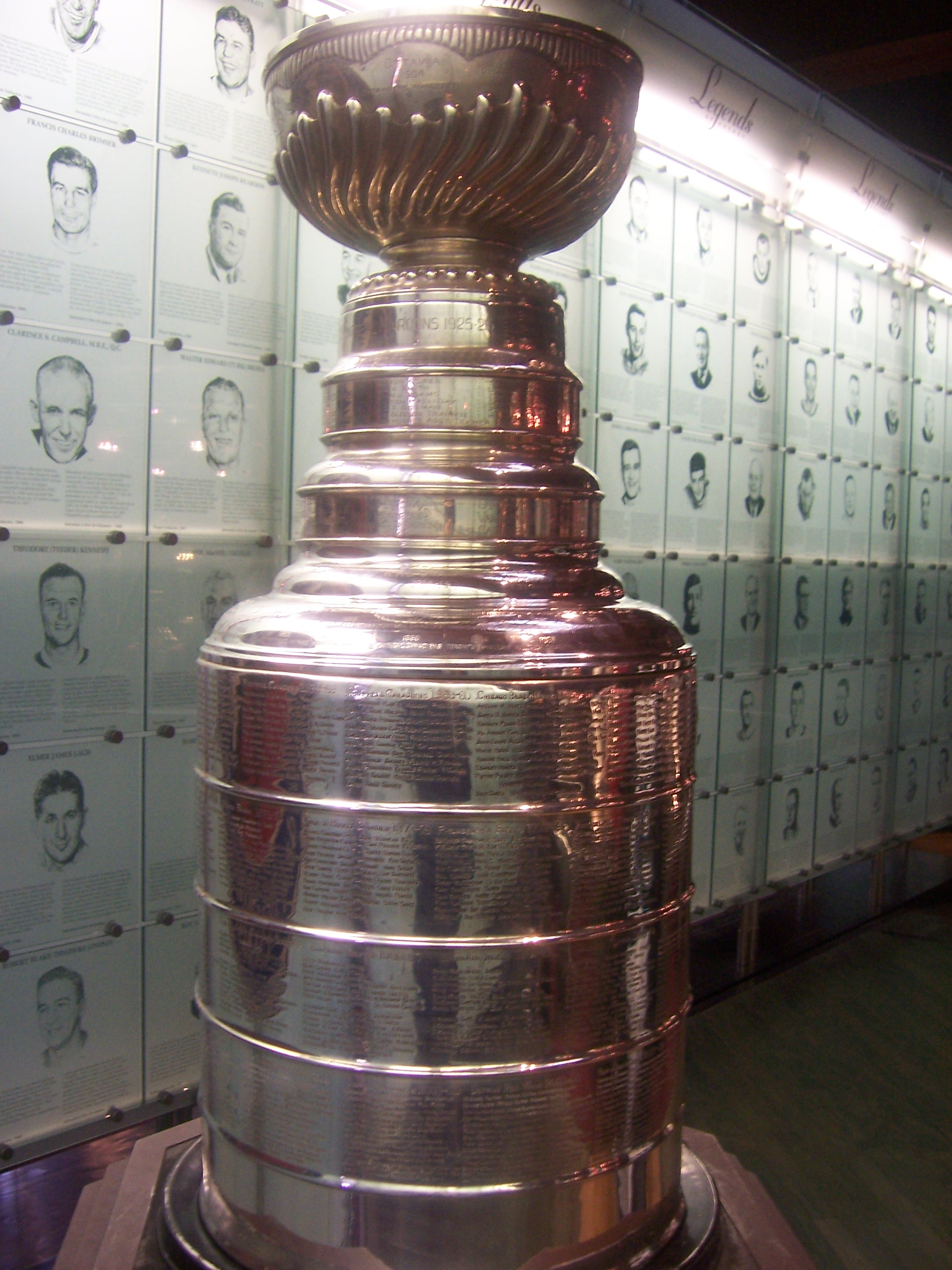
La coupe Stanley.

Ultime trophée pour une équipe de hockey nord-américaine, la coupe Stanley est remise au champion des séries éliminatoires de la LNH depuis 1926-1927,.
Les Canadiens détiennent actuellement le record de la LNH avec vingt-quatre coupes Stanley remportées. Le tableau ci-dessous présente les années où les Canadiens ont remporté le trophée avec la saison, le score de la série finale, l'adversaire battu, les noms de l'entraîneur et du capitaine de la saison.
| Année     | Résultat | Adversaire             | Entraîneur des Canadiens  | Capitaine des Canadiens    |
| --------- | -------- | ---------------------- | ------------------------- | -------------------------- |
| 1915-1916 | 3-2      | Rosebuds de Portland   | Édouard « Newsy » Lalonde | Howard McNamara            |
| 1923-1924 | 2-0      | Maroons de Vancouver   | Léo Dandurand             | Sprague Cleghorn           |
| 1929-1930 | 2-0      | Bruins de Boston       | Cecil Hart                | Sylvio Mantha              |
| 1930-1931 | 3-2      | Black Hawks de Chicago | Cecil Hart                | Sylvio Mantha              |
| 1943-1944 | 4-0      | Black Hawks de Chicago | Dick Irvin                | Hector « Toe » Blake       |
| 1945-1946 | 4-1      | Bruins de Boston       | Dick Irvin                | Hector « Toe » Blake       |
| 1952-1953 | 4-1      | Bruins de Boston       | Dick Irvin                | Émile « Butch » Bouchard   |
| 1955-1956 | 4-1      | Red Wings de Détroit   | Hector « Toe » Blake      | Émile « Butch » Bouchard   |
| 1956-1957 | 4-1      | Bruins de Boston       | Hector « Toe » Blake      | Maurice « Rocket » Richard |
| 1957-1958 | 4-2      | Bruins de Boston       | Hector « Toe » Blake      | Maurice « Rocket » Richard |
| 1958-1959 | 4-1      | Maple Leafs de Toronto | Hector « Toe » Blake      | Maurice « Rocket » Richard |
| 1959-1960 | 4-0      | Maple Leafs de Toronto | Hector « Toe » Blake      | Maurice « Rocket » Richard |
| 1964-1965 | 4-3      | Black Hawks de Chicago | Hector « Toe » Blake      | Jean Béliveau              |
| 1965-1966 | 4-2      | Red Wings de Détroit   | Hector « Toe » Blake      | Jean Béliveau              |
| 1967-1968 | 4-0      | Blues de Saint-Louis   | Hector « Toe » Blake      | Jean Béliveau              |
| 1968-1969 | 4-0      | Blues de Saint-Louis   | Claude Ruel               | Jean Béliveau              |
| 1970-1971 | 4-3      | Black Hawks de Chicago | Claude Ruel et Al MacNeil | Jean Béliveau              |
| 1972-1973 | 4-2      | Black Hawks de Chicago | Scotty Bowman             | Henri Richard              |
| 1975-1976 | 4-0      | Flyers de Philadelphie | Scotty Bowman             | Yvan Cournoyer             |
| 1976-1977 | 4-0      | Bruins de Boston       | Scotty Bowman             | Yvan Cournoyer             |
| 1977-1978 | 4-2      | Bruins de Boston       | Scotty Bowman             | Yvan Cournoyer             |
| 1978-1979 | 4-1      | Rangers de New York    | Scotty Bowman             | Yvan Cournoyer             |
| 1985-1986 | 4-1      | Flames de Calgary      | Jean Perron               | Bob Gainey                 |
| 1992-1993 | 4-1      | Kings de Los Angeles   | Jacques Demers            | Guy Carbonneau             |

#### Trophée Prince de Galles

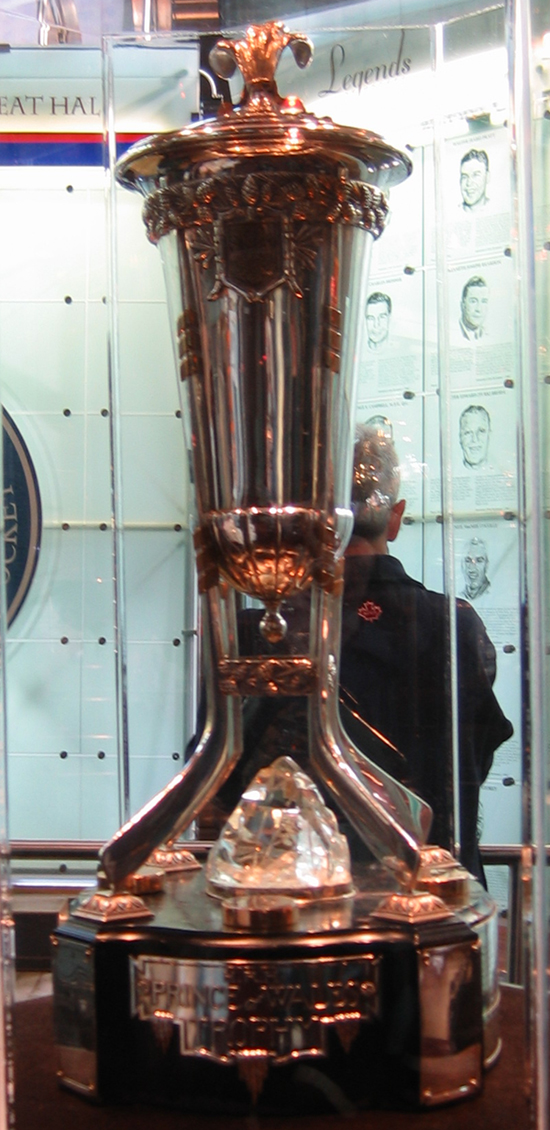
Le trophée Prince de Galles

Depuis la saison 1993-1994, le trophée Prince de Galles est remis à l’équipe remportant la finale de la Association de l’Est durant les séries éliminatoires. Le trophée Prince de Galles est le trophée qui a changé le plus souvent de définition au cours de son histoire. Les Canadiens sont l’équipe l’ayant remporté le plus grand nombre avec 25 gains et sont suivis de loin par les Bruins de Boston avec 18 remises.
| 1923-1924 | 1944-1945 | 1955-1956 | 1959-1960 | 1963-1964 | 1968-1969 | 1976-1977 | 1980-1981 | 1992-1993 |
| 1924-1925 | 1945-1946 | 1957-1958 | 1960-1961 | 1965-1966 | 1972-1973 | 1977-1978 | 1985-1986 | -         |
| 1943-1944 | 1946-1947 | 1958-1959 | 1961-1962 | 1967-1968 | 1975-1976 | 1978-1979 | 1988-1989 | -         |

#### Trophée Clarence-S.-Campbell

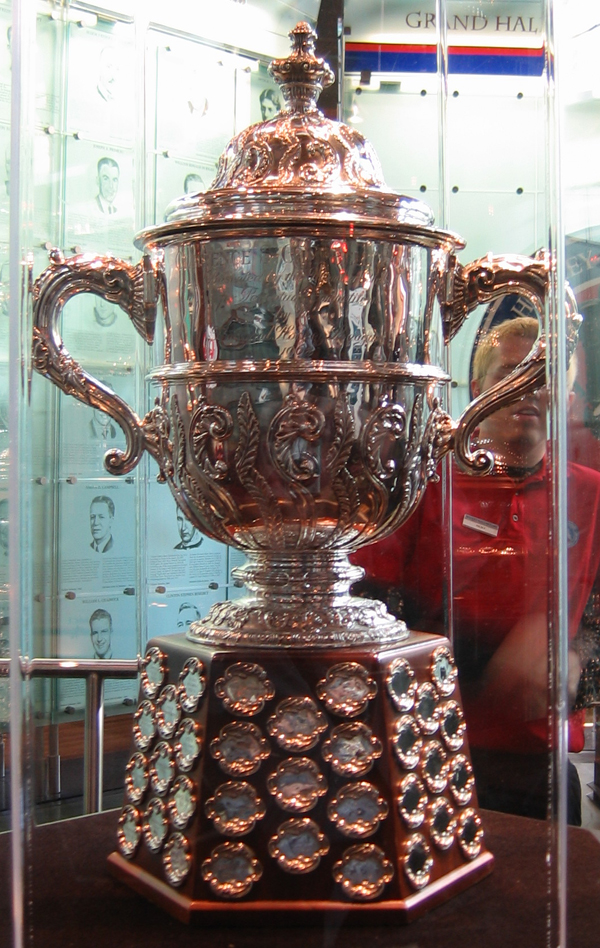
Le trophée Clarence-S.-Campbell

Remis d'abord aux champions de la division Ouest de 1968 à 1974, aux champions de l'Association Clarence Campbell de 1975 à 1981, aux vainqueurs de la finale de l'Association Clarence Campbell de 1982 à 1993 et finalement aux vainqueurs de la finale de l'Association de l'Ouest de la LNH à partir de la saison 1993-1994, le trophée Clarence-S.-Campbell est exceptionnellement décerné aux vainqueurs de la première demi-finale de la Coupe Stanley en 2021 en raison du réalignement temporaire des divisions dû à la pandémie de Covid-19.
Les Canadiens de Montréal remportent ce trophée pour la première fois de leur histoire le 24 juin 2021 et devient la seule équipe, au moment de leur victoire, à être couronnée en tant qu'équipe de l'Association de l'Est.
- 2020-2021

### Trophées individuels

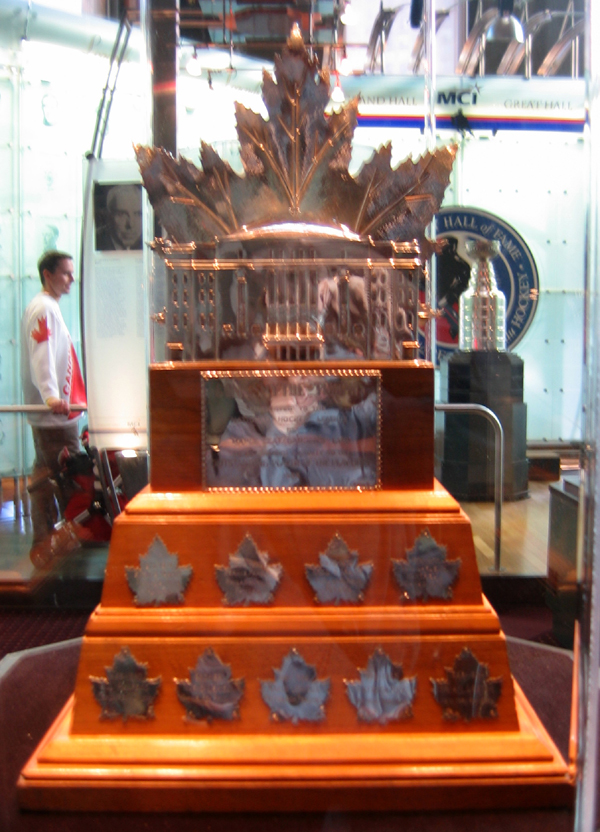
Le trophée Conn-Smythe

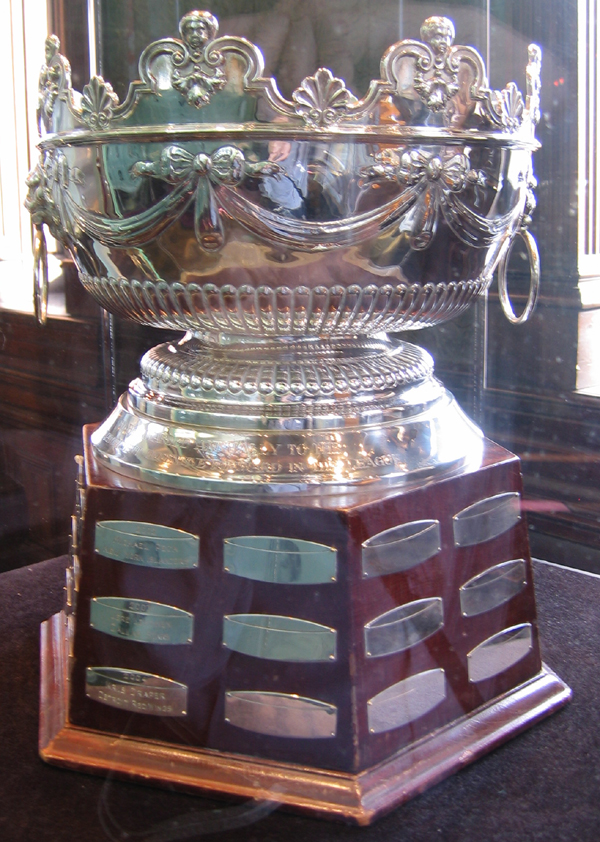
Le trophée Frank-J.-Selke

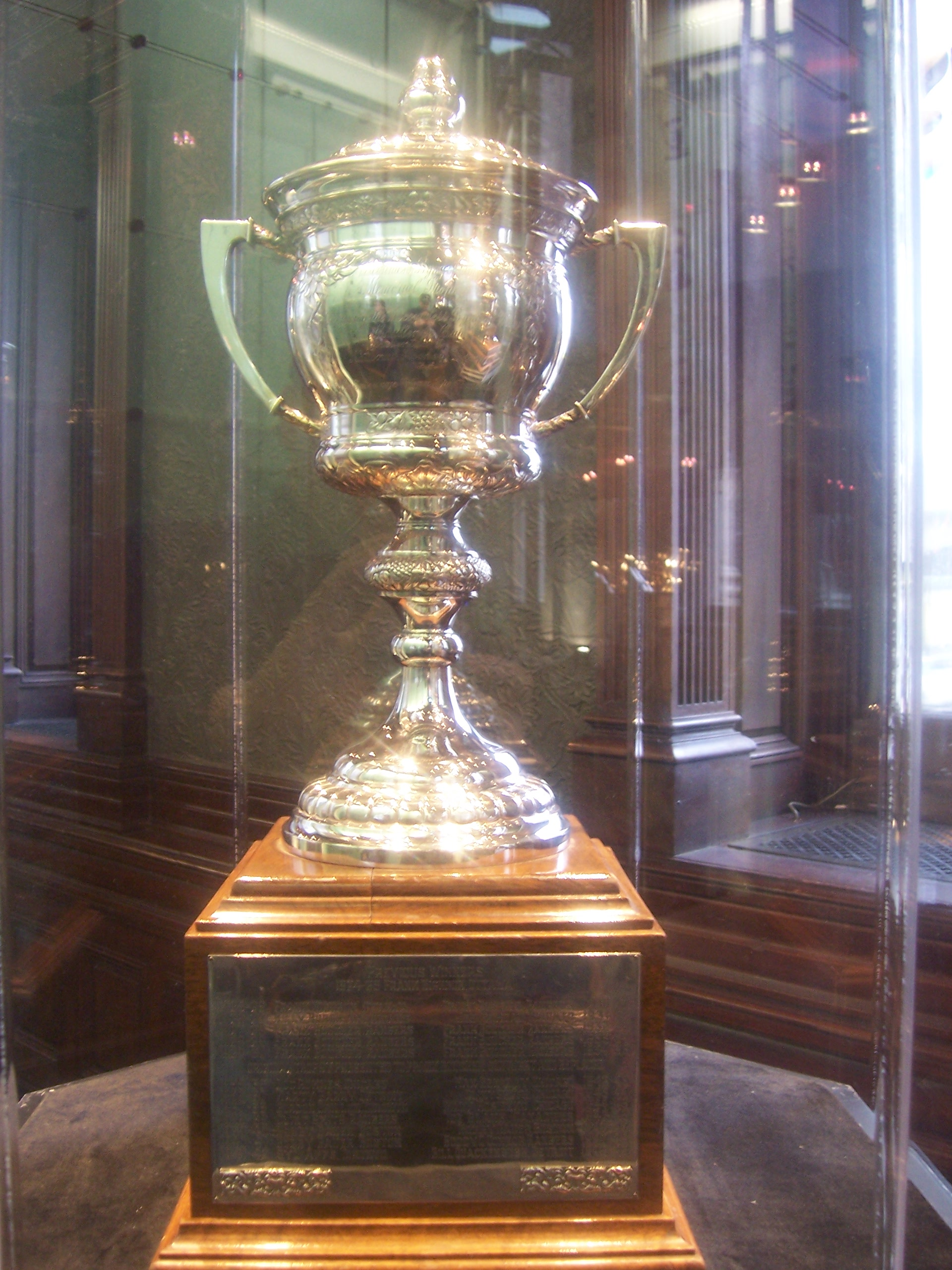
Le trophée Lady Byng

Voici les trophées individuels remis par la LNH aux joueurs (excepté le trophée Jack-Adams remis à des entraîneurs) ainsi que ses récipiendaires chez les Canadiens de Montréal :

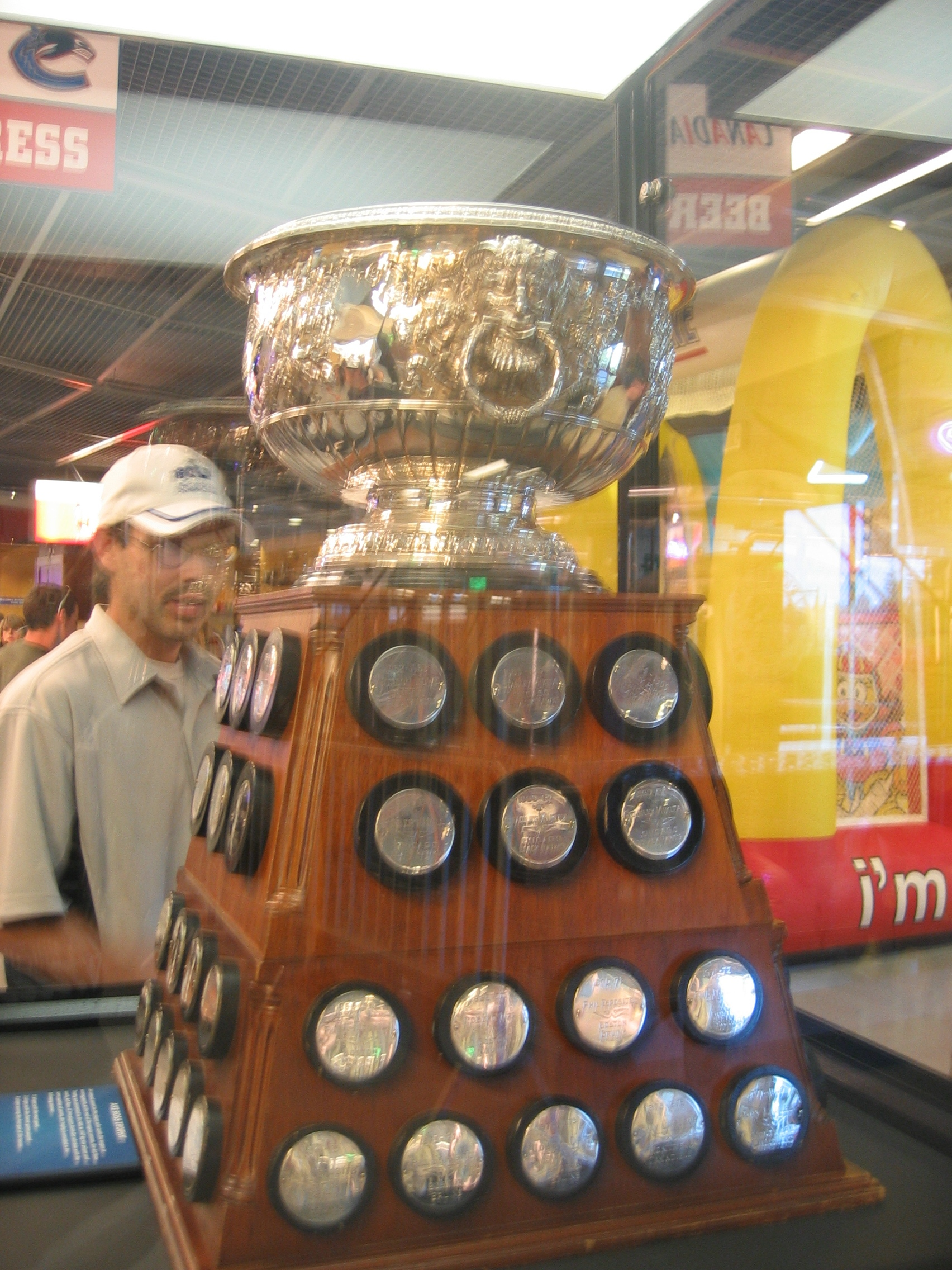
Le trophée Art-Ross

Trophée Art-Ross
Trophée remis au joueur qui inscrit le plus de points au cours de la saison. Le trophée est remis pour la première fois en 1947-48,
- 1948 – Elmer Lach (61 points)
- 1955 – Bernard Geoffrion (75 points)
- 1956 – Jean Béliveau (88 points)
- 1958 – Dickie Moore (84 points)
- 1959 – Dickie Moore (96 points)
- 1961 – Bernard Geoffrion (95 points)

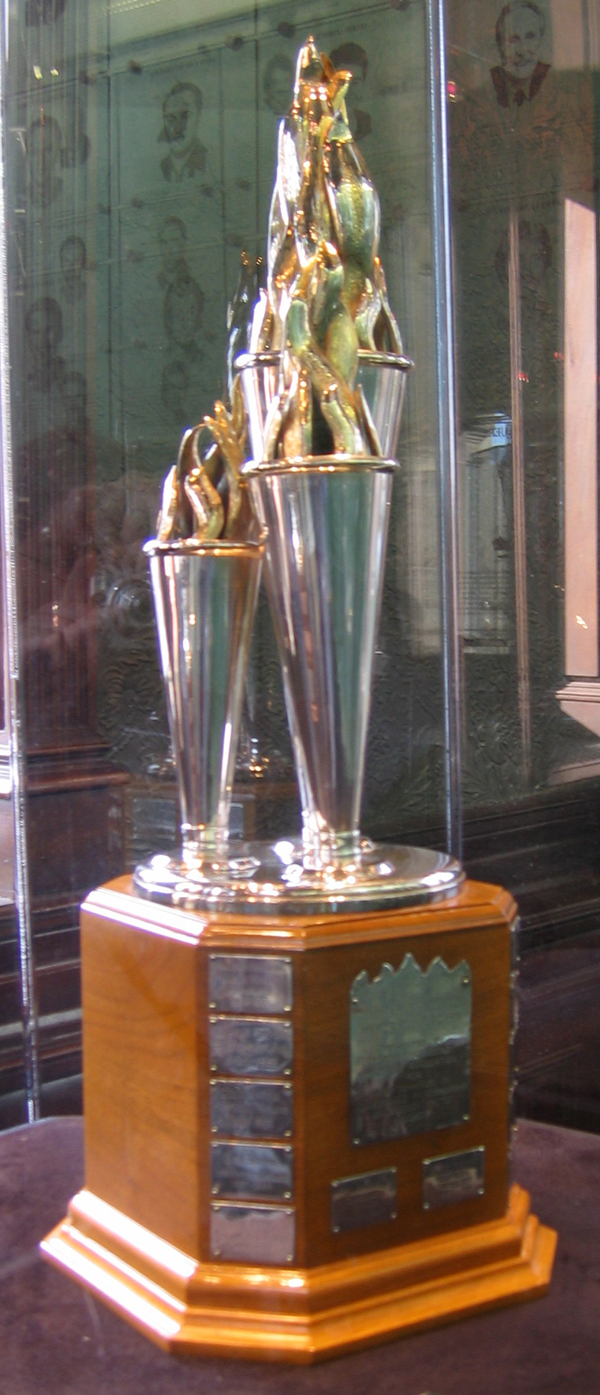
Le trophée Bill-Masterton

- 1976 – Guy Lafleur (125 points)
- 1977 – Guy Lafleur (136 points)
- 1978 – Guy Lafleur (132 points)

Trophée Bill-Masterton
Cette récompense est remise au joueur ayant démontré le plus de qualité de persévérance et esprit d’équipe. C'est l'association des journalistes de hockey professionnel qui donne les votes dans le but d'attribuer ce trophée.

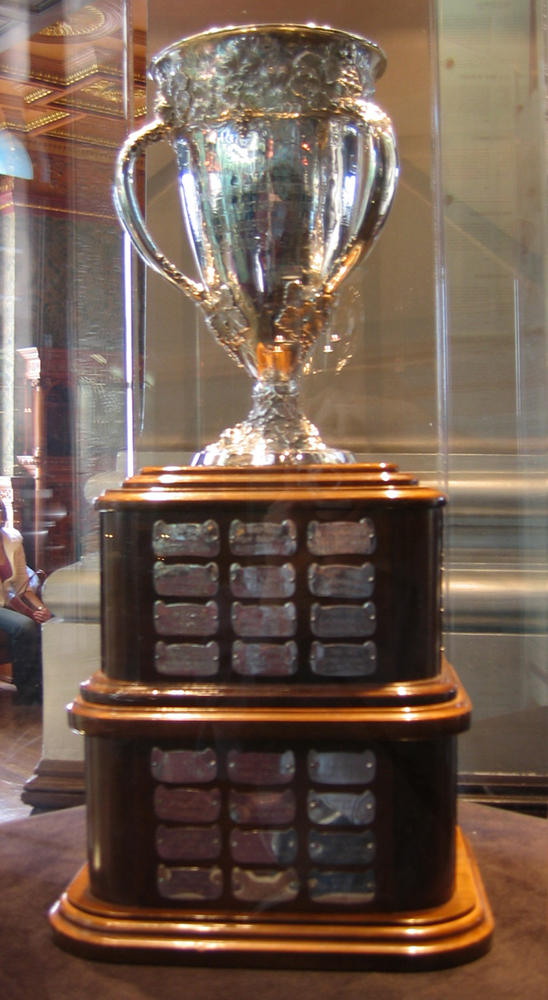
Le trophée Calder

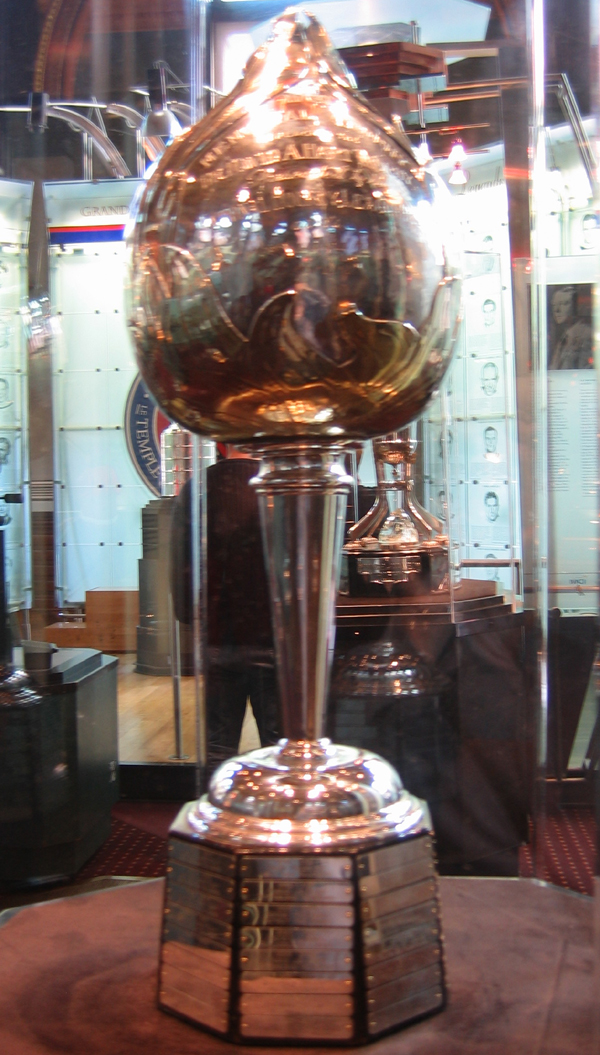
Le trophée Hart

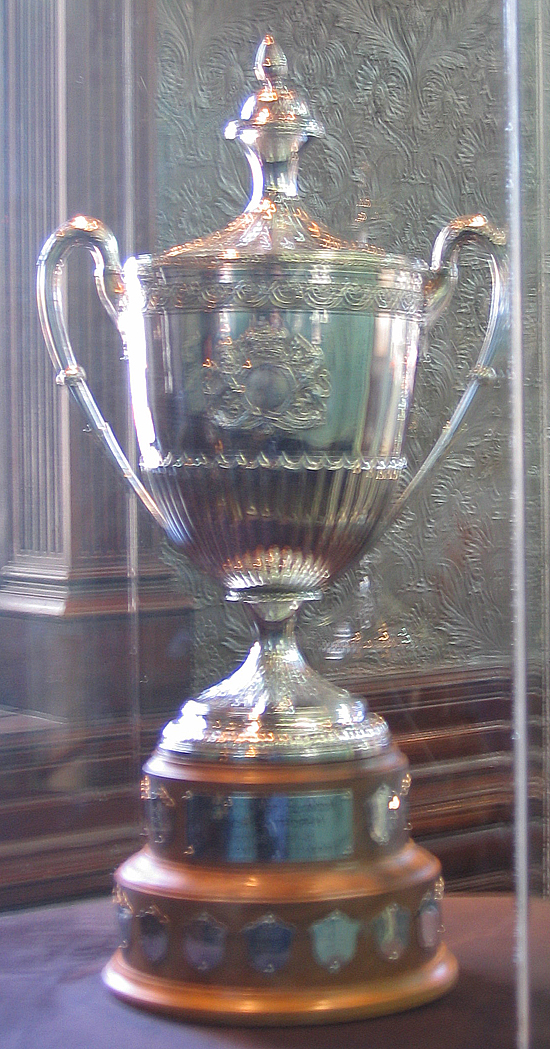
Le trophée King-Clancy

- 1968 – Claude Provost
- 1974 – Henri Richard
- 1979 – Serge Savard
- 2002 – Saku Koivu
- 2012 – Max Pacioretty
- 2022 – Carey Price

Trophée Calder
Ce trophée récompense le joueur qui a su démontrer des qualités exceptionnelles durant sa première saison en tant que joueur dans la LNH. Pour être éligible, le joueur ne doit pas avoir joué plus de 25 matches dans la saison régulière précédente à celle en cours et pas plus de six matches durant les deux autres saisons précédentes dans aucune ligue professionnelle. Le joueur ne peut pas être âgé de plus de 26 ans.
- 1941 – Johnny Quilty
- 1952 – Bernard Geoffrion
- 1959 – Ralph Backstrom
- 1962 – Bobby Rousseau
- 1964 – Jacques Laperrière
- 1972 – Ken Dryden
- 2025 – Lane Hutson

Trophée Conn-Smythe
Ce trophée récompense le meilleur joueur de toutes les séries éliminatoires (MVP).
- 1965 – Jean Béliveau
- 1969 – Serge Savard
- 1971 – Ken Dryden
- 1973 – Yvan Cournoyer
- 1977 – Guy Lafleur
- 1978 – Larry Robinson
- 1979 – Bob Gainey
- 1986 – Patrick Roy
- 1993 – Patrick Roy

Trophée Frank-J.-Selke
Trophée remis au meilleur joueur d'avant ayant su démontrer des qualités défensives dans l'aspect de son jeu. C'est l'association des journalistes de hockey professionnel qui donne les votes dans le but d'attribuer ce trophée.
1978 – Bob Gainey
1979 – Bob Gainey
1980 – Bob Gainey
1981 – Bob Gainey
1988 - Guy Carbonneau
1989 – Guy Carbonneau
1992 – Guy Carbonneau
Trophée Hart
Une des plus belles récompenses pour un joueur de la LNH : ce trophée récompense le joueur jugé le plus utile à son équipe durant la saison régulière. C'est l'association des journalistes de hockey professionnel qui donne les votes dans le but d'attribuer ce trophée.
- 1927 – Herb Gardiner
- 1928 – Howie Morenz
- 1931 – Howie Morenz
- 1932 – Howie Morenz
- 1934 – Aurèle Joliat
- 1937 – Babe Siebert
- 1939 – Toe Blake
- 1945 – Elmer Lach
- 1947 – Maurice Richard
- 1956 – Jean Béliveau
- 1961 – Bernard Geoffrion
- 1962 – Jacques Plante
- 1964 – Jean Béliveau
- 1977 – Guy Lafleur
- 1978 – Guy Lafleur
- 2002 – José Théodore
- 2015 – Carey Price

Trophée Jack-Adams

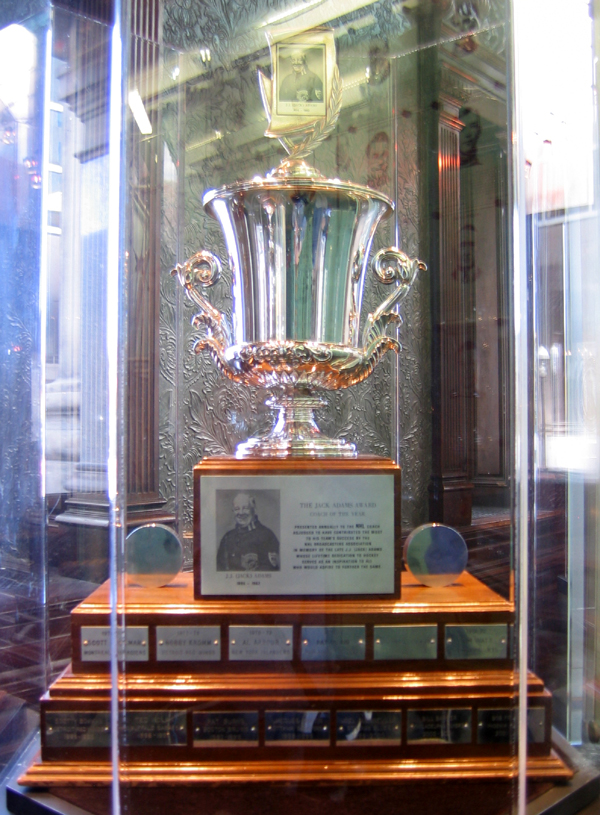
Le trophée Jack-Adams

Trophée remis à l'entraîneur ayant contribué le plus aux succès de son équipe. Le gagnant est choisi par un vote à travers l'association des diffuseurs.

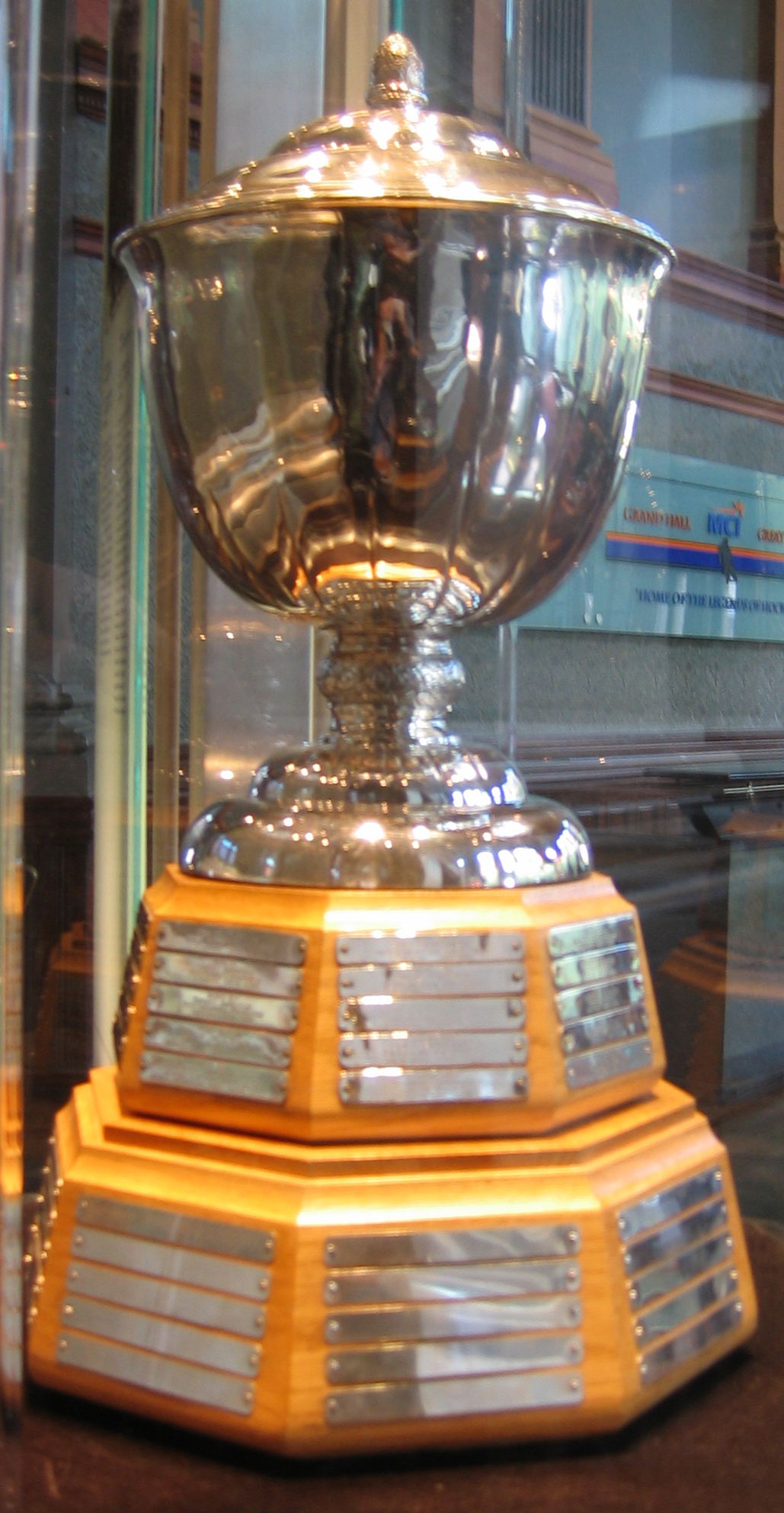
Le trophée James-Norris

- 1977 – Scotty Bowman
- 1989 – Pat Burns

Trophée James-Norris
Trophée remis au meilleur défenseur de la saison régulière qui a su démontrer qu'il était un maître à sa position. C'est l'association des journalistes de hockey professionnel qui donne les votes dans le but d'attribuer ce trophée.
- 1955 – Doug Harvey
- 1956 – Doug Harvey
- 1957 – Doug Harvey
- 1958 – Doug Harvey
- 1959 – Tom Johnson
- 1960 – Doug Harvey
- 1961 – Doug Harvey
- 1966 – Jacques Laperrière
- 1977 – Larry Robinson
- 1980 – Larry Robinson
- 1989 – Chris Chelios
- 2013 – P.K. Subban

Trophée King-Clancy
Trophée remis au joueur qui a su démontrer des qualités de leader sur et en dehors de la glace tout en faisant des contributions humanitaires notables.
- 2007 – Saku Koivu

Trophée Lady Byng
Ce trophée récompense le joueur considéré comme ayant le meilleur esprit sportif tout en conservant des performances remarquables. C'est l'association des journalistes de hockey professionnel qui donne les votes dans le but d'attribuer le trophée en tenant compte à la fois des performances et du nombre de minutes de punitions accumulées.

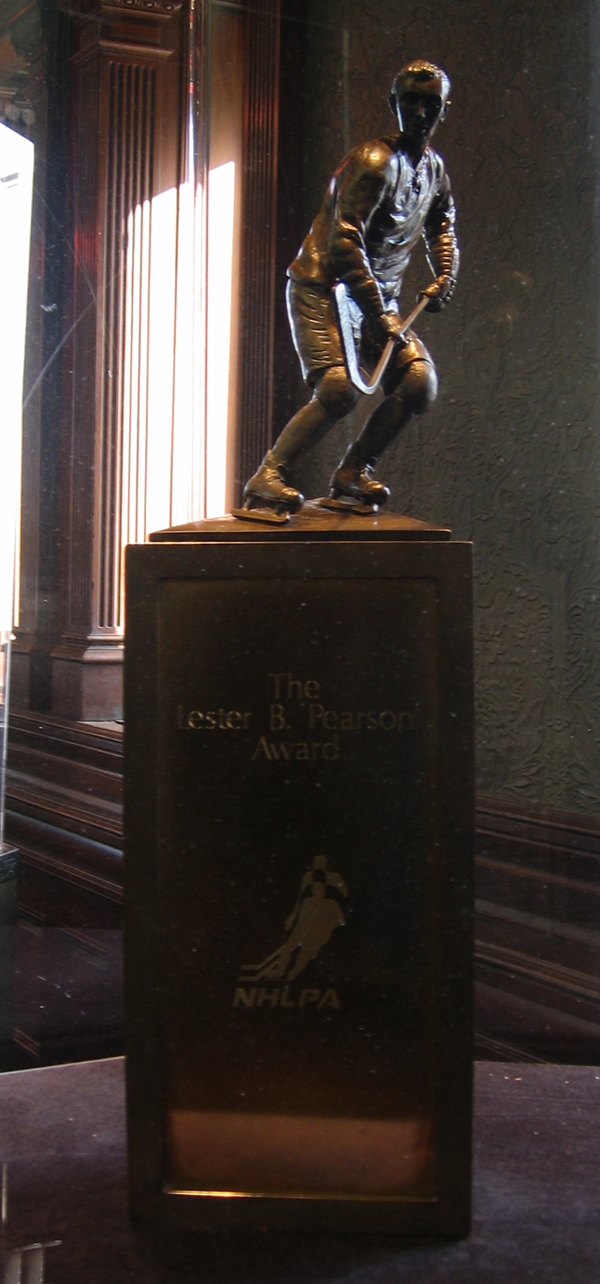
Le trophée Lester-B.-Pearson

- 1946 – Toe Blake
- 1988 – Mats Näslund

Trophée Lester-B.-Pearson
Une autre des récompenses les plus prestigieuses pour un joueur : le titre de meilleur joueur de la LNH voté par l'association des joueurs.
- 1976 – Guy Lafleur
- 1977 – Guy Lafleur
- 1978 – Guy Lafleur
- 2015 – Carey Price

Trophée Roger-Crozier
Ce trophée récompense le gardien de but ayant conservé le meilleur pourcentage d'efficacité pendant la saison régulière. Il était auparavant nommé le prix Trico.

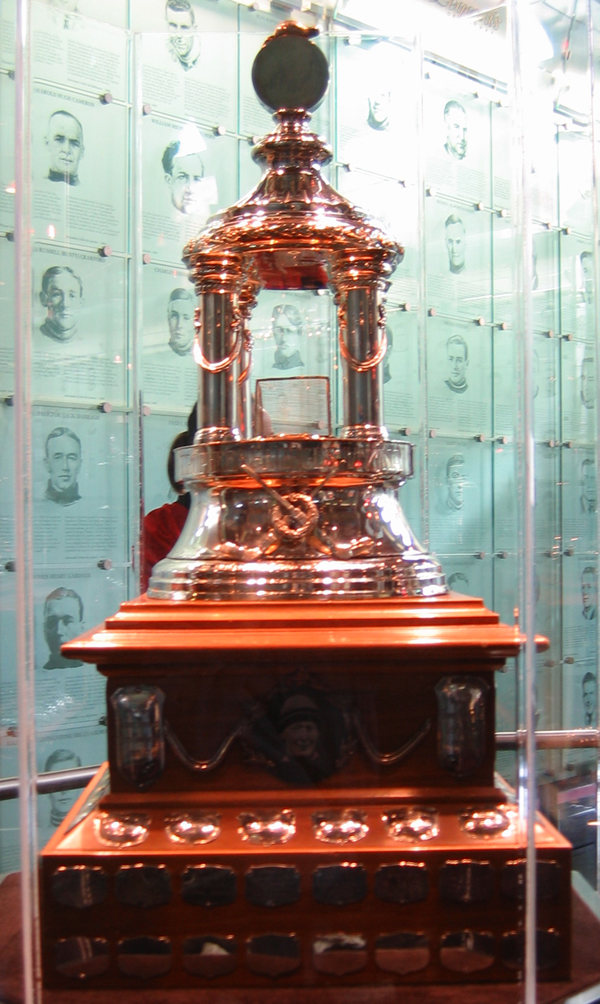
Le trophée Vézina

- Prix Trico
  - 1989 - Patrick Roy
  - 1990 - Patrick Roy
- Trophée Roger-Crozier
  - 2002 - José Théodore
  - 2006 - Cristobal Huet

Trophée Vézina
De 1926-1927 à 1980-1981 inclusivement, ce trophée était remis au gardien de l’équipe ayant alloué de moins de but durant la saison régulière. Depuis 1981-1982, le Vézina est attribué au meilleur gardien de but jugé par les directeurs généraux de la LNH.
- 1927 – George Hainsworth
- 1928 – George Hainsworth
- 1929 – George Hainsworth
- 1944 – Bill Durnan
- 1945 – Bill Durnan
- 1946 – Bill Durnan
- 1947 – Bill Durnan
- 1949 – Bill Durnan
- 1950 – Bill Durnan
- 1956 – Jacques Plante
- 1957 – Jacques Plante
- 1958 – Jacques Plante
- 1959 – Jacques Plante
- 1960 – Jacques Plante
- 1962 – Jacques Plante
- 1964 – Charlie Hodge
- 1966 – Gump Worsley et Charlie Hodge
- 1968 – Rogatien Vachon et Gump Worsley
- 1973 – Ken Dryden
- 1976 – Ken Dryden
- 1977 – Ken Dryden et Michel Larocque
- 1978 – Ken Dryden et Michel Larocque
- 1979 – Ken Dryden et Michel Larocque
- 1981 – Denis Herron, Michel Larocque et Richard Sevigny

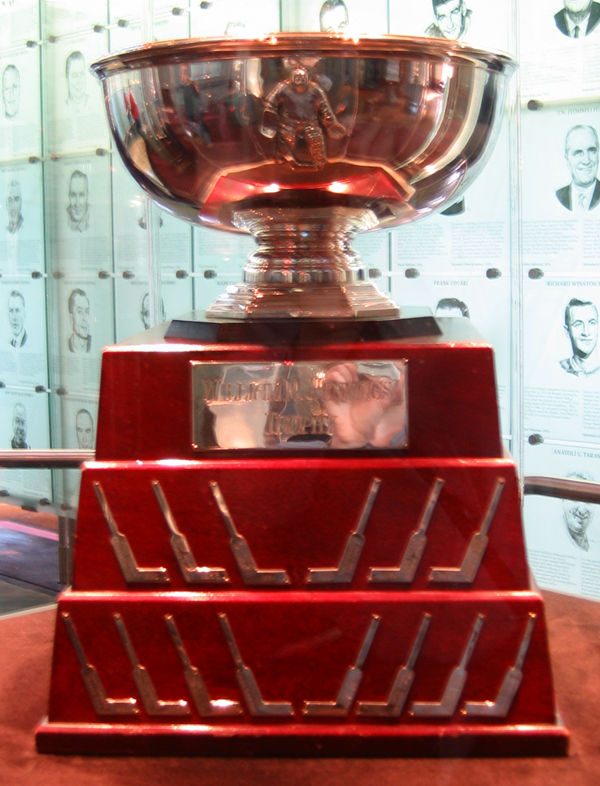
Le trophée William-M.-Jennings

- 1989 – Patrick Roy
- 1990 – Patrick Roy
- 1992 – Patrick Roy
- 2002 – José Théodore
- 2015 – Carey Price

Trophée William-M.-Jennings
Ce trophée récompense le gardien de but ayant conservé la meilleure moyenne de buts alloués par match durant la saison. Ce trophée ne datant que de 1982 avant cette date, les gardiens qui avaient la meilleure moyenne gagnaient le trophée Vézina (voir ci-dessus).
- 1982 – Rick Wamsley et Denis Herron
- 1987 – Patrick Roy et Brian Hayward
- 1988 – Patrick Roy et Brian Hayward
- 1989 – Patrick Roy et Brian Hayward
- 1992 – Patrick Roy
- 2015 – Carey Price avec Corey Crawford des Blackhawks de Chicago[124]

### Trophées de l’organisation

#### Trophée du mémorial Joseph-Cattarinich
Devant les exploits de Gérard Côté en 1940, la communauté francophone du Québec ne sait pas de quelle façon honorer cet athlète qui s'est vu décerner le trophée Lou-Marsh pour 1940. À l'initiative du journaliste William « Bill » Brosseau, ce trophée fut créé en 1941, en l'honneur de Joseph Cattarinich, pour être remis au meilleur athlète canadien français. Il fut créé grâce à l'accord de sa veuve, Mme Blanche Vermette. Le premier récipiendaire de ce trophée fut le marathonien Gérard Côté. Le trophée lui est remis le 8 février 1941 lors d'une soirée historique qui réunit pour une des premières fois le gratin sportif du Québec.
Au début des années 1960, le trophée fut acquis et restauré par les Canadiens pour être décerné au joueur le plus utile de la saison. Il fut dans l'équipe de 1963 à 1975. Le trophée fut vendu en février 2009 par la maison d'encan Classic Auctions  de Delson au Québec.
La liste des récipiendaires :
- 1963-1964 : Jean Béliveau
- 1964-1965 : Claude Provost
- 1965-1966 : Lorne Gump Worsley
- 1966-1967 : Yvan Cournoyer
- 1967-1968 : Hector Blake
- 1968-1969 : Henri Richard
- 1969-1970 : John Ferguson
- 1970-1971 : Guy Lafleur
- 1971-1972 : Ken Dryden
- 1972-1973 : Henri Richard
- 1973-1974 : Guy Lafleur
- 1974-1975 : Guy Lafleur

#### Coupe Molson
Le nom du trophée tire son origine des brasseries Molson, principaux commanditaires de l’équipe depuis 1957, lors de l’acquisition du club la première fois par Hartland Molson. La compagnie Molson resta associée aux Canadiens malgré le changement de propriétaire dans les années 1970, d’autant plus qu’elle était commanditaire de l’émission La Soirée du hockey de Radio-Canada.
La Coupe Molson est remise au joueur ayant amassé le plus de points au classement des trois étoiles établi à la fin de chaque match. Chaque première étoile donne cinq points au classement, chaque deuxième étoile en donne trois et chaque troisième étoile en donne un. En cas d’égalité, le joueur qui aura amassé le plus de premières étoiles sera le vainqueur.
Les joueurs ayant obtenu le plus grand nombre de Coupes Molson en carrière sont :
- Carey Price (9)
- Guy Lafleur (7)
- Patrick Roy (4)
- José Théodore (4)

La liste des récipiendaires est la suivante :
- 1973 - Ken Dryden
- 1974 - Wayne Thomas
- 1975 - Guy Lafleur
- 1976 - Guy Lafleur
- 1977 - Guy Lafleur
- 1978 - Guy Lafleur
- 1979 - Guy Lafleur
- 1980 - Guy Lafleur
- 1981 - Larry Robinson
- 1982 - Guy Lafleur
- 1983 - Mario Tremblay
- 1984 - Guy Carbonneau
- 1985 - Steve Penney
- 1986 - Mats Näslund
- 1987 - Mats Näslund
- 1988 - Stéphane Richer
- 1989 - Patrick Roy
- 1990 - Stéphane Richer
- 1991 - Russ Courtnall
- 1992 - Patrick Roy
- 1993 - Kirk Muller
- 1994 - Patrick Roy
- 1995 - Patrick Roy
- 1996 - Pierre Turgeon
- 1997 - Mark Recchi
- 1998 - Mark Recchi
- 1999 - Jeff Hackett
- 2000 - Jeff Hackett
- 2001 - José Théodore
- 2002 - José Théodore
- 2003 - José Théodore
- 2004 - José Théodore
- 2005 - Année du lock-out, aucun récipiendaire
- 2006 - Saku Koivu
- 2007 - Cristobal Huet
- 2008 - Alekseï Kovaliov
- 2009 - Carey Price
- 2010 - Jaroslav Halák
- 2011 - Carey Price
- 2012 - Carey Price
- 2013 - Carey Price
- 2014 - Carey Price
- 2015 - Carey Price
- 2016 - Alexander Galchenyuk
- 2017 - Carey Price
- 2018 - Brendan Gallagher
- 2019 - Carey Price
- 2020 - Carey Price
- 2021 - non remis[Note 11]
- 2022 - Nicholas Suzuki

#### Trophée Jacques-Beauchamp
Jacques Beauchamp était un journaliste, pionnier du défunt journal Montréal-Matin et un des fondateurs du Journal de Montréal. Il reçut une offre pour prendre en charge la section des sports. Ayant toujours été affecté à la couverture des Canadiens et étant très près de l’organisation, Beauchamp a même l’occasion de signer un contrat avec l’organisation à titre de gardien substitut à Jacques Plante en 1959. Il participe régulièrement aux entraînements de l’équipe mais il n'est jamais appelé à remplacer Plante durant de vrais matchs. Il est un des premiers journalistes de la presse écrite admis au Temple de la Renommée en 1984.
Le trophée Jacques-Beauchamp est remis au joueur ayant joué un rôle déterminant dans les succès de l’équipe sans en retirer d’honneur particulier. Le récipiendaire est désigné par un vote des journalistes sportifs de Montréal.
Les joueurs ayant obtenu le plus grand nombre de trophées Jacques-Beauchamp en carrière sont :
- Craig Ludwig (3)
- Mike McPhee (3)
- Benoît Brunet (2)
- Mark Streit (2)
- Josh Gorges (2)
- Paul Byron (2)
- Phillip Danault (2)

La liste des récipiendaires est la suivante :
- 1982 - Doug Jarvis
- 1983 - Craig Ludwig
- 1984 - Jean Hamel
- 1985 - Craig Ludwig
- 1986 - Craig Ludwig
- 1987 - Rick Green
- 1988 - Mike McPhee
- 1989 - Petr Svoboda
- 1990 - Mike McPhee
- 1991 - Mike McPhee
- 1992 - Brent Gilchrist
- 1993 - Mike Keane
- 1994 - Lyle Odelein
- 1995 - Benoît Brunet
- 1996 - Peter Popovic
- 1997 - Stéphane Quintal
- 1998 - Patrice Brisebois et Marc Bureau
- 1999 - Benoît Brunet
- 2000 - Eric Weinrich
- 2001 - Oleg Petrov
- 2002 - Joé Juneau
- 2003 - Jan Bulis
- 2004 - Francis Bouillon
- 2005 - Année du lock-out, aucun récipiendaire
- 2006 - Steve Bégin
- 2007 - Mark Streit[127]
- 2008 - Mark Streit[128]
- 2009 - Maxim Lapierre[129]
- 2010 - Josh Gorges[130]
- 2011 - Roman Hamrlík
- 2012 - Josh Gorges
- 2013 - Brandon Prust
- 2014 - Brian Gionta
- 2015 - Dale Weise
- 2016 - Paul Byron
- 2017 - Phillip Danault
- 2018 - Paul Byron[131]
- 2019 - Phillip Danault
- 2021 - Jake Allen[132]
- 2022 - Aleksandr Romanov[133]
- 2023 - David Savard[134]
- 2024 - David Savard[135]
- 2025 - Josh Anderson[136]

#### Trophée Jean-Béliveau
Jean Béliveau a commencé sa carrière à titre de joueur avec les Canadiens en 1953 et y passe plus de dix-huit saisons. Au cours de sa carrière, le « Gros Bill » a remporté la Coupe Stanley à dix reprises, le trophée Hart deux fois (en 1956 et 1964) et le trophée Conn-Smythe, dont il est le tout premier récipiendaire, une fois (en 1965). Ce joueur extrêmement talentueux sera sélectionné à quatorze occasions pour participer au Match des étoiles de la Ligue nationale de hockey en plus d’obtenir onze sélections sur l’une ou l’autre des équipes d’étoiles partantes.
Il a été capitaine des Canadiens de 1961 à 1971 ce qui fait de lui le plus longtemps en poste avec l’équipe jusqu’à aujourd’hui. Quelques mois après sa retraite, son chandail (le numéro 4) a été retiré par l’organisation. Béliveau fut vice-président des opérations hockey avec le CH. Il s’est retiré de cette fonction en 1993 pour devenir ambassadeur de l’équipe.
Ayant actuellement plus de cinquante années d’association avec les Canadiens de Montréal et ayant toujours été un symbole de respect, le Club de hockey Canadien a décidé de nommer un trophée de l’organisation à son nom. Pour choisir un gagnant, un comité de sélection composé des membres du conseil d’administration de la fondation du Club de hockey Canadien pour l’enfance se réunit pour évaluer le niveau d’engagement communautaire de chacun des joueurs, peu importe que cet engagement soit au Québec ou non. En plus de remporter le trophée, le gagnant reçoit la somme de 25 000 dollars qu’il peut verser à un organisme de bienfaisance québécois qui appuie la cause des enfants.
Le trophée Jean-Béliveau est remis au joueur des Canadiens de Montréal s’étant démarqué le plus par son engagement communautaire. Sa première attribution s’est faite durant la saison 2004-2005. Ce trophée est remis annuellement en septembre.
Les joueurs ayant obtenu le trophée Jean-Béliveau sont :
- 2005 - Saku Koivu
- 2006 - Année suivant le lock-out, aucun récipiendaire
- 2007 - Francis Bouillon
- 2008 - Alekseï Kovaliov
- 2009 - Patrice Brisebois
- 2010 - Maxim Lapierre
- 2011 - Michael Cammalleri
- 2013 - Brian Gionta
- 2016 - Pernell Karl Subban
- 2017 - Max Pacioretty
- 2018 - Brendan Gallagher
- 2019 - Shea Weber
- 2021 - Jonathan Drouin
- 2022 - Jake Allen
- 2023 - Mike Matheson[137]

### Première équipe d'étoiles
Liste de la première équipe d'étoiles regroupant les meilleurs joueurs de la saison
- 1930-1931 : Howie Morenz et Aurèle Joliat
- 1931-1932 : Howie Morenz
- 1936-1937 : Babe Siebert
- 1937-1938 : Babe Siebert
- 1938-1939 : Toe Blake
- 1939-1940 : Toe Blake
- 1943-1944 : Bill Durnan et Dick Irvin (entraîneur)
- 1944-1945 : Bill Durnan, Émile Bouchard, Elmer Lach, Maurice Richard, Toe Blake et Dick Irvin (entraîneur)
- 1945-1946 : Bill Durnan, Émile Bouchard, Maurice Richard et Dick Irvin (entraîneur)
- 1946-1947 : Bill Durnan, Ken Reardon, Émile Bouchard et Maurice Richard
- 1947-1948 : Elmer Lach et Maurice Richard
- 1948-1949 : Bill Durnan et Maurice Richard
- 1949-1950 : Bill Durnan, Ken Reardon et Maurice Richard
- 1951-1952 : Doug Harvey et Elmer Lach
- 1952-1953 : Doug Harvey
- 1953-1954 : Doug Harvey et Ken Mosdell
- 1954-1955 : Doug Harvey, Jean Béliveau et Maurice Richard
- 1955-1956 : Jacques Plante, Doug Harvey, Jean Béliveau et Maurice Richard
- 1956-1957 : Doug Harvey et Jean Béliveau
- 1957-1958 : Doug Harvey, Henri Richard et Dickie Moore
- 1958-1959 : Jacques Plante, Tom Johnson, Jean Béliveau et Dickie Moore
- 1959-1960 : Doug Harvey et Jean Béliveau
- 1960-1961 : Doug Harvey, Jean Béliveau et Bernard Geoffrion
- 1961-1962 : Jacques Plante et Jean-Guy Talbot
- 1964-1965 : Jacques Laperrière et Claude Provost
- 1965-1966 : Jacques Laperrière
- 1967-1968 : Gump Worsley
- 1970-1971 : Jean-Claude Tremblay
- 1972-1973 : Ken Dryden, Guy Lapointe et Frank Mahovlich
- 1974-1975 : Guy Lafleur
- 1975-1976 : Ken Dryden et Guy Lafleur
- 1976-1977 : Ken Dryden, Larry Robinson, Guy Lafleur et Steve Shutt
- 1977-1978 : Ken Dryden et Guy Lafleur
- 1978-1979 : Ken Dryden, Larry Robinson et Guy Lafleur
- 1979-1980 : Larry Robinson et Guy Lafleur
- 1988-1989 : Patrick Roy et Chris Chelios
- 1989-1990 : Patrick Roy
- 1991-1992 : Patrick Roy
- 1994-1995 : John Leclair (Mtl et Phi)
- 2012-2013 : P. K. Subban
- 2014-2015 : Carey Price et P. K. Subban

### Deuxième équipe d'étoiles
La deuxième équipe d'étoiles de la LNH
- 1930-1931 : Sylvio Mantha
- 1931-1932 : Sylvio Mantha et Aurèle Joliat
- 1932-1933 : Howie Morenz
- 1933-1934 : Aurèle Joliat
- 1934-1935 : Aurèle Joliat
- 1935-1936 : Wilf Cude
- 1936-1937 : Wilf Cude et Cecil Hart (entraîneur)
- 1937-1938 : Toe Blake
- 1940-1941 : Dick Irvin (entraîneur)
- 1943-1944 : Émile Bouchard, Elmer Lach et Maurice Richard
- 1944-1945 : Glen Harmon
- 1945-1946 : Ken Reardon, Elmer Lach et Toe Blake
- 1947-1948 : Ken Reardon
- 1948-1949 : Glen Harmon et Ken Reardon
- 1950-1951 : Maurice Richard
- 1951-1952 : Maurice Richard
- 1952-1953 : Gerry McNeil, Maurice Richard et Bert Olmstead
- 1953-1954 : Maurice Richard
- 1954-1955 : Ken Mosdell et Bernard Geoffrion
- 1955-1956 : Tom Johnson et Bert Olmstead
- 1956-1957 : Jacques Plante et Maurice Richard
- 1957-1958 : Jacques Plante et Jean Béliveau
- 1958-1959 : Doug Harvey et Henri Richard
- 1959-1960 : Jacques Plante et Bernard Geoffrion
- 1960-1961 : Henri Richard et Dickie Moore
- 1962-1963 : Henri Richard
- 1963-1964 : Charlie Hodge, Jacques Laperrière et Jean Béliveau
- 1964-1965 : Charlie Hodge
- 1965-1966 : Gump Worsley, Jean Béliveau et Bobby Rousseau
- 1967-1968 : Jean-Claude Tremblay
- 1968-1969 : Ted Harris, Jean Béliveau et Yvan Cournoyer
- 1969-1970 : Jacques Laperrière
- 1970-1971 : Yvan Cournoyer
- 1971-1972 : Ken Dryden et Yvan Cournoyer
- 1972-1973 : Yvan Cournoyer
- 1974-1975 : Guy Lapointe
- 1975-1976 : Guy Lapointe
- 1976-1977 : Guy Lapointe
- 1977-1978 : Larry Robinson et Steve Shutt
- 1978-1979 : Serge Savard
- 1979-1980 : Steve Shutt
- 1980-1981 : Larry Robinson
- 1981-1982 : Brian Engblom (en)
- 1985-1986 : Larry Robinson et Mats Naslund
- 1987-1988 : Patrick Roy
- 1990-1991 : Patrick Roy
- 2001-2002 : José Théodore
- 2007-2008 : Alekseï Kovaliov

### Équipe des recrues
Liste des joueurs recrues-étoiles de la LNH
- 1982-1983 : Dan Daoust (Mtl et Tor) et Mats Naslund
- 1984-1985 : Steve Penney et Chris Chelios
- 1985-1986 : Patrick Roy et Kjell Dahlin
- 1991-1992 : Gilbert Dionne
- 1993-1994 : Oleg Petrov
- 2003-2004 : Michael Ryder
- 2007-2008 : Carey Price
- 2010-2011 : P. K. Subban
- 2012-2013 : Brendan Gallagher
- 2019-2020 : Nick Suzuki

## Livre des records
Liste des records de la franchise.

### Records LNH
- Plus grand nombre de Coupes Stanley gagnées (24 coupes)
- Plus de Coupes Stanley gagnées consécutivement (5 coupes de 1955-1956 à 1959-1960)
- Plus grand nombre de finales de la Coupe Stanley atteintes consécutivement (10 de 1951 à 1960)
- Plus grand nombre de buts dans la LNH marqués en une rencontre (16 buts) (3 mars 1920)
- Le gain avec la plus grande différence dans l’histoire de l’équipe (16-3 contre les Bulldogs de Québec, 13 buts de différence) (3 mars 1920)
- Plus de blanchissages en une saison dans la LNH (22 blanchissages en 1928-1929)
- Le moins de parties perdues dans la LNH (8 en 1976-1977 pour 70 parties ou plus)
- Plus longue série consécutive sans défaite à domicile dans la LNH (34), du 1er novembre 1976 au 2 avril 1977 (28 victoires, 6 matchs nuls)
- Plus longue série consécutive sans défaite à l'étranger dans la LNH (23), du 27 novembre 1974 au 12 mars 1975 (14 victoires, 9 matchs nuls)
- Le plus de buts par les deux équipes en un match (21 buts), lors de la victoire des Canadiens 14-7 contre les St. Pats de Toronto, le 10 janvier 1920 (à égalité avec les Oilers d'Edmonton et Black Hawks de Chicago, 12-9 le 11 décembre 1985)
- Le moins de buts contre alloués : 131 buts alloués en 1955-1956 (70 parties jouées)
- Plus de victoires consécutives par une équipe en une saison éliminatoire : 11 (1993), à égalité avec les Black Hawks et les Penguins de Pittsburgh
- Plus grand nombre de matchs 7 gagnés en séries éliminatoires dans l'histoire de la LNH : 15 (sur 24 matchs, à égalité avec les Boston Bruins, 15 sur 28)

### Records d'équipe
- Plus grand nombre de points en une saison (132 points en 1976-1977)
- Plus grand nombre de victoires en une saison (60 victoires en 1976-1977)
- Plus grand nombre de matchs nuls en une saison (23 matchs nuls en 1962-1963)
- Le plus de défaites (49 en 2021-2022)
- Le plus de buts pour (387 buts comptés en 1976-1977)
- Le plus de buts contre (319 buts alloués en 2021-2022)
- Le moins de points (55 points en 2021-2022 pour 70 parties ou plus)
- Le moins de victoires (22 victoires en 2021-2022 pour 70 parties ou plus)
- Le moins de matchs nuls (5 matchs nuls en 1983-1984 pour 70 parties ou plus)
- Le moins de buts pour (155 buts comptés en 1952-1953 pour 70 parties ou plus)
- Le moins de buts contre dans la LNH (131 buts alloués en 1955-1956 pour 70 parties ou plus)
- Plus de minutes de pénalités en une saison (1 847 minutes de pénalités en 1995-1996)
- Plus longue série consécutive de victoires en tout (12), du 6 janvier au 3 février 1968
- Plus longue série consécutive de victoires à domicile (13), du 2 novembre 1943 au 8 janvier 1944 et du 30 janvier au 26 mars 1977
- Plus longue série consécutive de victoires à l'étranger (8), du 18 décembre 1977 au 18 janvier 1978 et du 21 janvier au 21 février 1982
- Plus longue série consécutive sans défaite en tout (28), du 18 décembre 1977 au 23 février 1978 (23 victoires, 5 matchs nuls)
- Plus longue série consécutive de défaites en tout (12), du 13 février au 13 mars 1926
- Plus longue série consécutive de défaites à domicile (7), du 16 décembre 1939 au 18 janvier 1940 et du 28 octobre au 25 novembre 2000
- Plus longue série consécutive de défaites à l'étranger (10), du 16 janvier au 13 mars 1926
- Plus longue série consécutive sans victoire en tout (12), du 13 février au 13 mars 1926 (12 défaites) et du 28 novembre au 29 décembre 1935 (8 défaites et 4 matchs nuls)
- Plus longue série consécutive sans victoire à domicile (15), du 16 décembre 1939 au 7 mars 1940 (12 défaites et 3 matchs nuls)
- Plus longue série consécutive sans victoire à l'étranger (12), du 26 novembre 1933 au 28 janvier 1934 (8 défaites et 4 matchs nuls) et du 20 octobre au 13 décembre 1951 (8 défaites et 4 matchs nuls)
- Plus de défaites en prolongation dans une série éliminatoire (4 lors de la finale de 1951 contre les Maple Leafs de Toronto)

### En carrière

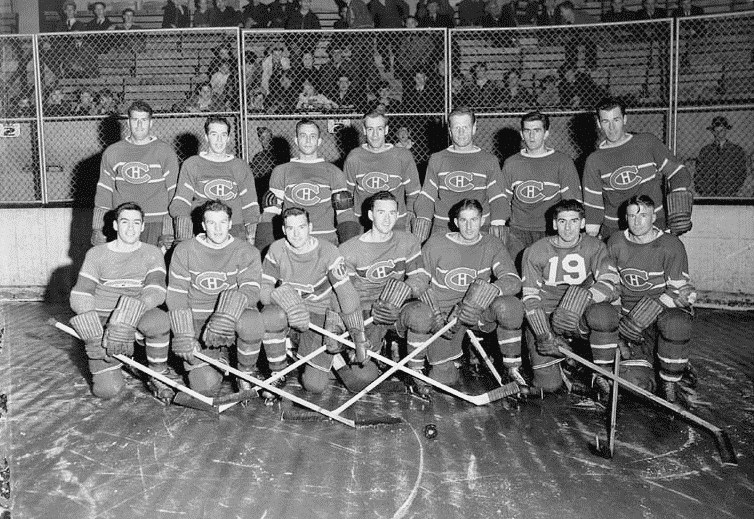
Le Club de hockey Canadien en 1942.

- Plus de saisons : Henri Richard et Jean Béliveau, 20
- Plus de matchs : Henri Richard, 1258
- Plus de buts : Maurice Richard, 544
- Plus d’aides : Guy Lafleur, 728
- Plus de points : Guy Lafleur, 1246 (518B, 728 A)
- Plus de minutes de pénalité : Chris Nilan, 2248
- Plus de jeux blancs : George Hainsworth, 75
- Plus de matches consécutifs : Doug Jarvis, 560 (8 octobre 1975 au 4 avril 1982)
- Plus de Coupes Stanley : Henri Richard, 11
- Plus de victoires : Carey Price, 360 et 43 en séries.

### En une saison
- Plus de buts : Steve Shutt et Guy Lafleur, 60 (1976-1977, 1977-1978)
- Plus de buts (défenseur) : Guy Lapointe, 28 (1974-1975)
- Plus de buts (avantage numérique, défenseur) : Sheldon Souray, 19 (2006-2007)
- Plus d’aides : Pete Mahovlich, 82 (1974-1975)
- Plus de points : Guy Lafleur, 136 (56B, 80 A) (1976-1977)
- Plus de points (défenseur) : Larry Robinson, 85 (19B, 66 A) (1976-1977)
- Plus de points (centre) : Pete Mahovlich, 117 (35B, 82 A) (1974-1975)
- Plus de points (ailier droit) : Guy Lafleur, 136 (56B, 80 A) (1976-1977)
- plus de points (ailier gauche) : Mats Näslund, 110 (43B, 67 A) (1985-1986)
- Plus de points (recrue) : Mats Näslund et Kjell Dahlin, 71 (26B, 45 A) ; (32B, 39 A) (1982-1983 ; 1985-1986)
- Plus de minutes de pénalité : Chris Nilan, 358 (1984-1985)
- Plus de victoires : Carey Price, 44 (2014-2015)
- Plus de jeux blancs : George Hainsworth, 22 (1928-1929)

### En un match
- Plus de buts : Newsy Lalonde, 6 (10 janvier 1920) et (10 janvier 1914)
- Plus d’aides : Elmer Lach, 6 (6 février 1943)
- Plus de points : Maurice Richard et Bert Olmstead, 8 (5B, 3 A) ; (4B, 4 A) (28 décembre 1944) ; (9 janvier 1954)
- Plus grand nombre d'arrêts en un match disputé en temps réglementaire en séries : Jaroslav Halák 53 (26 avril 2010)

### Meilleurs pointeurs
Cette section présente les statistiques des joueurs ayant dépassé le plafond des 500 points en carrière. Les statistiques ne concernent que les points récoltés avec les Canadiens de Montréal et celles inscrites en gras sont celles des meilleurs pour chaque total.
| Joueur             | PJ    | B   | A   | Pts   |
| ------------------ | ----- | --- | --- | ----- |
| Lafleur, Guy       | 961   | 518 | 728 | 1 246 |
| Béliveau, Jean     | 1 125 | 507 | 712 | 1 219 |
| Richard, Henri     | 1 258 | 358 | 688 | 1 046 |
| Richard, Maurice   | 978   | 544 | 422 | 966   |
| Robinson, Larry    | 1 202 | 197 | 686 | 883   |
| Cournoyer, Yvan    | 968   | 428 | 435 | 863   |
| Lemaire, Jacques   | 853   | 366 | 469 | 835   |
| Shutt, Steve       | 871   | 408 | 368 | 776   |
| Geoffrion, Bernard | 766   | 371 | 388 | 759   |
| Koivu, Saku        | 792   | 191 | 450 | 641   |
| Lach, Elmer        | 664   | 215 | 408 | 623   |
| Näslund, Mats      | 617   | 243 | 369 | 612   |
| Plekanec, Tomas    | 984   | 233 | 373 | 606   |
| Moore, Dickie      | 654   | 254 | 339 | 593   |
| Provost, Claude    | 1 005 | 254 | 335 | 589   |
| Tremblay, Mario    | 852   | 258 | 326 | 584   |
| Lapointe, Guy      | 777   | 166 | 406 | 572   |
| Markov, Andreï     | 990   | 119 | 453 | 572   |
| Mahovlich, Peter   | 581   | 223 | 346 | 569   |
| Carbonneau, Guy    | 912   | 221 | 326 | 547   |
| Blake, Toe         | 569   | 235 | 292 | 527   |
| Rousseau, Bobby    | 643   | 200 | 322 | 522   |
| Backstrom, Ralph   | 844   | 215 | 287 | 502   |
| Gainey, Bob        | 1160  | 239 | 262 | 501   |

## Les personnalités de l'équipe

### Joueurs

#### Joueurs actuels
Cette section présente l'ensemble des joueurs de la formation des Canadiens de Montréal. Les joueurs sont classés selon l'ordre suivant : gardiens de but, défenseurs puis attaquants.
| No    | Nom                   | Nat. | Position             | Arrivée                         | Salaire        |
| ----- | --------------------- | ---- | -------------------- | ------------------------------- | -------------- |
| +035, | Samuel Montembeault   |      | Gardien de but       | 2021 - Ballottage               | +03 150 000, $ |
| +075, | Jakub Dobeš           |      | Gardien de but       | 2020 - Repêchage                | +00965 000, $  |
| -     | Marc Del Gaizo        |      | Défenseur            | 2025 - Agent libre              | +00775 000, $  |
| +008, | Mike Matheson – A     |      | Défenseur            | 2022 - Penguins de Pittsburgh   | +04 875 000, $ |
| +021, | Kaiden Guhle          |      | Défenseur            | 2020 - Repêchage                | +05 500 000, $ |
| +045, | Alexandre Carrier     |      | Défenseur            | 2024 - Predators de Nashville   | +03 750 000, $ |
| +048, | Lane Hutson           |      | Défenseur            | 2022 - Repêchage                | +00950 000, $  |
| +053, | Noah Dobson           |      | Défenseur            | 2025 - Islanders de New York    | +09 500 000, $ |
| +072, | Arber Xhekaj          |      | Défenseur            | 2021 - Agent libre              | +01 300 000, $ |
| -     | Samuel Blais          |      | Ailier               | 2025 - Agent libre              | +00775 000, $  |
| +011, | Brendan Gallagher – A |      | Ailier droit         | 2010 - Repêchage                | +06 500 000, $ |
| +013, | Cole Caufield         |      | Ailier gauche        | 2019 - Repêchage                | +07 850 000, $ |
| +014, | Nick Suzuki – C       |      | Centre               | 2018 - Golden Knights de Vegas  | +07 875 000, $ |
| +015, | Alex Newhook          |      | Centre               | 2023 - Avalanche du Colorado    | +02 900 000, $ |
| +017, | Josh Anderson         |      | Ailier droit         | 2020 - Blue Jackets de Columbus | +05 500 000, $ |
| +020, | Juraj Slafkovský      |      | Ailier gauche        | 2022 - Repêchage                | +07 600 000, $ |
| +071, | Jake Evans            |      | Centre               | 2014 - Repêchage                | +02 850 000, $ |
| +076, | Zachary Bolduc        |      | Centre/Ailier gauche | 2025 - Blues de Saint-Louis     | +00863 334, $  |
| +077, | Kirby Dach            |      | Centre               | 2022 - Blackhawks de Chicago    | +03 362 500, $ |
| +091, | Oliver Kapanen        |      | Centre               | 2021 - Repêchage                | +00925 000, $  |
| +092, | Patrik Laine          |      | Ailier gauche        | 2024 - Blue Jackets de Columbus | +08 700 000, $ |
| +093, | Ivan Demidov          |      | Ailier droit/Centre  | 2024 - Repêchage                | +00940 833, $  |

#### Les capitaines
Cette liste répertorie tous les capitaines de l'histoire des Canadiens depuis 1909.
- 1909-1910 : Jean-Baptiste Laviolette
- 1910-1911 : Édouard Lalonde
- 1911-1912 : Jean-Baptiste Laviolette
- 1912-1913 : Édouard Lalonde
- 1913-1915 : James Gardner
- 1915-1916 : Howard McNamara
- 1916-1922 : Édouard Lalonde
- 1922-1925 : Sprague Cleghorn
- 1925-1926 : Wilfrid Coutu
- 1926-1932 : Sylvio Mantha
- 1932-1933 : George Hainsworth
- 1933-1936 : Sylvio Mantha
- 1936-1939 : Albert Siebert
- 1939-1940 : Walter Buswell
- 1940-1948 : Hector Blake
- 1948 : William Durnan
- 1948-1956 : Émile Bouchard
- 1956-1960 : Maurice Richard
- 1960-1961 : Douglas Harvey

- 1961-1971 : Jean Béliveau
- 1971-1975 : Henri Richard
- 1975-1979 : Yvan Cournoyer
- 1979-1981 : Serge Savard
- 1981-1989 : Robert Gainey
- 1989-1990 : Chris Chelios (co-capitaine avec Guy Carbonneau)
- 1989-1994 : Guy Carbonneau
- 1994-1995 : Kirk Muller
- 1995-1995 : Michael Keane
- 1995-1996 : Pierre Turgeon
- 1996-1999 : Vincent Damphousse
- 1999-2009 : Saku Koivu
- 2009-2010 : aucun
- 2010-2014 : Brian Gionta
- 2014-2015 : aucun
- 2015-2018 : Maximillian Pacioretty
- 2018-2022 : Shea Weber
- Depuis 2022 : Nicholas Suzuki

#### Chandails retirés
Les Canadiens de Montréal sont l’équipe de hockey sur glace qui compte le plus grand nombre de chandails retirés officiellement : dix-huit.
| No | Joueur            | Titularisation | Date             |
| -- | ----------------- | -------------- | ---------------- |
| 1  | Jacques Plante    | 1952-1963      | 7 octobre 1995   |
| 2  | Doug Harvey       | 1947-1961      | 26 octobre 1985  |
| 3  | Émile Bouchard    | 1941-1956      | 4 décembre 2009  |
| 4  | Jean Béliveau     | 1950-1971      | 9 octobre 1971   |
| 5  | Bernard Geoffrion | 1950-1964      | 11 mars 2006     |
| 5  | Guy Lapointe      | 1968-1982      | 8 novembre 2014  |
| 7  | Howie Morenz      | 1923-1937      | 2 novembre 1937  |
| 9  | Maurice Richard   | 1942-1960      | 6 octobre 1960   |
| 10 | Guy Lafleur       | 1971-1985      | 16 février 1985  |
| 12 | Dickie Moore      | 1951-1963      | 12 novembre 2005 |
| 12 | Yvan Cournoyer    | 1963-1979      | 12 novembre 2005 |
| 16 | Henri Richard     | 1955-1975      | 10 décembre 1975 |
| 16 | Elmer Lach        | 1940-1954      | 4 décembre 2009  |
| 18 | Serge Savard      | 1966-1981      | 18 novembre 2006 |
| 19 | Larry Robinson    | 1972-1989      | 19 novembre 2007 |
| 23 | Bob Gainey        | 1973-1989      | 23 février 2008  |
| 29 | Ken Dryden        | 1970-1979      | 29 janvier 2007  |
| 33 | Patrick Roy       | 1984-1995      | 22 novembre 2008 |

Note : le chandail no 99 de Wayne Gretzky a été retiré pour toutes les équipes de la LNH lors du 50e Match des étoiles le 6 février 2000.

#### Choix de premier tour
Chaque année et depuis 1963, les joueurs des ligues juniors ont la possibilité de signer des contrats avec les franchises des ligues majeures. Cette section présente par année le ou les choix de premier tour lors des repêchages des Canadiens.
| Année | Nom du joueur                                                         | Rang              | Équipe mineure (ligue) |
| ----- | --------------------------------------------------------------------- | ----------------- | --- |
| 1963  | Garry Monahan                                                         | 1er               | équipe junior de St.Michael's |
| 1964  | Claude Chagnon                                                        | 6e                | équipe midget de Rosemont |
| 1965  | Pierre Bouchard                                                       | 5e                | St-Vincent de Paul Jr. B |
| 1966  | Phil Myre                                                             | 5e                | Bruins de Shawinigan (LHJQ) |
| 1967  | Elgin McCann                                                          | 8e                | Red Wings de Weyburn (LHJS) |
| 1968  | Michel Plasse Roger Belisle Jim Pritchard                             | 1er 2e 3e         | Rangers de Drummondville (LHJMQ) Castors de Montréal-Nord Jets de Winnipeg (LHOC)                                                              |
| 1969  | Réjean Houle Marc Tardif                                              | 1er 2e            | Canadien junior de Montréal (AHO) Canadien junior de Montréal (AHO)                                                                            |
| 1970  | Ray Martyniuk Chuck Lefley                                            | 5e 6e             | Bombers de Flin-Flon (LHOC) Wheat Kings de Brandon (LHOC)                                                                                      |
| 1971  | Guy Lafleur Chuck Arnason Murray Wilson                               | 1er 7e 11e        | Remparts de Québec (LHJMQ) Bombers de Flin-Flon (LHOC) 67's d'Ottawa (AHO)                                                                     |
| 1972  | Steve Shutt Michel Larocque Dave Gardner John Van Boxmeer             | 4e 6e 8e 14e      | Marlboros de Toronto (AHO) 67's d'Ottawa (AHO) Marlboros de Toronto(AHO) CMC's de Guelph (SOJHL)                                               |
| 1973  | Bob Gainey                                                            | 8e                | Petes de Peterborough (AHO) |
| 1974  | Cam Connor Doug Risebrough Rick Chartraw Mario Tremblay Gord McTavish | 5e 7e 10e 12e 15e | Bombers de Flin-Flon (LHOC) Rangers de Kitchener (AHO) Rangers de Kitchener (AHO) Bleu-Blanc-Rouge de Montréal (LHJMQ) Wolves de Sudbury (AHO) |
| 1975  | Robin Sadler Pierre Mondou                                            | 9e 15e            | Oil Kings d'Edmonton (LHOC) Bleu-Blanc-Rouge de Montréal (LHJMQ)                                                                               |
| 1976  | Peter Lee Rod Schutt Bruce Baker                                      | 12e 13e 18e       | 67 d'Ottawa (AHO) Wolves de Sudbury (AHO) 67 d'Ottawa (AHO)                                                                                    |
| 1977  | Mark Napier Norm Dupont                                               | 10e 18e           | Bulls de Birmingham (AMH) Juniors de Montréal (LHJMQ)                                                                                          |
| 1978  | Dan Geoffrion Dave Hunter                                             | 8e 17e            | Royals de Cornwall (LHJMQ) Wolves de Sudbury (AHO)                                                                                             |
| 1980  | Doug Wickenheiser                                                     | 1er               | Pats de Regina (LHOu) |
| 1981  | Mark Hunter Gilbert Delorme Jan Ingman                                | 7e 18e 19e        | Alexanders de Brantford (LHO) Saguenéens de Chicoutimi (LHJMQ) Farjestads BK (Elitserien)                                                      |
| 1982  | Alain Heroux                                                          | 19e               | Saguenéens de Chicoutimi (LHJMQ) |
| 1983  | Alfie Turcotte                                                        | 17e               | Winterhawks de Portland (LHOu) |
| 1984  | Petr Svoboda Shayne Corson                                            | 5e 8e             | CHZ Litvinov (1. liga) Alexanders de Brantford (LHO)                                                                                           |
| 1985  | José Charbonneau Tom Chorske                                          | 12e 16e           | Voltigeurs de Drummondville (LHJMQ) Minneapolis Southwest (MSHSL)                                                                              |
| 1986  | Mark Pederson                                                         | 15e               | Tigers de Medicine Hat (LHOu) |
| 1987  | Andrew Cassels                                                        | 17e               | 67 d'Ottawa (LHO) |
| 1988  | Éric Charron                                                          | 20e               | Draveurs de Trois-Rivières (LHJMQ) |
| 1989  | Lindsay Vallis                                                        | 13e               | Thunderbirds de Seattle (LHOu) |
| 1990  | Turner Stevenson                                                      | 12e               | Thunderbirds de Seattle (LHOu) |
| 1991  | Brent Bilodeau                                                        | 17e               | Thunderbirds de Seattle (LHOu) |
| 1992  | David Wilkie                                                          | 20e               | Blazers de Kamloops (LHOu) |
| 1993  | Saku Koivu                                                            | 21e               | TPS (SM-liiga) |
| 1994  | Brad Brown                                                            | 18e               | Centennials de North Bay (LHO) |
| 1995  | Terry Ryan                                                            | 8e                | Americans de Tri-City (LHOu) |
| 1996  | Matt Higgins                                                          | 18e               | Warriors de Moose Jaw (LHOu) |
| 1997  | Jason Ward                                                            | 11e               | Otters d'Érié (LHO) |
| 1998  | Éric Chouinard                                                        | 16e               | Remparts de Québec (LHJMQ) |
| 2000  | Ron Hainsey Marcel Hossa                                              | 13e 16e           | Université de Lowell (NCAA) Winterhawks de Portland (LHOu)                                                                                     |
| 2001  | Mike Komisarek Aleksandr Perejoguine                                  | 7e 25e            | Université du Michigan (NCAA) Avangard Omsk (Superliga)                                                                                        |
| 2002  | Chris Higgins                                                         | 14e               | Université Yale (NCAA) |
| 2003  | Andrei Kostitsyn                                                      | 10e               | CSKA Moscou (Superliga) |
| 2004  | Kyle Chipchura                                                        | 18e               | Raiders de Prince Albert (LHOu) |
| 2005  | Carey Price                                                           | 5e                | Americans de Tri-City (LHOu) |
| 2006  | David Fischer                                                         | 20e               | Apple Valley High School (MSHSL) |
| 2007  | Ryan McDonagh Max Pacioretty                                          | 12e 22e           | Cretin Derham Hall (MSHSL) Musketeers de Sioux City (USHL)                                                                                     |
| 2009  | Louis Leblanc                                                         | 18e               | Lancers d'Omaha (USHL) |
| 2010  | Jarred Tinordi                                                        | 22e               | Équipe des États-Unis des moins de 18 ans (USHL)                                                                                               |
| 2011  | Nathan Beaulieu                                                       | 17e               | Sea Dogs de Saint-Jean (LHJMQ) |
| 2012  | Alex Galchenyuk                                                       | 3e                | Sting de Sarnia (LHO) |
| 2013  | Michael McCarron                                                      | 25e               | United States National Development Team (USHL)                                                                                                 |
| 2014  | Nikita Chtcherbak                                                     | 26e               | Blades de Saskatoon (LHOu) |
| 2015  | Noah Juulsen                                                          | 26e               | Silvertips d'Everett (LHOu) |
| 2016  | Mikhaïl Sergatchiov                                                   | 9e                | Spitfires de Windsor (LHO) |
| 2017  | Ryan Poehling                                                         | 25e               | St. Cloud State University (NCAA) |
| 2018  | Jesperi Kotkaniemi                                                    | 3e                | Assat (Liiga) |
| 2019  | Cole Caufield                                                         | 15e               | USNTDP U18 (USHL) |
| 2020  | Kaiden Guhle                                                          | 16e               | Raiders de Prince Albert (LHOu) |
| 2021  | Logan Mailloux                                                        | 31e               | Knights de London (LHO) |
| 2022  | Juraj Slafkovský Filip Mešár                                          | 1er 26e           | TPS (Liiga) HK Poprad (Extraliga slovaque) |
| 2023  | David Reinbacher                                                      | 5e                | Eishockey Club Kloten (NL) |
| 2024  | Ivan Demidov Michael Hage                                             | 5e 21e            | SKA Saint-Pétersbourg (KHL) Steel de Chicago (USHL)                                                                                            |

### Entraîneurs
Depuis sa première saison, l’équipe a vu passer un grand nombre d’entraîneurs. Cette section retrace l’ensemble de ces personnes depuis John Laviolette, premier entraîneur en 1909-1910 et capitaine de l’équipe, à Martin St-Louis, nommé entraîneur chef le 9 février 2022 par Kent Hughes.

#### Avant la LNH
John Laviolette est le premier entraîneur de l’équipe pour la saison 1910 et par la suite trois entraîneurs passent derrière le banc avant que Édouard « Newsy » Lalonde ne devienne en 1915 l’entraîneur de l’équipe. Il sera l’entraîneur de l’équipe le jour de la création de la Ligue nationale de hockey.
- 1910-1911 - Adolphe Lecours
- 1911-1913 - Napoléon Dorval
- 1913-1915 - James Henry « Jimmy » Gardner
- 1915-1921 - Édouard « Newsy » Lalonde

#### Les premiers temps

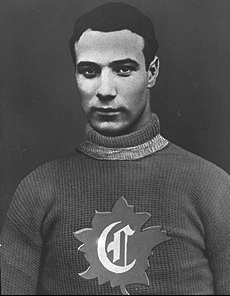
Édouard Lalonde, premier entraîneur des Canadiens dans la LNH.

Cette période comprend les saisons entre 1917 et 1943, période où le nombre d’équipes dans la LNH a beaucoup évolué. Édouard « Newsy » Lalonde est joueur et entraîneur de l’équipe dès le premier match des Canadiens dans la Ligue nationale. En 1920, les Canadiens sont vendus à Joseph Dandurand. L’entente entre les deux hommes n’étant pas au beau fixe, Lalonde est écarté de l’équipe et, par la même occasion, du poste d’entraîneur.
Le nouveau propriétaire devient alors l’entraîneur de l’équipe jusqu’à la fin de la saison 1925-1926. Dandurand embauche alors Cecil Hart comme entraîneur de l’équipe. Il mène les Canadiens à deux coupes Stanley en 1930 et 1931. Après une dispute avec Dandurand alors que les Canadiens sont premiers de la division la saison suivante, il est renvoyé de l’organisation[réf. nécessaire].
Lalonde revient donc à la tête de l’équipe pour la fin de la saison et la saison suivante, puis est épaulé par le président de l’équipe.
Sylvio Mantha remplace les deux hommes en 1935-1936, mais les résultats ne suivent pas. Hart revient au sein de l’organisation pour un peu plus de deux saisons, mais à une trentaine de matchs de la fin de la saison 1938-1939, il est remplacé par Jules Dugal. Les Canadiens sont qualifiés pour les séries éliminatoires, mais perdent au premier tour contre les Red Wings de Détroit.
Pour le remplacer, Albert Siebert, double vainqueur de la Coupe Stanley en 1926 (Maroons de Montréal) et 1933 (Rangers de New York), est employé par les Canadiens. Au cours de l’été qui devait précéder sa première saison, il se noie. Alfred Lépine est alors recruté pour remplacer au pied levé Siebert, mais il ne parvient pas à réaliser une bonne saison et les Canadiens finissent à la dernière place de la ligue. Il est remercié à la fin de la saison 1939-1940.
James Irvin reconstruit alors l’équipe. Irvin était entraîneur depuis 1930 et avait passé une dizaine de saisons derrière le banc des Maple Leafs de Toronto gagnant une fois la Coupe Stanley. Il est engagé sur les conseils de Constantine Smythe. Il reste quinze saisons derrière le banc des Canadiens qui comptent dans leurs rangs Elmer Lach, Douglas Harvey, William Durnan et Maurice Richard, joueurs du début d’une dynastie durant la période des six équipes originales.
| No | Nom              | Premier match    | Dernier match    | Saison régulière | Saison régulière | Saison régulière | Saison régulière | Saison régulière | Saison régulière | Séries éliminatoires | Séries éliminatoires | Séries éliminatoires | Séries éliminatoires | Séries éliminatoires | Remarques                                                                                    |
| No | Nom              | Premier match    | Dernier match    | PJ               | V                | D                | N                | P                | % V              | PJ                   | V                    | D                    | N                    | % V                  | Remarques                                                                                    |
| -- | ---------------- | ---------------- | ---------------- | ---------------- | ---------------- | ---------------- | ---------------- | ---------------- | ---------------- | -------------------- | -------------------- | -------------------- | -------------------- | -------------------- | -------------------------------------------------------------------------------------------- |
| 1  | Édouard Lalonde  | 19 décembre 1917 | 7 mars 1921      | 95               | 51               | 44               | 0                | 102              | 53,7             | 7                    | 5                    | 2                    | 0                    | 71,4                 | Finale de la Coupe Stanley 1917                                                              |
| 2  | Joseph Dandurand | 17 décembre 1921 | 30 mars 1925     | 131              | 64               | 63               | 6                | 134              | 51,1             | 6                    | 5                    | 1                    | 0                    | 83,3                 | Coupe Stanley 1924 Finale de la Coupe Stanley 1925                                           |
| 3  | Cecil Hart       | 28 novembre 1925 | 29 mars 1932     | 268              | 148              | 72               | 48               | 344              | 64,2             | 29                   | 13                   | 12                   | 4                    | 51,7                 | Coupes Stanley 1930 et 1931                                                                  |
| 4  | Édouard Lalonde  | 12 novembre 1932 | 29 décembre 1934 | 112              | 45               | 53               | 14               | 104              | 46,4             | 4                    | 0                    | 2                    | 2                    | 0,0                  |                                                                                              |
| 5  | Joseph Dandurand | 1er janvier 1935 | 26 mars 1935     | 32               | 14               | 15               | 3                | 31               | 48,4             | 2                    | 0                    | 2                    | 0                    | 0,0                  |                                                                                              |
| 6  | Sylvio Mantha    | 12 novembre 1935 | 19 mars 1936     | 48               | 11               | 26               | 11               | 33               | 34,4             | -                    | -                    | -                    | -                    | -                    |                                                                                              |
| 7  | Cecil Hart       | 7 novembre 1936  | 24 janvier 1939  | 126              | 48               | 53               | 25               | -                | 121              | 48,0                 | 8                    | 3                    | 5                    | 37,5                 |                                                                                              |
| 8  | Jules Dugal      | 29 janvier 1939  | 24 mars 1939     | 18               | 9                | 6                | 3                | -                | 21               | 58,3                 | 3                    | 1                    | 2                    | 33,3                 |                                                                                              |
| 9  | Albert Siebert   | Aucun match      | Aucun match      | Aucun match      | Aucun match      | Aucun match      | Aucun match      | Aucun match      | Aucun match      | Aucun match          | Aucun match          | Aucun match          | Aucun match          | Aucun match          | Aucun match                                                                                  |
| 10 | Alfred Lépine    | 5 novembre 1939  | 17 mars 1940     | 48               | 10               | 33               | 5                | 25               | 26,0             | -                    | -                    | -                    | -                    | -                    |                                                                                              |
| 11 | James Irvin      | 3 novembre 1940  | 14 avril 1955    | 896              | 431              | 313              | 152              | 1014             | 56,6             | 115                  | 62                   | 53                   | -                    | 53,9                 | Coupes Stanley 1944, 1946 et 1953 Finales de la Coupe Stanley 1947, 1951, 1952, 1954 et 1955 |

#### La période des six équipes originales
Cette période comprend les saisons 1942 à 1967. Durant ces années, les Canadiens ont gagné dix Coupes Stanley sous la direction de deux entraîneurs différents : James Irvin et Hector « Toe » Blake.
James Irvin quitte son poste à la fin de la saison 1954-1955, à la suite de l’incident communément appelé « l’Émeute Maurice Richard ». En effet, il a alors tendance à développer une tactique de jeux physique, ce qui ne plaît pas beaucoup à l’intérieur de l’organisation de l’équipe. Il est forcé de se retirer après la finale perdue contre les Red Wings de Détroit.
Pour lui succéder, l’ancien ailier de l’équipe Hector Blake est mis en place. Les principales raisons sont qu’il s’exprimait couramment en français et qu’il est un joueur de la même ligne que Maurice Richard, il était plus à même qu’Irvin pour gérer le caractère du compteur des Canadiens. Dès sa première saison derrière le banc de l’équipe, il gagne la Coupe Stanley, performance qu’il répète les quatre saisons suivantes ; il en gagna huit en treize saisons.
| No | Nom          | Premier match   | Dernier match | Saison régulière | Saison régulière | Saison régulière | Saison régulière | Saison régulière | Saison régulière | Séries éliminatoires | Séries éliminatoires | Séries éliminatoires | Séries éliminatoires | Remarques                                                                                       |
| No | Nom          | Premier match   | Dernier match | PJ               | V                | D                | N                | P                | % V              | PJ                   | V                    | D                    | % V                  | Remarques                                                                                       |
| -- | ------------ | --------------- | ------------- | ---------------- | ---------------- | ---------------- | ---------------- | ---------------- | ---------------- | -------------------- | -------------------- | -------------------- | -------------------- | ----------------------------------------------------------------------------------------------- |
| 11 | James Irvin  | 3 novembre 1940 | 14 avril 1955 | 896              | 431              | 313              | 152              | 1014             | 56,6             | 115                  | 62                   | 53                   | 53,9                 | Coupes Stanley 1944, 1946 et 1953 Finales de la Coupe Stanley 1947, 1951, 1952, 1954 et 1955    |
| 12 | Hector Blake | 6 octobre 1955  | 11 mai 1968   | 914              | 500              | 255              | 159              | 1159             | 63,4             | 119                  | 82                   | 37                   | 68,9                 | Coupes Stanley 1956, 1957, 1958, 1959, 1960, 1965, 1966 et 1968 Finale de la Coupe Stanley 1967 |

#### Les temps modernes

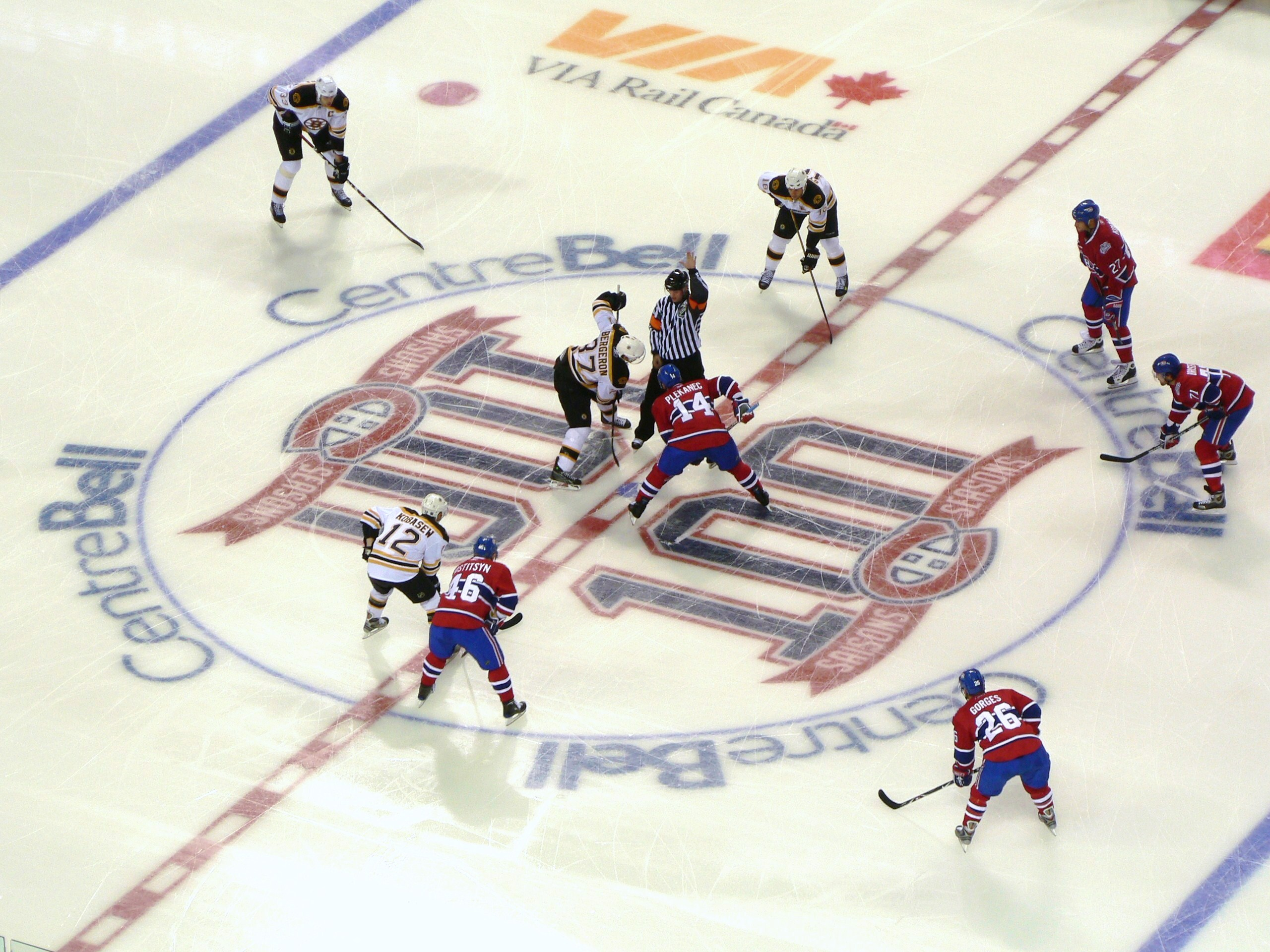
Les Canadiens de Montréal
face aux Bruins de Boston au Centre Bell.

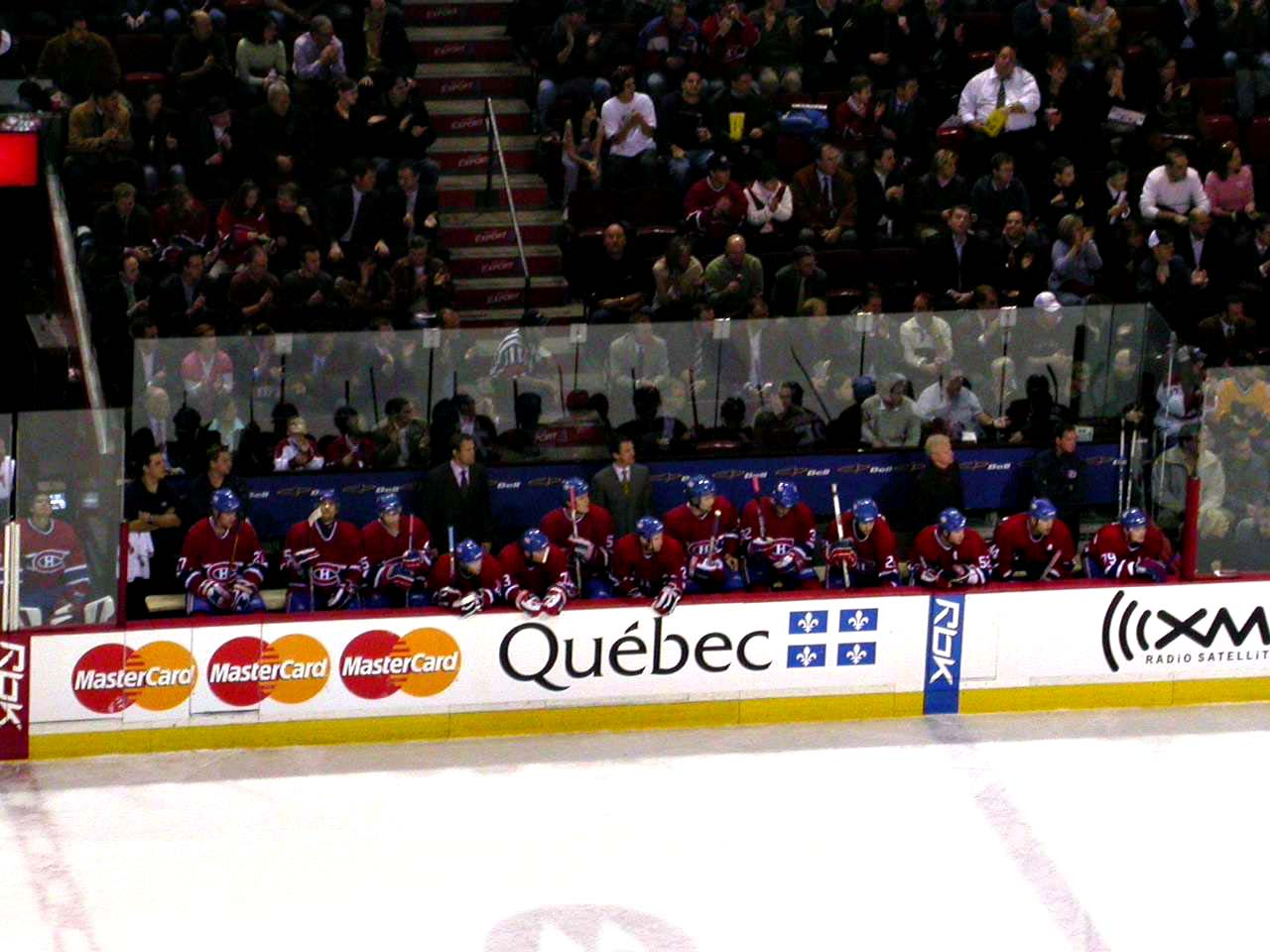
Le banc des Canadiens de Montréal.

Cette période comprend les saisons depuis l’expansion de la LNH en 1967. Hector Blake gagne sa huitième Coupe Stanley cette saison, mais déclare par la suite qu’il préfère se retirer, car il n’avait jamais connu une saison à ce point stressante. Pour succéder à Blake, les Canadiens mettent en place un jeune entraîneur de 29 ans, Claude Ruel. Celui-ci occupait à cette époque le poste de recruteur et devenait le plus jeune entraîneur en poste. Il reste derrière le banc jusqu’à la fin de la saison 1969-1970.
Contesté à l'intérieur même de l'organisation par les joueurs, Claude Ruel remet sa démission et Samuel Pollock embauche Allister MacNeil, qui est victime d'une mutinerie semblable et ce, en pleine finale de la Coupe Stanley. Il est congédié (ou démissionne, selon la version) à la fin de la saison.
Arrive ensuite Scott Bowman. Bowman, par des méthodes rigides, devient l'un des plus brillants entraîneurs de sa génération. Sous son égide, le Tricolore remportera cinq Coupes Stanley, dont quatre consécutives entre 1976 et 1979. Il quitte en 1979, alors que son contrat est échu, pour prendre le contrôle de l'organisation des Sabres de Buffalo, à titre de directeur-général et d'entraîneur-chef. L'histoire retiendra que Bowman a été humilié de voir Irving Grundman succéder à Samuel Pollock alors que le grand manitou prit sa retraite. Bowman croyait qu'il avait fait ses preuves, mais l'organisation en a décidé autrement. Bowman n'a jamais accepté cet affront.
C'est Bernard Geoffrion qui lui succède. Geoffrion, un homme jovial, ne reste que 48 matchs derrière le banc du Tricolore, avant d'abandonner ses fonctions. À pied levé, Claude Ruel termine la saison 1979-1980. Il sera aussi derrière le banc lors de la saison 1980-1981, alors que les Canadiens ratent les séries pour la première fois depuis des lunes, ce qui est un affront pour l'équipe. L'organisation le remplace par Robert Berry.
L'ère de Robert Berry dure trois ans, jusqu'en février 1984. Berry, à sa décharge, n'a jamais été l'homme de Serge Savard, qui remplace Berry par Jacques Lemaire, qui a fait ses classes avec le Collège Français de Longueuil.
Lemaire déteste devoir expliquer ses décisions envers les journalistes et après une élimination hâtive contre les Nordiques en 1985, il remet sa démission. Savard décide de le remplacer par Jean Perron, issu de l'organisation.
La première saison de Perron se déroule en dents de scie, si bien que des rumeurs de congédiement circulent pendant une bonne partie de l'hiver. Mais une réunion des vétérans de l'équipe replace l'équipe sur la bonne voie, et contre toute attente, le Canadien, en grande partie grâce aux prouesses d'un gringalet gardien de 20 ans, Patrick Roy, remporte sa 23e Coupe Stanley.
Mais le défaut de Perron lui coûte son travail. Son manque d'autorité et sa difficulté à maintenir la discipline au sein de l'équipe sont reprochés à Perron. En pleines séries éliminatoires, trois joueurs (Chris Chelios, Petr Svoboda et Shayne Corson) sont impliqués dans la désormais célèbre « Affaire du Lampadaire ». Après avoir échappé au couvre-feu, les joueurs, accompagnés de deux mineures, sont impliqués dans un accident d'automobile. L'histoire se rend aux oreilles de Ronald Corey et de Serge Savard qui, à la suite de plusieurs tractations, décident de congédier Perron, en mai 1988.
Un maître de la discipline, l'ancien policier de Hull Patrick Burns, s'amène à la barre du club en 1988 et mène les Canadiens en finale de la Couple Stanley. Mais après trois éliminations en première ronde face aux Bruins de Boston, des commentaires acerbes de deux joueurs dans les journaux, Burns remet sa démission et est rapidement embauché par les Maple Leafs de Toronto.
Jacques Demers s'est avéré un choix judicieux pour remplacer Burns. À sa première campagne, Demers et les Canadiens tirent de l'arrière 2 à 0 face aux Nordiques de Québec. Cependant, quand les Nordiques arrivent à Montréal, comme le raconte Demers dans sa biographie, Pierre Pagé balance tout le contenu d'un salon d'accueil érigé spécialement pour les Nordiques par les Canadiens dans les poubelles, en déclarant « qu'il ne veut rien savoir de leurs politesses ». C'est le point tournant de la série. L'équipe de Demers ramène les Nordiques sur terre avec quatre gains successifs pour expédier la troupe de Pagé en vacances. Ce fut le début de la fin pour Pagé, qui est congédié un an plus tard.
De son côté, le Canadien file vers une 24e Coupe Stanley. Malgré cela, deux ans plus tard, après une série d'évènements tumultueux et une séquence de 4 cuisants revers pour commencer la saison, Ronald Corey fait table rase en congédiant Jacques Demers et Serge Savard et d'un même coup, embauche Mario Tremblay (entraîneur) Réjean Houle (directeur général) pour veiller à la destinée du Canadien.
Ce geste, pour certains partisans, est le commencement d'une descente aux enfers du CH qui atteint son point culminant avec l'échange de Patrick Roy à l'Avalanche du Colorado en décembre 1995, une des premières décision de Houle en tant que DG. Tremblay quant à lui démissionne au printemps de 1997, 20 mois après son arrivée. Depuis ce temps, Alain Vigneault, Michel Therrien, Claude Julien, Robert Gainey (intérim), Guy Carbonneau, Gainey encore (intérim) Jacques Martin, et Randy Cunneyworth (intérim) se sont succédé derrière le banc du Canadien.
Après une succession de 3 « entraîneurs recrues » (Therrien, Julien, Carbonneau), l'embauche de Jacques Martin en juin 2009, un entraîneur expérimenté, semble traduire la volonté de l'organisation de rétablir une stabilité derrière le banc des Canadiens de Montréal. À sa première saison, Martin permet à ses « ouailles » de se rendre jusqu'en finale de la Association de l'Est. Du jamais vu pour l'équipe depuis la dernière conquête de la Coupe Stanley en 1993.
Le 17 décembre 2011, Randy Cunneyworth est nommé à titre d'entraîneur par intérim après le congédiement de Jacques Martin par Pierre Gauthier. Le 5 juin 2012, Michel Therrien est nommé entraîneur chef par Marc Bergevin en remplacement de Randy Cunneyworth. Michel Therrien sera de nouveau remplacé par Claude Julien lorsque ce dernier est nommé entraîneur chef le 14 février 2017
Claude Julien est congédié le 24 février 2021après un début de saison mitigé. Dominique Ducharme est promu au poste d'entraineur chef par intérim et réussit à mener les Canadiens à une première finale de la Coupe Stanley depuis le conquête de 1993. Le 9 février 2022 il est congédié par le nouveau directeur général Kent Hughes après moins d'un an en poste alors que les Canadiens se dirigent vers la pire saison de son histoire. Il est remplacé par Martin St-Louis qui en est à sa première expérience en tant que coach au niveau professionnel.

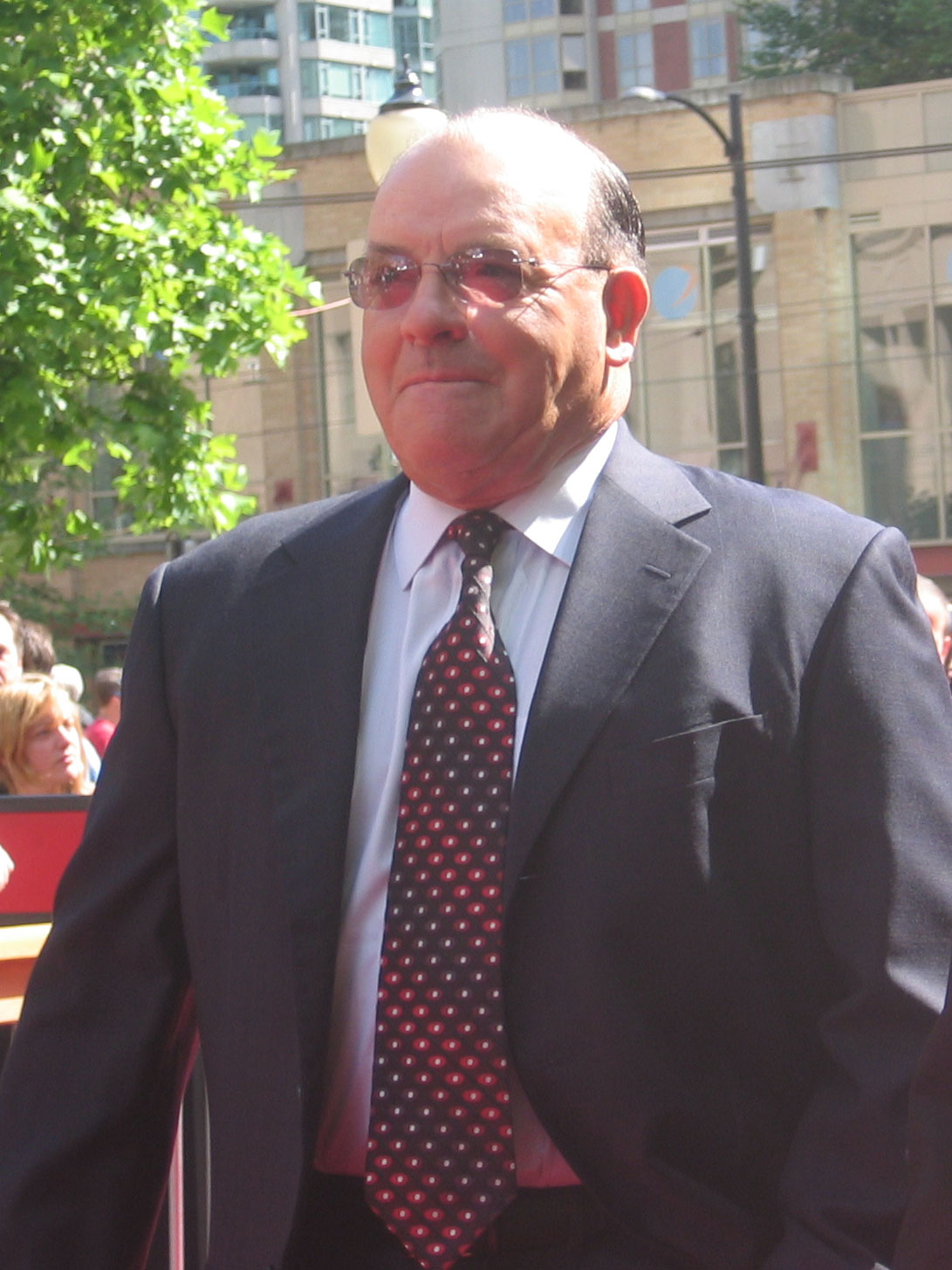
Scott Bowman.

| No | Nom                | Premier match    | Dernier match    | Saison régulière | Saison régulière | Saison régulière | Saison régulière | Saison régulière | Saison régulière | Saison régulière | Séries éliminatoires | Séries éliminatoires | Séries éliminatoires | Séries éliminatoires | Remarques                                                                     |
| No | Nom                | Premier match    | Dernier match    | PJ               | V                | D                | N                | DP               | P                | % V              | PJ                   | V                    | D                    | % V                  | Remarques                                                                     |
| -- | ------------------ | ---------------- | ---------------- | ---------------- | ---------------- | ---------------- | ---------------- | ---------------- | ---------------- | ---------------- | -------------------- | -------------------- | -------------------- | -------------------- | ----------------------------------------------------------------------------- |
| 13 | Claude Ruel        | 12 octobre 1968  | 2 décembre 1970  | 175              | 95               | 49               | 31               | -                | 221              | 63,1             | 14                   | 12                   | 2                    | 85,7                 | Coupe Stanley 1969                                                            |
| 14 | Allister MacNeil   | 3 décembre 1970  | 18 mai 1971      | 55               | 31               | 15               | 9                | -                | 71               | 64,5             | 20                   | 12                   | 8                    | 60,0                 | Coupe Stanley 1971                                                            |
| 15 | Scott Bowman       | 9 octobre 1971   | 21 mai 1979      | 634              | 419              | 110              | 105              | -                | 943              | 74,4             | 98                   | 70                   | 25                   | 71,4                 | Coupes Stanley 1973, 1976, 1977, 1978 et 1979 trophée Jack-Adams en 1976-1977 |
| 16 | Bernard Geoffrion  | 11 octobre 1979  | 11 décembre 1979 | 30               | 15               | 9                | 6                | -                | 36               | 60,0             | -                    | -                    | -                    | -                    |                                                                               |
| 17 | Claude Ruel        | 14 décembre 1979 | 11 avril 1981    | 130              | 77               | 33               | 20               | -                | 174              | 66,9             | 13                   | 6                    | 7                    | 46,1                 |                                                                               |
| 18 | Robert Berry       | 8 octobre 1981   | 6 décembre 1983  | 223              | 116              | 71               | 36               | -                | 268              | 60,1             | 8                    | 2                    | 6                    | 25,0                 |                                                                               |
| 19 | Jacques Lemaire    | 8 décembre 1983  | 2 mai 1985       | 97               | 48               | 37               | 12               | -                | 108              | 55,7             | 27                   | 15                   | 12                   | 55,6                 |                                                                               |
| 20 | Jean Perron        | 10 octobre 1985  | 26 avril 1988    | 240              | 126              | 84               | 30               | -                | 282              | 58,8             | 48                   | 30                   | 18                   | 62,5                 | Coupe Stanley 1986                                                            |
| 21 | Patrick Burns      | 6 octobre 1988   | 9 mai 1992       | 320              | 174              | 104              | 42               | -                | 390              | 60,9             | 56                   | 30                   | 26                   | 53,6                 | trophée Jack-Adams en 1988-1989 Finale de la Coupe Stanley 1989               |
| 22 | Jacques Demers     | 6 octobre 1992   | 14 octobre 1995  | 220              | 107              | 86               | 27               | -                | 241              | 54,8             | 27                   | 19                   | 8                    | 70,4                 | Coupe Stanley 1993                                                            |
| 23 | Jacques Laperrière | 20 octobre 1995  | 20 octobre 1995  | 1                | 0                | 1                | 0                | -                | 0                | 0,0              | -                    | -                    | -                    | -                    |                                                                               |
| 24 | Mario Tremblay     | 21 octobre 1995  | 26 avril 1997    | 159              | 71               | 63               | 25               | -                | 167              | 52,5             | 11                   | 3                    | 8                    | 27,3                 |                                                                               |
| 25 | Alain Vigneault    | 1er octobre 1997 | 18 novembre 2000 | 266              | 109              | 118              | 35               | 4                | 257              | 48,3             | 10                   | 4                    | 6                    | 40,0                 |                                                                               |
| 26 | Michel Therrien    | 21 novembre 2000 | 16 janvier 2003  | 190              | 77               | 77               | 23               | 13               | 190              | 50,0             | 12                   | 6                    | 6                    | 50,0                 |                                                                               |
| 27 | Claude Julien      | 18 janvier 2003  | 11 janvier 2006  | 159              | 72               | 68               | 10               | 15               | 169              | 53,1             | 11                   | 4                    | 7                    | 36,4                 |                                                                               |
| 28 | Robert Gainey      | 14 janvier 2006  | 2 mai 2006       | 41               | 23               | 15               | -                | 3                | 49               | 59,8             | 6                    | 2                    | 4                    | 33,3                 |                                                                               |
| 29 | Guy Carbonneau     | 6 octobre 2006   | 8 mars 2009      | 230              | 124              | 83               | -                | 23               | 271              | 58,9             | 12                   | 5                    | 7                    | 41,7                 |                                                                               |
| 30 | Robert Gainey      | 10 mars 2009     | 22 avril 2009    | 16               | 6                | 6                | -                | 4                | 16               | 50,0             | 4                    | 0                    | 4                    | 0,0                  |                                                                               |
| 31 | Jacques Martin     | 1er octobre 2009 | 15 décembre 2011 | 196              | 96               | 75               | -                | 25               | 217              | 55,4             | 26                   | 12                   | 14                   | 46,2                 |                                                                               |
| 32 | Randy Cunneyworth  | 17 décembre 2011 | 7 avril 2012     | 50               | 18               | 23               | -                | 9                | 45               | 45,0             | -                    | -                    | -                    | -                    |                                                                               |
| 33 | Michel Therrien    | 19 janvier 2013  | 12 février 2017  | 352              | 194              | 121              | -                | 37               | 425              | 60,4             | 34                   | 17                   | 17                   | 50,0                 |                                                                               |
| 34 | Claude Julien      | 18 février 2017  | 24 février 2021  | 277              | 129              | 113              | -                | 35               | 293              | 55,1             | 16                   | 7                    | 9                    | 43,7                 |                                                                               |
| 35 | Dominique Ducharme | 24 février 2021  | 9 février 2022   | 83               | 23               | 46               | -                | 14               | 60               | 36,1             | 22                   | 13                   | 9                    | 59,1                 | Finale de la Coupe Stanley 2021                                               |
| 36 | Martin St-Louis    | 9 février 2022   |                  |                  |                  |                  |                  |                  |                  |                  |                      |                      |                      |                      |                                                                               |

### Directeurs généraux

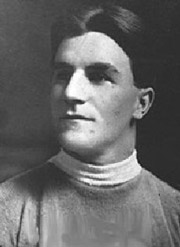
John Laviolette, premier (co)directeur général de la franchise, de 1909 à 1910.

| No | Nom              | Engagement        | Départ            | Remarques |        |                                    |               |      |  |
| -- | ---------------- | ----------------- | ----------------- | --- | ------ | ---------------------------------- | ------------- | ---- |  |
| No | Nom              | Engagement        | Départ            | Remarques | 1 et 2 | John Laviolette Joseph Cattarinich | décembre 1909 | 1910 |  |
| 3  | George Kendall   | 1910              | 19 octobre 1921   | Coupe Stanley 1916 Finale de la Coupe Stanley 1917                                                             |        |                                    |               |      |  |
| 4  | Joseph Dandurand | 2 novembre 1921   | 17 septembre 1935 | Coupes Stanley 1924, 1930 et 1931 Finale de la Coupe Stanley 1925                                              |        |                                    |               |      |  |
| 5  | Ernest Savard    | 17 septembre 1935 | 1936              | |        |                                    |               |      |  |
| 6  | Cecil Hart       | 1936              | 1940              | |        |                                    |               |      |  |
| 7  | Jules Dugal      | 1939              | 1940              | |        |                                    |               |      |  |
| 8  | Thomas Gorman    | 1940              | juillet 1946      | Coupes Stanley 1944 et 1946                                                                                    |        |                                    |               |      |  |
| 9  | Francis Selke    | 10 juillet 1946   | 15 mai 1964       | Finales de la Coupe Stanley 1947, 1951, 1952, 1954 et 1955 Coupes Stanley 1953, 1956, 1957, 1958, 1959 et 1960 |        |                                    |               |      |  |
| 10 | Samuel Pollock   | 15 mai 1964       | 6 septembre 1978  | Coupes Stanley 1965, 1966, 1968, 1969, 1971, 1973, 1976, 1977 et 1978 Finale de la Coupe Stanley 1967          |        |                                    |               |      |  |
| 11 | Irving Grundman  | 6 septembre 1978  | 14 avril 1983     | Coupe Stanley 1979                                                                                             |        |                                    |               |      |  |
| 12 | Serge Savard     | 28 avril 1983     | 17 octobre 1995   | Coupes Stanley 1986 et 1993 Finale de la Coupe Stanley 1989                                                    |        |                                    |               |      |  |
| 13 | Réjean Houle     | 21 octobre 1995   | 20 novembre 2000  | |        |                                    |               |      |  |
| 14 | André Savard     | 20 novembre 2000  | 2 juin 2003       | |        |                                    |               |      |  |
| 15 | Robert Gainey    | 2 juin 2003       | 8 février 2010    | |        |                                    |               |      |  |
| 16 | Pierre Gauthier  | 8 février 2010    | 29 mars 2012      | |        |                                    |               |      |  |
| 17 | Marc Bergevin    | 2 mai 2012        | 28 novembre 2021  | Finale de la Coupe Stanley 2021                                                                                |        |                                    |               |      |  |
| 18 | Kent Hughes      | 18 janvier 2022   |                   | |        |                                    |               |      |  |

### Présidents
- 1909-1910 - John Ambrose O'Brien
- 1910-1913 - Hector Bisaillon
- 1913-1917 - Urgèle Boucher
- 1917-1921 - George Kendall
- 1921-1935 - Athanase David
- 1935-1940 - Ernest Savard
- 1940-1957 - Donat Raymond
- 1957-1964 - Hartland Molson
- 1964-1971 - David Molson
- 1971-1979 - Jacques Courtois (en)
- 1979-1982 - Morgan McCammon
- 1982-1999 - Ronald Corey
- 1999-2010 - Pierre Boivin
- Depuis 2010 - Geoffrey Molson

### Au Temple de la renommée du hockey

#### Joueurs
Voici les joueurs des Canadiens ayant été admis au Temple de la renommée du hockey. Dans le passé, des exceptions ont été faites pour des joueurs dotés d’un talent exceptionnel qui, selon le comité, méritaient d’être intronisés avant les trois années réglementaires. Ce fut le cas par exemple pour Maurice Richard et Jean Béliveau.
| Joueur            | Nationalité            | Position | Année |                   | Joueur            | Nationalité | Position | Année              |                        | Joueur | Nationalité | Position | Année |
| Howie Morenz      | Drapeau du Canada      | C        | 1945  | Ken Reardon       | Drapeau du Canada | D           | 1966     | Jacques Laperrière | Drapeau du Canada      | D      | 1987        |          |       |
| Georges Vézina    | Drapeau du Canada      | G        | 1945  | Émile Bouchard    | Drapeau du Canada | D           | 1966     | Tony Esposito      | Drapeau du Canada      | G      | 1988        |          |       |
| Aurèle Joliat     | Drapeau du Canada      | AG       | 1947  | Elmer Lach        | Drapeau du Canada | C           | 1966     | Guy Lafleur        | Drapeau du Canada      | AD     | 1988        |          |       |
| Newsy Lalonde     | Drapeau du Canada      | C        | 1950  | Roy Worters       | Drapeau du Canada | G           | 1969     | Bud O'Connor       | Drapeau du Canada      | AD     | 1988        |          |       |
| Joe Malone        | Drapeau du Canada      | C        | 1950  | Tom Johnson       | Drapeau du Canada | D           | 1970     | Bob Gainey         | Drapeau du Canada      | AG     | 1992        |          |       |
| Sprague Cleghorn  | Drapeau du Canada      | D        | 1958  | Jean Béliveau     | Drapeau du Canada | C           | 1972     | Guy Lapointe       | Drapeau du Canada      | D      | 1993        |          |       |
| Herb Gardiner     | Drapeau du Canada      | AG       | 1958  | Bernard Geoffrion | Drapeau du Canada | AD          | 1972     | Steve Shutt        | Drapeau du Canada      | AG     | 1993        |          |       |
| Sylvio Mantha     | Drapeau du Canada      | D        | 1960  | Doug Harvey       | Drapeau du Canada | D           | 1973     | Larry Robinson     | Drapeau du Canada      | D      | 1995        |          |       |
| Maurice Richard   | Drapeau du Canada      | AD       | 1961  | Tommy Smith       | Drapeau du Canada | C           | 1973     | Denis Savard       | Drapeau du Canada      | C      | 2000        |          |       |
| Joe Hall          | Drapeau du Royaume-Uni | D        | 1961  | Dickie Moore      | Drapeau du Canada | AG          | 1974     | Rod Langway        | Drapeau des États-Unis | D      | 2002        |          |       |
| George Hainsworth | Drapeau du Canada      | G        | 1961  | Gordie Drillon    | Drapeau du Canada | AD          | 1975     | Patrick Roy        | Drapeau du Canada      | G      | 2006        |          |       |
| Harry Cameron     | Drapeau du Canada      | D        | 1962  | Jacques Plante    | Drapeau du Canada | G           | 1978     | Dick Duff          | Drapeau du Canada      | AG     | 2006        |          |       |
| Jimmy Gardner     | Drapeau du Canada      | AG       | 1962  | Henri Richard     | Drapeau du Canada | C           | 1979     | Doug Gilmour       | Drapeau du Canada      | C      | 2011        |          |       |
| John Laviolette   | Drapeau du Canada      | D        | 1962  | Lorne Worsley     | Drapeau du Canada | G           | 1980     | Chris Chelios      | Drapeau des États-Unis | D      | 2013        |          |       |
| Reg Noble         | Drapeau du Canada      | C        | 1962  | Frank Mahovlich   | Drapeau du Canada | AG          | 1981     | Rogatien Vachon    | Drapeau du Canada      | G      | 2016        |          |       |
| Didier Pitre      | Drapeau du Canada      | D        | 1962  | Yvan Cournoyer    | Drapeau du Canada | AD          | 1982     | Mark Recchi        | Drapeau du Canada      | AD     | 2017        |          |       |
| Albert Siebert    | Drapeau du Canada      | AG       | 1964  | Ken Dryden        | Drapeau du Canada | G           | 1983     | Guy Carbonneau     | Drapeau du Canada      | C      | 2019        |          |       |
| Bill Durnan       | Drapeau du Canada      | G        | 1964  | Jacques Lemaire   | Drapeau du Canada | C           | 1984     | Pierre Turgeon     | Drapeau du Canada      | C      | 2023        |          |       |
| Marty Barry       | Drapeau du Canada      | C        | 1965  | Bert Olmstead     | Drapeau du Canada | AD          | 1985     | Shea Weber         | Drapeau du Canada      | D      | 2024        |          |       |
| Hector Blake      | Drapeau du Canada      | AG       | 1966  | Serge Savard      | Drapeau du Canada | D           | 1986     |                    |                        |        |             |          |       |

#### Bâtisseurs
Voici les bâtisseurs des Canadiens ayant été admis au Temple de la renommée du hockey ainsi que leur année d'intronisation.
- Scotty Bowman (1991)
- Pat Burns (2014)
- Joseph Cattarinich (1977)
- Léo Dandurand (1963)
- Tommy Gorman (1963)
- Dick Irvin Sr. (intronisé en tant que joueur en 1958, entraîneur des Canadiens en 1940-1955)
- Hon. Hartland Molson (1973)
- William Northey (1947)
- John Ambrose O'Brien (1962)
- Sam Pollock (1978)
- Sénateur Donat Raymond (1958)
- Frank J. Selke (1960)

## Les clubs-écoles des Canadiens dans la Ligue américaine de hockey
- 1969-1971 : Voyageurs de Montréal

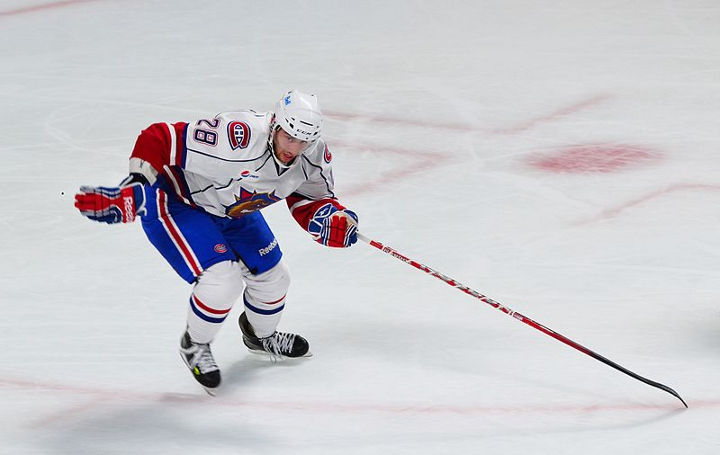
Aaron Palushaj dans l'uniforme des Bulldogs de Hamilton lors d'un match au Centre Bell de Montréal

- 1971-1984 : Voyageurs de la Nouvelle-Écosse
- 1984-1990 : Canadiens de Sherbrooke
- 1990-1999 : Canadiens de Fredericton
- 1999-2002 : Citadelles de Québec
- 2002-2015 : Bulldogs de Hamilton
- 2015-2017 : IceCaps de Saint-Jean
- Depuis 2017 : Rocket de Laval

## Le Groupe CH
Le Groupe CH, propriété de la Famille Molson, est le holding propriétaire des Canadiens de Montréal. Le groupe possède également le Centre Bell et Le Rocket de Laval. En décembre 2013, le Groupe CH, après avoir racheté Evenko, fait l'acquisition de L'Équipe Spectra, une société de production de spectacles.